# 魔法つかいプリキュア!
『魔法つかいプリキュア!』（まほうつかいプリキュア、MAHO GIRLS PRECURE!）は、2016年2月7日から2017年1月29日まで、朝日放送の制作により、テレビ朝日系列で毎週日曜8時30分から9時00分（JST）に全50話が放送された、東映アニメーション制作のテレビアニメ。「プリキュアシリーズ」の通算13作目にして、11代目のプリキュアに当たる。
通称「まほプリ」。キャッチコピーは「魔法のことば『キュアップ♡ラパパ！』で ふたつの世界がいまつながる！」。
本項目では、前述の日程で放送されたテレビシリーズ（第1期）のほか、2025年1月クールに全12話が放送された続編（第2期）『魔法つかいプリキュア!!〜MIRAI DAYS〜』についても、併せて詳述するものとする。

## 概要
本作品では「魔法」をテーマに取り上げている。人間界と魔法界の少女が手をつなぐことによって生まれる友情と奇跡がメインコンセプトとなっており、朝日放送（ABC）のプロデューサー・植月幹夫は「今までのプリキュアシリーズが持つ『愛』『正義』『夢』『友情』といった普遍的なテーマは踏襲しつつ、その世界観やモチーフはシリーズの枠を飛び出して、大胆に描く作品にしたい。便利な魔法が使えても、それは決して万能ではなく、やっぱり大切なのは人と人との『心』のふれあい」、東映アニメーションのプロデューサー・内藤圭祐は「手と手をつなぐことで、心をつなぎ、希望をつなぎ、世界をつなぐ。ひとりひとり皆違うけれど、だからこそ面白い、そしてその違いを認識し受け入れることで、世界は広がっていくんだということを、さまざまな『つなぐ』を通して伝えていきたいと思います」とそれぞれ語っている。
本作品でも文字多重放送を実施しており、朝日奈みらい / キュアミラクルの台詞を黄色、十六夜リコ / キュアマジカルの台詞を青、それ以外の人物は白で表記している。
データ放送では『Go!プリンセス』に引き続き「じゃんけん」を採用、当選時の応募に際しては従来までの電話（テレドームから67コールに変更）のほか、朝日放送の公式ウェブサイト（パソコン用・スマートフォン用いずれも）からも応募出来るようになった。またデータ放送のオーバーレイ表示機能による「リモコン操作による時計表示」は、通常表示と非表示のほか、前作では行われなかった「プリキュア仕様」が復活、本作品ではモフルンの顔の形をした「モフルンとけい」として時刻が表示された。
第7話から第20話までのエンドカードは、前々作『ハピネスチャージプリキュア!』から行われている「視聴者から寄せられた似顔絵」を採り入れたもので、過去2作ではバック映像が一定していたのに対し、本作品ではバックの映像はその回の話をイメージした週替わり映像となり、また画面上部には「魔法文字」で投稿者の名前を記すようになった。第22話では送られた似顔絵を一部取り混ぜたエンドカードとなり、第23話からは似顔絵紹介に代わり、全面的にその回または次の回のストーリーをイメージした週替わり映像へと変更された。これらのエンドカードイラストは演出助手の豊田百香が年間を通して担当している。
同年10月23日放送分（第38話）では、アイドルグループAKB48の渡辺麻友が本人役でゲスト出演することが、本作品の劇場版テーマソングのお披露目イベントにて発表された。
最終回では前作に引き続き、ED後に次作『キラキラ☆プリキュアアラモード』のキュアホイップとの「主人公プリキュアのバトンタッチ」も行われると共に、本編中でも新旧プリキュアが共演するスタイルが新たに採られており、変身後だけでなく変身前である宇佐美いちかとしての出番も盛り込まれている。企画担当の鷲尾天は物語本編を年末で完結させ、2017年1月放送分についてはプリキュアオールスターズが登場する3部構成の特別編を想定していたが、「現場の負担が重すぎる」というプロデューサーの内藤の意見でその案は却下となり、代案としていちか / キュアホイップが最終回の本編に登場することになった。また、前作とのコラボ商品「バトンタッチリンクルストーンセット」に引き続き、本作品に登場するイチゴメロンパンやモフルンのデザインをした「バトンタッチアニマルスイーツセット」が、次作とのコラボ商品として発売された。

### 続編
テレビシリーズ（第1期）の終了から10年近くを経て、その続編に当たる『魔法つかいプリキュア!!〜MIRAI DAYS〜』が、2025年1月12日（11日深夜）から3月30日（29日深夜）まで、朝日放送テレビ・テレビ朝日系列で毎週日曜（土曜深夜）2時00分 - 2時30分（JST）に放送された。いわゆる第2期に相当し、第1期最終回のその後を描く同作品は、第1期とは異なり製作委員会方式が取られており、制作体制や主要なスタッフにも一部第1期からの変更点が見られる（詳細は後述）。また放送時間帯や期間についても、日曜朝にて4クール作品として放送されていた第1期に対し、同作品はこちらも後述の通り、土曜深夜帯での1クール作品としての放送とされている。
2023年3月14日、東映アニメーションはプリキュアシリーズ20周年施策・大人へ向けた「プリキュアシリーズ」の第2弾として、本作品の続編となる『魔法つかいプリキュア！2（仮）』の制作を発表した。この発表では、放送予定の枠が朝日放送テレビ・テレビ朝日系列の「ANiMAZiNG!!!」枠であることにも言及されており、これにより同作品はプリキュアシリーズとしては初となる深夜帯での放送となる。翌2024年5月28日には、続報として正式タイトルが『魔法つかいプリキュア!!〜MIRAI DAYS〜』に決定したことが発表された。この続報の中では、キャッチコピーが「魔法のことば『キュアップ・ラパパ！』でふたつの時間（みらい）がいまつながる！」であること、放送開始日が2025年1月12日（11日深夜）、そして第1期と同様に30分番組であることについても触れられており、総話数については全12話としつつも未定である旨が付記されている。
キャストについては、メインの4名がテレビシリーズ第1期より続投することが、同年6月12日の新設定画の公開と併せて発表されている。同年11月12日には予告編が、プリキュアシリーズ公式YouTubeチャンネルで公開されるとともに、新たなキャラクターとして「ひすい」が登場し、はーちゃん / 花海ことは / キュアフェリーチェ役の早見沙織が兼ね役で演じることが発表されている。

## あらすじ
第1期では2部構成のストーリー、並びにそれに伴う「敵組織の刷新」が採用されている。また、年間を通した物語としては第49話までで完結し、同話数の後半と第50話では後日談的なエピソードが描かれている。
第2期では第2部エピローグの数ヶ月後から物語が始まり、第2部終盤の最終決戦からおおよそ5年の時間が経過している。

### 第1部（第1話 - 第21話）
津成木第一中学校に通う主人公・朝日奈みらいは、もうすぐ中学2年生になる女の子。春休み中の十六夜月が輝く夜、みらいは無動作に飛行して落下した紫色の物体を目にする。翌日みらいは大事にしているくまのぬいぐるみ・モフルンを連れ昨日の物体の捜索に桜並木の遊歩道へ出掛ける。そこでモフルンをうっかり落としてしまい「落ちたわよ、ダメよ気をつけなきゃ」と上からの声にみらいが見上げると、そこには魔法のほうきで浮遊する少女がいた。彼女は魔法つかいのリコと名乗り「魔法の宝石リンクルストーン・エメラルドを探しに魔法界から人間界（魔法界ではナシマホウ界と呼称）へやってきた」と説明する。その時だった、同じくリンクルストーン・エメラルドを手に入れ世界侵略を企む闇の魔法つかいドクロクシー配下のバッティと怪物ヨクバールが現れる。みらいとリコは襲撃に遭うが、2人の持っていたペンダントがリンクルストーン・ダイヤへと変化し「伝説の魔法つかい」である魔法つかいプリキュアに変身。敵と対峙することになる。みらいは「奇跡」の力でキュアミラクルへ、リコは「魔法」の力でキュアマジカルへと覚醒しバッティらを退却させる。またその力でモフルンが言葉を話せるようになり、さらに魔法が察知できるようになる。
リコは通っている魔法学校へみらいを連れて戻るが、教頭にプリキュアになったことを告げても受けいれられないどころか、勝手に補習を受けずに魔法界を抜け出してナシマホウ界に行っていたことがばれてしまい、退学の危機に陥る。それを見たみらいは校長に掛け合うため学校内を捜しに出かけ、杖の木でとある男性に出会う。みらいが男性に経緯を話していると、役目を終えようとしている木からみらいに魔法の杖が授けられる。間髪入れずに2人を追ってきたバッティとヨクバールが学校を襲撃し、2人もプリキュアへ変身し応戦する。そして、魔法の杖から変化したリンクルステッキの必殺技でヨクバールを撃破、バッティを再び退却させる。それを見ていた男性がみらいに自分は校長であると明かし、さらにリコの補習を受けさせる形でみらいに春休みの期間だけ魔法学校にとどまるよう促す。よって、みらいはリコや他の生徒たち（ジュン・ケイ・エミリー）とともに魔法を習うことに。
教師のアイザックとリコの姉で実習生のリズから出される課題の習得と合格、そしてドクロクシーの側近のヤモーが送り込む幹部のバッティ、スパルダ、ガメッツらとの戦いを通じて、みらいとリコはより親密な仲になり、その過程の仲でルビー、サファイア、アクアマリン、ピンクトルマリンの4つのリンクルストーンも入手、さらに知識の森と呼ばれる書庫で入手した伝説の本リンクルスマホンから生まれた妖精の赤ちゃん・はーちゃんを育てるなど奇跡いっぱい、魔法いっぱいの生活を過ごす。そして5人は補習の全課程を合格しリコたちは進級を果たし、みらいは魔法学校の生徒として正式に認められる。同時にそれはみらいがナシマホウ界に戻ること、リコと別れることを意味していたが、校長はナシマホウ界に残りのリンクルストーンがある事を魔法の水晶の占いで察知し、そのことをリコに告げる。リコははーちゃんを連れてみらいを追いかけナシマホウ界に行き、これまでとは逆の魔法とは縁の無い世界で暮らしながらリンクルストーンを探すことに。リコは朝日奈家の計らいで居候し、春休みが終わった津成木第一中学校へも留学生の十六夜リコとして通い、みらいとクラスメイトになる。また「他人に魔法つかいと気づかれたら魔法の杖は没収」と教頭から伝えられたため、2人はそれを隠しながらナシマホウ界で暮らすことに。そんな中、2人が魔法のほうきで空を飛んでいる後ろ姿をクラスメイトの勝木かなに見られてしまい、彼女が「生徒の中に魔法つかいがいる」と周囲に告げた事により魔法の存在が広まってしまう。
2人はリコのトランクに入っていた魔法の水晶（自称キャシー）を通じて伝えられる校長の情報をもとにナシマホウ界でのリンクルストーンの捜索に当たるが、ドクロクシー側もその情報を嗅ぎ付け強奪を目論む。2人はドクロクシーの一味との戦いに次々と勝利しトパーズ、タンザナイト、ペリドット、ムーンストーンと順次入手していく。そうした中、はーちゃんとリンクルスマホンの存在がドクロクシー側に把握されてしまい、彼らの狙いがリンクルスマホンへと変わる。はーちゃんも自らが持つ不思議な力を発揮し、プリキュアの力となってスパルダ、ガメッツを倒していき、ガメッツに一度奪われたガーネットのリンクルストーンも手に入れる事ができた。そして、どこかへと向かった校長を捜すため魔法樹の頂上にある開かずの扉を見つけ、同時にアメジストのリンクルストーンも入手するが、はーちゃんはリンクルスマホンの中で眠りについてしまう。2人は開かずの扉を開けて校長がいる場所へと向かうがそこはドクロクシーの本拠であり、校長はドクロクシーの正体がかつての友人であるクシィの怨念である事を見破り、封印していた魔力を解放して戦いを挑むもドクロクシーに圧倒される。プリキュアもその強い意志を持ってドクロクシーに挑んだその時、その意志に魔法界が呼応しエメラルドが現れバッティを消滅させるも、リンクルスマホンと共にドクロクシーに取り込まれてしまう。加えてヤモーもドクロクシーに身を捧げ、ドクロクシーの力がさらに増幅する。2人ははーちゃんを助け出すため、そして魔法界の危機を救うため持ちうる力でドクロクシーを倒すが、その怨念が襲いかかろうとする。その時はーちゃんがみらいたちと同い年くらいの容姿へと最後の成長を遂げ、その力で闇を打ち払い怨念を浄化する。そして現れたクシィを天へと導くが、同時にはーちゃんもどこかへと消えてしまう。モフルンが感じ取った遠いどこかからの甘い匂いを残して…。

### 第2部（第22話 - 第49話）
はーちゃんが行方不明となって1か月ほど 経ち、みらいとリコははーちゃんの捜索をナシマホウ界にも広げるが手がかりは皆無だった。2人とモフルンははーちゃんがいなくなった悲しみを隠しきれず、リコは「もっと魔法を使いこなせれば、エメラルドやはーちゃんを見つけられるかもしれない」と魔法の勉強のため魔法界へ帰郷する考えをみらいとモフルンに明かす。
そんなさなか、校長の知人リアンがナシマホウ界の砂漠の遺跡で解放されていたランプを発見する。それは「忌まわしき災い」とされる魔神ラブーの復活を意味していた。ラブーは魔法界へ赴きヤモーを再生させ、ヤモーは2人を復讐すべくドクロクシーの骨から誕生させたスーパーヨクバールを使役し対峙する。悲しみにくれていた2人は苦戦を強いられる。その時だった。リンクルスマホンが光り出し、それに導かれたかのように2人と同い年くらいの少女が現れる。彼女はスマホンと所持していたエメラルドの「幸せ」の力により3人目のプリキュア・キュアフェリーチェへと覚醒し2人に加勢する。そして、スマホンの魔法のタッチペンが変化したフラワーエコーワンドの必殺技でスーパーヨクバールを撃破、ヤモーを退却させる。
戦闘後、彼女は自らがはーちゃんである事を2人に告げて感涙の再会を果たし、校長に頼み込む形でそのままリコ共々みらいたちと一緒に暮らすことになる。そして自身が記憶する「海のような花畑」と校長の「素直な言の葉（言葉）は魔法となる」の一言を聞き、温かい言葉を掛けてくれたみらいたちに感謝し花海ことはと名乗るようになる。同時に魔法のタッチペンで魔法が使えるようになるが、幼かったはーちゃんから急に成長したため最初の頃は安易に魔法を使ってしまい騒動となることもしばしあった。
一方、フェリーチェとスーパーヨクバールの戦いを見ていたラブーは彼女の強力な力に危惧し始め、ヤモーに声をかけたりもするが、ヤモーはエメラルドを奪うためことはを狙うようになるも、ヨクバールを倒され続け後がなくなる。ことはもヤモーに狙われると知って、みらいやリコに迷惑をかけていないかと思うようになり、家を出てしまうがヤモーに出くわし、自身をスーパーヨクバール化させた彼に捕らわれてしまう。初めはことはが捕らわれているためヤモーが優位に立つも、みらいとリコはことはを迷惑に思っていない、大好きだと告げるとその思いを受け取ったことははフェリーチェとなってヤモーを浄化、ヤモリの姿に戻した。これにより闇の魔法つかいの一味は消滅したが、一部始終を見ていたラブーは自らが仕える存在、終わりなき混沌・デウスマストについて言及していた。
みらいたちは夏休みを魔法界で過ごすことにしたのだが、ついにプリキュアの前に現れたラブーはムホーの力を使ってドンヨクバールを召喚し襲ってきた。その強さの前にプリキュア3人はピンチに陥るがキュアミラクルの強い思いがさらなる力を生み、なんとか撃退する。その後もラブーの襲撃があってはそのたびに撃退してきたが、夏休みも終わりナシマホウ界への帰途で本気を出したラブーの強襲を受けることになる。3人の魔法も通用せず分断され絶望しそうになるが、3人の強い意志が新たなリンクルストーン、アレキサンドライトを誕生させ、魔法つかいプリキュアオーバーザレインボーへと変身、夢の世界から現実に現れたレインボーキャリッジの力を使うことでラブーを消滅させナシマホウ界に戻ることになる。
しかし、ラブーと同じくデウスマストの眷属、シャーキンスとベニーギョはラブーの気配が消えるのを感じると封印から目覚め、既に封印から目覚めていたオルーバともども動きだす。一方、アレキサンドライトの誕生と同時に謎の精霊がみらいたちの周りを漂うようになり、リアンがそれとプリキュアの調査のため3人がいる街へ赴きリコが父と説明する。リアンは調査を機にリコとのすれ違いを修復させ3人に助力することを約束し新たな調査へと出発した。またナシマホウ界での3人の生活を見ていた精霊たちは1匹ずつ伝説の祝福の言葉「ミトメール」と発してキャリッジの中へと入っていく。そうした最中オルーバはプリキュアを調査するため、配下の妖精チクルンをスパイとして送り込む。チクルンは素性を隠し3人に近づき調査を開始するがオルーバからの扱いに不満を持つようになり、さらに3人が親身に接するのを見て次第に心が揺らぎ始める。そしてオルーバたちに対してチクルンは「自分がリンクルストーンを奪う代わりにプリキュア達に手出しをしないでほしい」と頼み込むが、シャーキンスの裏切り行為を見て離反を決意しリンクルストーンを3人に返し、本気を出したシャーキンスはプリキュアにより撃破される。戦闘後チクルンは「自分は妖精の里の妖精で、女王から叱られるのがいやでオルーバの言いなりになっていた」と告白し謝罪する。3人とモフルンは彼の悪事を許し、また一緒に叱られるべく妖精の里へ赴くことを決意する。
妖精の里へやって来た一行だったが、そこでことはが妖精に戻ってしまう。その後、女王と謁見し理由を聞くべくレジェンド女王にも謁見する。レジェンド女王は「人・動物・妖精や精霊が一緒に暮らす花の海という世界が存在し、その中枢に母なる樹がありマザー・ラパーパが宿り守護していた。その後デウスマストが侵攻しラパーパ単身で追い払うが、激戦で負傷してしまい世界が2つに分離（ナシマホウ界と魔法界）してしまった」と話す。そんな最中オルーバが乱入し、さらにそこには彼によって復活したスパルダの姿もあった。3人はオルーバらを退かせ再び話に耳を傾け、レジェンド女王は「ラパーパは世界がいつか必ず結ばれるよう『プリキュア』と魔法の名前をかけた」と締める。ことはも人間へと戻り、貴重な話を聞いた3人はチクルンや女王たちに別れを告げ魔法界へと戻るのだった。
一方オルーバは魔法界で手に入れたクシィの闇の魔法書を調べるなかで、一つの回答を得る。それはラパーパに封印されかける前にオルーバが散り散りにばらまいた情報を一つにしたのが闇の魔法である事、そしてこれがラパーパの封印を外部から打ち消しデウスマストを復活させるための仕掛けである事、そしてことはこそがラパーパの力を受け継ぎし者である事だった。
オルーバはプリキュアたちによって倒されたものの、次第に近づいていたナシマホウ界と魔法界の作用によって、太陽に封じられていたデウスマストは全ての眷属を取り込んで復活を果たし、2つの世界を混ざり合った形にしてしまう。そしてなお混ざり合わせて混沌の世界に塗り替えようとしていた。デウスマストを倒すことで元の世界に戻すことは出来るが、その影響で2つの世界は遠く離れてしまう可能性がある。しかしみらいたちは人は一人一人違い多様性があること、そして一人一人が手を取り合うことで力が得られ世界を形作ることを理解し、離ればなれになったとしても元の世界を取り戻す決意をする。この決意に呼応する形でレインボーキャリッジの魔法陣が完成し、プリキュア達は人々の生命の力を受けながらデウスマストを倒し、星々の彼方へを追いやることが出来た。しかし、これによってナシマホウ界と魔法界は遠く離れることになる。ことははラパーパの後継者として不安定な状態を元に戻す手伝いをするため消え去ってしまう。そしてみらいとリコは互いに再び出会えるように魔法を掛け合い、それぞれの世界へと戻っていき、モフルンも元の動かないぬいぐるみへと戻った。

### エピローグ （第49話 - 第50話）
それから時は流れ、みらいは中学・高校を経て大学に通いながら母・今日子の仕事を手伝っていた。そんなある夜モフルンを連れて桜並木を出歩くと、その日は十六夜月が輝く夜だった。みらいはリコと初めて会った日を思い出し「リコに会いたい…、会って話がしたい…」と呟き、感極まって涙をこぼす。そして、かつてリコと出会った木の下で自分が使っていた魔法の杖が枯れ木となって落ちてきた。手に取った瞬間「リコに会えるかも…」と魔法を唱えるが一瞬で我にかえる。しかし、祖母・かの子から聞かされた「素直な言葉は力になり、思いが繋がっていれば奇跡を起こす」という一言を思い出すと「リコに、はーちゃんに、みんなにまた会いたい！」という思いが募り懸命に魔法を何回も何回も唱え続けるが何も起きず。半ばあきらめかけたその時、みらいに突風が襲いかかり次の瞬間夜空を浮遊していた。そこで空間から突如現れたカタツムリニアを見ていたらうっかりモフルンを離してしまう。しかしすぐ誰かがキャッチし「ダメよ気をつけなきゃ、モフルンは大切な友達でしょ？」と聞き覚えのある声とセリフを耳にしたみらいが目を向けると、そこには十六夜月をバックに魔法のほうきで浮遊する女性がいた。みらいは「夢じゃ…、ないよね？」と驚くが瞬時にリコと確信し目を潤ませ、リコもみらいに強く飛びついて2人は感涙の再会を噛みしめる。その作用でモフルンも再び動けるようになり、さらにみんなの言葉を聞いたことでことはも姿を現す。こうしてみらい、リコ、ことは、モフルンは思いが繋がり叶うことができた奇跡の再会を果たす。
現在リコは魔法学校で教鞭をとり、ことはははるか遠くの宇宙において世界の誕生を助ける役目を担っていた。そんなことを語り合いつつ、みらいとリコが昔のことを懐かしんでいたのを見ていたことはが魔法で自分を含めた3人を魔法学校時代の姿に変えてしまう。直後にドクロクシーの残滓が変わったドクロムシーの襲撃があったりしたものの、魔法界やナシマホウ界でそれぞれの人たちが出会い、成長し、新たな一歩を進んで、そしてつながっていく様を見る。3人はこうした光景を見ながら自分たちもそれぞれの夢へ向かうことを決め、きっとそれが幸福いっぱいなワクワクもんの未来であると信じ奇跡が起きる魔法の言の葉を唱えるのであった。「キュアップ・ラパパ！今日もいい日になあれ！」と。

### 第2期『MIRAI DAYS』
奇跡的な再会を果たしたみらいたちはそれぞれの世界で、それぞれの未来に向かって歩み始めていた。みらいはナシマホウ界で大学生として学びつつ、時にはモフルンを助手として、SNSに寄せられた困りごとを密かに魔法で助ける「魔法ガール」として活動していた。リコは魔法界に戻り、魔法学校の先生として後進の指導にあたっていた。
一方、ことははマザー・ラパーパの後継者として、遙か遠いところで世界を見守っていたが、ある時見知らぬ青年がことはの前に現れ、デウスマストの眷属の力を用いてことはの力を弱体化、キュアフェリーチェの姿になるが倒されてしまう。同じ時、みらいとリコ、それぞれ別の場所にいる2人のリンクルストーン・ダイヤが光り出し、ピンクがかった色に変化していた。
翌日、みらいは大学で友人の野口さら、谷崎れなと魔法ガールの話題について話しているとき、SNSに「津成木駅前でクマが暴れている」という投稿があるのを知る。急いで向かうとクマの姿をしたモンスターが出現していた。魔法で立ち向かおうとしたみらいだったが歯が立たず、ピンチに陥っただけでなく、モフルンも落下してしまう。その時モフルンを助けたのは、「魔法界で新たな災いが起こる」という魔法の水晶のお告げでナシマホウ界にやってきたリコだった。数ヶ月ぶりの突然の再会とともに、久しぶりに揃ってプリキュアに変身し、息の合った連携でモンスターを倒す事ができた。
そこに、ことはの前に現れた青年が2人の前にも現れる。アイルと名乗った青年はミラクルの正体がみらいであることを知っており、そして「次は14時間と4分後、絶望した自分と向き合う」という意味深な言葉を残して消え去る。その直後、物陰にことはに似た翡翠色の髪の少女がいるのを見つける。2人は少女を魔法界に連れて行くが、その途上みらいは一瞬過去の自分のイメージを見る。魔法界で校長たちと再会、その会話の中で少女は自分の髪色から「ひすい」と名乗るようになった。そうした最中、ひすいを狙って再びモンスターが出現するも、みらいとリコは変身して撃退する。そしてアイルが予告した時刻が近づき、リコはみらい同様に過去のイメージを、そしてみらいは自分たちが倒されたイメージを見る事になる。アイルが着ていた服装が魔法界ではなくナシマホウ界のものだった事から、みらいたちは彼の行方を追いナシマホウ界に戻るが、再び対峙したアイルが未来に起きる事を知っている事、不思議なイメージを見るようになったのは彼の仕業だった事、そして彼の目的がひすいだということを知る。
みらいたちはひすいを護衛のために訪れているリアンに預け、魔法界に向かうがその途中アイルが現れ、さらに魔法学校を模したモンスターが出現、みらいが見たイメージは実はナシマホウ界で起きることだと理解する。そこにひすいが駆けつけたことで、ミラクルとマジカルが自分たちが倒される未来を知りながらやむを得ずサファイアスタイルに姿を変え、モンスターを倒すが、力尽きたその隙を狙ってアイルはひすいの身体を使ってことはを復活させるとともに、マザー・ラパーパの力を用いて飼っていた子犬の正体である刻の魔獣クロノウストを復活させ、自らの姿を石化させてしまう。
再び姿を現したことはは事のあらましを話す。アイルがマザー・ラパーパ＝フェリーチェの力を食べさせてクロノウストを復活させ、その力で自らの幸せな時代を永遠に保ち続けることだった。それを阻止するため力を振り絞ってひすいを生み出し、みらいたちの元に送ったという。一方復活したクロノウストは人々の「時」を喰らうため影を用いて襲撃を開始、壮太も襲われる。駆けつけたみらいたちは変身して交戦するが、影から「過去に戻ればひすいにまた会える」と誘惑を受けるも、ことはの言葉でそれをはねのけ撃退する。その後、魔法界での調査でアイルの母親が魔法界出身だったこと、幼少期に両親を失ったことが判明、また妖精の里からやってきたチクルンが女王からの伝達で「ことはの中にひすいが存在する」ことも明らかになる。そうした最中、さらがクロノウストの影によって石像とされる事態が発生。駆けつけたことはも石像にされてしまうが、過去の空間の中でひすいと出会い、彼女の助言で呪縛をはねのけ、さらにフェリーチェへと再び変身、撃退することができた。
しかしクロノウストの手は「謎の失踪事件」として話題になっていたナシマホウ界だけでなく、魔法界にも及び始め、対策を取ろうと集まった校長や闇の魔法つかいたち、みらいたちに話を聞こうとナシマホウ界から戻ってきたケイ・ジュン・エミリーやカタツムリニアを含め、大量の影によって魔法界の住人も石像にされてしまう。かろうじてヤモーを救い出し、彼の魔法でナシマホウ界に帰還する。クロノウストが双方の世界を襲ったことに疑問を持つ一同だったが、みらいはその間にある狭間の世界にいるのではと思いつく。実際に行ってみると力を集め終えたクロノウストが目覚めようとしており、プリキュアたちはそれを阻もうとするも、クロノウストが真の力を発揮し、ナシマホウ界の時を停止、世界中の人々が石像と化す。みらいたちも同じ過去を共有していたが、変化のない世界に留まってはいけない、記憶を失うことになってもラパーパの力で元に戻ることを決断、フェリーチェの魔法の光に委ね脱出する。記憶を失ったみらいたちだったが、記憶を辿っていくうちにその記憶を取り戻し、再会を果たす。全員揃った4人は変身、過去の力を得てキュアモフルンや様々な姿でクロノウストに立ち向かい、未来に突き進むべく戦い、そして撃退に成功、止められた時を取り戻した。
ナシマホウ界も魔法界も元に戻った人々は日常に戻っていったが、アイルの石像はいつの間にか姿を消し行方も分からなくなっていた。それぞれがそれぞれの未来へと歩み始めたなか、みらいとモフルンは魔法ガールとして多忙な日々を過ごす。そんな時にナシマホウ界で出張授業をしながら2人を手伝おうとするリコ、皆と一緒に暮らすことを決めたことはが姿を見せる。共に暮らす4人のワクワクもんな日々は、未来に向かって続いて行くことになる。

## 登場人物

### プリキュア
みらいは「ナシマホウ界（人間界）」の「津成木第一中学校」に通う中学生、リコは「魔法界」の「魔法学校」に通う生徒であるがお互い違う世界の学校に通うことになる。ことはは魔法界の妖精・はーちゃんが人間に成長した姿であり、のちに津成木第一中に通うことになる（詳細は記事参照）。一部のキャラクターの年齢については、東映アニメーション版公式サイトを参照。
一人称は全員「わたし」。
朝日奈 みらい（あさひな みらい） / キュアミラクル
声 - 高橋李依
本作品の主人公で、津成木第一中学校の2年生である13歳→14歳の少女。奇跡のプリキュア「キュアミラクル」に変身する。2年B組在籍。金髪のショートヘアと紫色の瞳が特徴。6月12日生まれ。口癖は「いま、○○っていいました！？」「ワクワクもんだぁ！」。
リコを初対面時は「魔法つかいさん」、第5話の中盤までは「リコちゃん」と呼んでいたが、後述の口論を機に呼び捨てで呼ぶようになる。ことはを妖精時と同じく「はーちゃん」と呼んでいる。
私服は桃色と白色を基調としたパフスリーブシャツと水色のキュロットパンツを着用し、白色のハイソックスに桃色の靴を履いている。
父・大吉、母・今日子、母方の祖母・かの子との4人暮らし。後にリコ、ことはも含め6人暮らしとなる。
「杖の木」から生成された、先端にハートマークの宝石が付いた「魔法の杖」を所持・使用する。
好奇心旺盛かつ元気な性格であり、不思議なことや面白いことを好むほか、気になる相手につきまとう習性がある。様々な事に対する意欲が高く学業は全体的に優秀でスポーツも得意だが、数学だけは興味が持てないため苦手。また大の食いしん坊であり、魔法学校の食堂が食べ放題と分かると食事を大量に取ったほど。
春休みの夜に魔法界からやってきたリコを発見し、翌日リコと遭遇して興味を抱き魔法を使う彼女に興奮しつきまとう。そこにドクロクシーの手下であるバッティに襲撃され逃げ惑った末、リコとともにプリキュアに覚醒しバッティを退却させる。
プリキュアに覚醒したあと、リコに連れられ魔法学校へ向かい、そこで校長に薦められる形で春休みが終わるまでここに通うことになり、魔法つかいになるための勉強に励むようになる。度重なる試練を乗り越え合格を果たし、魔法学校の生徒として正式に認められ、同時に津成木第一中学校での授業が始まるため人間界へ帰郷する。
魔法界・ナシマホウ界を通してのリコとの生活や交流、プリキュアとしての戦いを通じて彼女とは互いに信頼しあう仲となっていく。口論となったこともあるが、この一件がお互い呼び捨てで呼びあうきっかけになる（詳細はリコの項目を参照）。また彼女と勉強した結果、学校の成績も上がっている。
戦闘時も魔法に対する強い思いから通常以上の力を発現させることが度々あり、マジカルとフェリーチェの窮地を何度も救っている。
最終決戦で終わりなき混沌・デウスマストに対して完成したレインボーキャリッジを使い、リコとことはと共に勝利を収めるが、同時に魔法の世界や今まで関わった多くの人々から切り離されてしまう。終戦後は成長して無事に中学を卒業、大学へと進学し子供の頃とは打って変わり優等生に生まれ変わり、（ナシマホウ界の中での）世界の様々なことについて学ぶようになったほか、今日子が売る商品の仕入れで海外に行くこともある。終盤、夜中になって中学生時代を思い出し呪文を唱え続けた結果、再びリコやことはと再会することになる。
第2期では20歳になっており、大学に通う傍ら「魔法ガール」として困っている人を密かに魔法で助ける活動もしている。
ネズミ
魔法界での『シンデレラ』の絵本を読んだ後、寝ている時にリンクルスマホンの力によって、夢の中でシンデレラの世界に入った時の姿で、小さくなりネズミ型のコスチュームを着て語尾に「〜チュ」とつけている。ことはとともにリコの魔法をサポートする。またミラクルに変身する際、リコに握られたことによって一時的に元の大きさに戻っている。
十六夜 リコ（いざよい リコ） / キュアマジカル
声 - 堀江由衣
もう1人の主人公。魔法界出身の魔法学校2年生である 13歳→14歳の少女。魔法のプリキュア「キュアマジカル」に変身する。紫色のロングヘアとマゼンタの瞳が特徴。11月12日生まれ。口癖は「計算通りだから」「○○てないし」。
みらいを第5話の中盤までは「あなた」と呼んでいたが、後述の口論を機に呼び捨てで呼ぶようになる。ことはを妖精時と同じく「はーちゃん」と呼んでいる。
魔法界の住人であるため本来は名字が無いが、ナシマホウ界に初めて来た時の月が十六夜だったことをみらいに告げられた事に着想を受け、ナシマホウ界では便宜上の名字として「十六夜」姓を名乗っている。
私服はナシマホウ界用としてフランソワに仕立てられた、水色のシャツに裾に花が描かれた紫色のワンピースを着用し、紺色の靴下に黒色のヒールを履いている。
家族は考古学者の父・リアン、料理研究家の母・リリア、魔法学校の教育実習生の姉・リズの4人家族。両親は世界中を飛び回っているために自宅を空けていることが多く、いつもはリズが保護者代わりとなっている。
「星の祝福を受けた杖」と呼ばれる、先端に星の宝石が付いた魔法の杖を所持・使用している。
立派な魔法つかいになるという目標を持ち勉強も得意ではあるが、魔法の実技に関しては不得手な部分があるゆえにそれが元で補習を受けることになる。基本的にはクールな性格だが、実際は前述の魔法がうまく使えないことから魔法をかけるのに失敗したり、魔法のほうきで飛んでる最中に落下するなどドジな部分を見せる場面もあり、失敗してもすぐには認めず、意地を張りつつプライドの高さも持ち合わせている。そんな性格ゆえみらいと口論になるが、この一件がお互い呼び捨てで前で呼びあうきっかけとなる。
魔法が得手な姉のリズに憧れているが、次第に不得手な自分の劣等感からリズを避けるようになる。しかし当のリズは、リコが生まれた際に授かった前述の杖が珍しい物である事と家に代々伝わるペンダント（リンクルストーン・ダイヤの片割れ）がそれに反応したのを目撃したことから「リコは魔法について天賦の才能を持っており、将来素晴らしい魔法つかいになるだろう」と見立てている。その見立て通り素質そのものは高いようで、リズとのわだかまりが解けたあとに行った魔法で偶然とはいえ難易度の高い氷の魔法を成功させている。
魔法学校の補習を回避するため強い力を秘めている「リンクルストーン・エメラルド」を求めて無断でナシマホウ界へと出向き、そこでみらいと遭遇しつきまとわれる。そこにバッティに襲撃され逃げ惑った末、みらいとともにプリキュアに覚醒しバッティを退却させる。
その後、みらいとともにプリキュアに覚醒できた理由を魔法学校で調べるため彼女を魔法界へと連れていくが、無断でナシマホウ界に向かったこと、その世界の人間（＝みらい）を連れてきた校則違反で退学の危機へと陥る。しかし、みらいとともにプリキュアになった場面を校長に目撃された影響で、校長がみらいとともに補習を受けさせる提案をしたことで退学を回避する。
補習合格後は2年生への進級が決定し、一時はみらいと離れ離れになって落胆するが、校長からリンクルストーンがナシマホウ界にあることを告げられると、自分から校長に依願してナシマホウ界へと出向くことを決意する。その結果、教頭や朝日奈家の計らいで朝日奈家に居候することとなり、津成木第一中学校にも留学生として通学し、みらいとクラスメイトになる。
ナシマホウ界でも「魔法界代表」という意気込みからトップの成績を目指すが、津成木第一中学校では魔法学校と体制が違うために失敗したり、生来のクールさが相まって「話しかけづらい人」とまゆみたちに思われてしまう。その後みらいとはーちゃんにそのことを指摘されたことで自覚し、自分からまゆみたちに話しかけるようになる。同時に自身の名前呼びを促し、徐々に打ち解けている模様。
ナシマホウ界での勉学に慣れるため、予習や復習を怠らず日本語の書き取りを練習するなど、努力家の一面も見せている。そうした甲斐あってか1学期の期末テストではゆうとが所持していた連続記録更新を阻止する形で学年1位をとっている。
生徒のまとめ役という憧れから生徒会長に立候補したことがある。しかし、対立候補であるゆうとから生徒会長になって何をしたいのかを問われ、生徒の要望に応じるための具体的な自分の答えがないことを気付かされる。そのような中、ドンヨクバールの攻撃から必死になって花壇を守ろうとするゆうとの姿を見て、何も考えずに軽い気持ちだけで候補したことを反省して会長にはゆうとがふさわしいと考え辞退し、彼を当選させた。
はーちゃんがことはとして戻ってきてからは好奇心旺盛（突拍子）な行動しがちな彼女とみらいを止めることが多くなるが、2人に流される場合もある。
冷凍みかんの解凍が苦手で、外の皮は解けるも中身はまだカッチカチである。補習前はおろか補習後も不得手のまま。
最終戦を勝利で飾ったが、同時にみらいやことはと離ればなれになる。そして歳月を経て再びみらいと巡り逢う。19歳に成長した現在は立派な魔法つかいとなっており、魔法学校の教師として後進の指導に当たっている。また、将来的には次代の校長になるという夢を持っている。
魔法つかい
夢の中でシンデレラの世界に入った時の姿で、魔法界における『シンデレラ』の物語での主人公となっている。シンデレラを助けるために活躍する魔法つかいのおばあさんの姿をしている。シンデレラとなったモフルン（モフデレラ）を助けるため魔法で冷凍みかんの馬車を出し、ドレスを着せ、舞踏会へと連れて行く。
花海 ことは（はなみ ことは） / キュアフェリーチェ
声 - 早見沙織
キラキラ期に成長した後、行方不明になったはーちゃんがみらいやリコと同い年くらいの人間の少女に成長して戻ってきた姿。幸福のプリキュア「キュアフェリーチェ」に変身する。魔法の水晶の予言によると「災いが目覚め世界に降り立ちし時、輝きを伴い強き生命（いのち）舞い戻る」存在。外見や声はキラキラ期の時（ピンクのロングヘアとエメラルドグリーンの瞳）と同じだが、瞳の花柄のハイライトが消えカチューシャが花飾り付きから緑色へと変化している。また、ヨチヨチ期によく喋り名前の由来となった「はー」が口癖となる。
妖精時と同じくみらいとリコを呼び捨てで呼んでいる。
名前は今日子から聞かれた時に校長から言われた「素直な言の葉は、時に魔法となって人の心を動かす」という一言と、自身がこれまでみらいたちから受けてきた愛情を含んだ言葉から連想して「ことは」と名乗り、「海みたいに広がる辺り一面の花畑」を見た記憶があることからリコがそれに着想を受け「花海」の姓をつけている。
私服は白色と緑色を基調としたオフショルダー型のトップスと蝶の模様が入ったフレアスカートを着用し、くるぶし丈のソックスに緑色のパンプスを履いている。
魔法の杖は所持していないが「リンクルスマホン」に付属する持ち手側につぼみがあるピンク色の「魔法のタッチペン」を杖と見なして使用するようになる。
みらいたちに育てられたため、みらいの好奇心旺盛な性格やリコの努力家な一面、口癖などを譲り受けている。また、魔法を使う能力に長けており、何も無い状態から「魔法のほうき」を生み出すなど、高度な魔法もいとも容易く使えるが、本人はなぜ使えるのか、なぜ大きくなったのかは分かっていない。
前述したように魔法使いとしての能力は高いものの、元々が妖精だったこともあって精神年齢が幼く、心が体の成長に追いついていない節がある。その一例として、みらいとリコに「ナシマホウ界では魔法を使わないこと」と言われながらも、それを守れず魔法を使ってしまいトラブルを引き起こしトラブルメーカーになってしまったこともあった。また自身の感情や意志とスマホンが連動しているようで、自身が魔法を使う際にはスマホンが光って能力を補佐するが落ち込んだりするとスマホンが反応せず魔法が使えなくなる。
トコトコ期で見せた食欲旺盛さは健在であり、第23話では大量の「イチゴメロンパン」をいとも容易く平らげるも、そのときには普通の食べ物だったためか魔法は暴走しなかった。また妖精時の感覚が抜けておらず、生身で空を飛ぼうとしたり狭い所に入り込もうとして失敗する姿を見せている。
第22話にて、人間界で人間へと成長を遂げ森や草原を歩いていたがスマホンに導かれる形でヤモーとスーパーヨクバールに対峙していたミラクルとマジカルのもとへやって来る。そして、スマホンから「エメラルドの力を思う形に」と語りかけられ、これまで大切にしてきてくれたみらい、リコ、モフルンの力になりたいとリンクルストーン・エメラルドの力によりプリキュアに覚醒しスーパーヨクバールを撃破する。戦闘後、リコからエメラルドやスマホンを持っていることを聞かれた際に自らがはーちゃんだとみらい、リコ、モフルンに告げ感涙の再会を果たす。また結果としてエメラルドを再び見つけることができたため、続く第23話でリコと共に校長から魔法界に戻るように言われるが、みらいたちと共に校長にお願いする形で一緒に暮らすことを承諾してもらい、さらに今日子からの承諾も得て前述のことはとして朝日奈家に居候することになる。その際、トコトコ期と同じくみらいの部屋で寝ているが、2人ではベッドが狭いためみらいが寝不足に陥りかける。そこでかの子から物置としていた屋根裏部屋を提供され片付けと掃除を魔法で行い、家具も魔法で生み出す。その後日曜大工する大吉を魔法で手伝おうとするがリコに止められ「魔法以外にもできることがある」と教えられ、体を使った労働の素晴らしさを知る。それを知った後みんなの協力で部屋を完成させ「魔法に頼っていたら分からないワクワクがある」と理解する。
やがてヤモーがエメラルドを持っている自分を狙っていると知り、それがみらいやリコに迷惑をかけていないかと思うようになり朝日奈家を出て行ってしまう。しかしその寂しさの感情が元で魔法が使えなくなってしまい、そしてスーパーヨクバールになったヤモーに捕らわれてしまう。救いに来たみらいとリコにその心情を告げるが、2人から「迷惑に思っていない、愛しているよ」と告げられ2人の心を理解し再び魔法が使えるようになり、変身してヤモーを浄化する。
魔法学校や津成木第一中学校の制服姿が後期オープニング映像や提供クレジット画像、次回予告で先行登場し、劇中では第27話でみらいたちと夏休み期間中魔法界で過ごす際、唯一制服姿でなかったため、自らの魔法で魔法学校の制服を生み出しそれを着用するようになったが、その状況を周囲にいた生徒たちに見られており彼らを驚愕させた。こうした事情から魔法学校に籍を置いているかまでは、作中でもハッキリとは言及されていない。津成木第一中学校にはリコと同様留学生として2学期より編入し、みらいとリコと同じ2年B組に在籍している。
妖精の里に赴いた際に、レジェンド女王からマザー・ラパーパの話を聞き、さらにオルーバから「マザー・ラパーパの力を受け継ぎし者」と告げられる。第48話ではデウスマストの混沌の力によって魔法界とナシマホウ界が混ざり合った状態でマザー・ラパーパの意思を聞きみらい達に伝えた。
最終決戦後は、混じってしまった魔法界とナシマホウ界を分離する手助けをするため、概念となり肉体が消失するが、歳月を経て再び実体化し、みらいやリコと再会する。現在は魔法界・ナシマホウ界から遠く離れた場所から「あまねく生命が幸せになるように」と願い続ける、大地母神的な役割を担っており、「魔法界とナシマホウ界を前みたいに近くする」という目標を持つ。しかし、本格的に成長したわけではなくあまり容姿は変わっていない。強力な魔法の力も健在で、いちごメロンパンに込められていた思い出を元に自身やみらいとリコを中学生時代の姿に変えてしまっている。
妖精時の詳細ははーちゃんを参照。
ネズミ
第29話で夢の中でシンデレラの世界に入った時の姿で、みらい同様に小さくなりネズミ型のコスチュームを着て語尾に「〜チュ」とつけている。フェリーチェに変身した際、一時的に元の大きさに戻ったミラクルと異なりネズミの大きさのままだったため不満をもらす。

### 妖精
プリキュアの側にいる妖精、モフルンとはーちゃんはみらいとリコを呼び捨てで呼んでいる。チクルンや妖精の里に住む妖精については「妖精の里」の節を参照。
モフルン
声 - 齋藤彩夏
みらいが幼少期に祖母のかの子からプレゼントされたくまのぬいぐるみ（テディベア）で、首元にはピンク色の大きいリボンをつけている。みらいからは大事にされており、みらいがどこへ行くにも連れてきている。ぬいぐるみであるため性別はない。
みらいとリコがプリキュアに覚醒した影響で、奇跡の力で会話をすることが可能となり、同時にいい魔法を感じ取れるようになった。それと同時に瞳が黒から水色（中に白いハイライトと黄色の星マーク）へと変わり、耳に星マーク（右耳がピンク色で左耳が紫色）、掌の側に同色のハートマークが付く。また首元のリボンの中央にも丸いピンク色のクリスタル状のパーツ（リンクルストーン装填部）が加わった。
一人称は「モフルン」。「モフルン」という名前はみらいが出会った時に名付けた。口癖は「〜モフ」。
ナシマホウ界（人間界）の人々の前ではぬいぐるみのふりをしたり、みらいまたはリコのバックの中に隠れるなど身を隠しているが、うっかり喋ってしまうとみらいたちを慌てさせることや自身が慌ててぬいぐるみのふりをすることがしばしば。
また、何かを感じると「甘い匂い（がする）モフ〜」と反応する。しかし、リンクルストーンの気配なのか、甘い食べ物の匂いなのかまでの判別はできず、当てがよく外れてしまう。
従来までの妖精としての役割だけでなく、その姿のまま変身アイテムとしても用いられ、リボンの中心部にリンクルストーンをはめることができるようになっており、みらいとリコがリンクルストーンをはめて2人とモフルンが手を繋ぐことによってプリキュアに変身することができる。リンクルストーンをはめると、モフルンの腹部にはそのリンクルストーンに対応した色のハートマークが現れる。
みらいとリコが他の事で手が離せない場合、はーちゃんのお世話をすることもあった。
学校に行くことを切望しており、第11話ではーちゃんとともにみらいのカバンに隠れて潜入に成功する。のちに黙って来たことを2人に謝罪するがガメッツからリンクルストーンを死守したことやはーちゃんからの説明もあり、見つからないのを条件に続く第12話から晴れてみらいたちと一緒に学校へ行くことになる。
動け話せるようになってからは食事も取れる様になる。冷凍みかん、クッキー、イチゴメロンパン、ハチミツが好物。
第49話ではデウスマストを倒し、みらいともにナシマホウ界に戻るが、リコと別れたことによって元の動かないぬいぐるみに戻る。その後、後半において歳月を経てみらいとリコが再会するとともに再び動け話せるようになる。以降はみらいの「魔法ガール」としての活動も手伝っている。
映画では願いの石の力によって、一時的にプリキュア（キュアモフルン）に変身したことがあり、第2期最終話でも一時的にその姿を見せている。
モフデレラ
第29話で夢の中でシンデレラの世界に入った時の姿で、モフルンの姿のままシンデレラとなっている。本来の記憶があるみらいたちとは異なり元の世界の記憶が無く、物語上のシンデレラの状態となっている。
物語の通りに意地悪な母と2人の姉にいじめられていたが、魔法つかいのリコとネズミのみらい・ことはの助けを受け、王子のいるお城に行き、舞踏会で一目惚れした王子の誘いを受ける形で王子とともに踊ることになる。それを見て気にくわない母と姉は悪い魔法つかいを呼んで舞踏会を荒らしにかかるが、みらいたちがプリキュアとなって踊りで対決し、勝ったことで母と姉は改心する。
時計が12時を回りモフデレラにかけられた魔法は解け本来の姿を見られてしまうが、王子はそれを気にすることなく受け入れる。それを見て元の世界に帰ろうとするみらいたちだったが、馬車の魔法も解けてしまい、空中に投げ出されてしまう。それを救おうとモフデレラの強い想いがまだ履いていたガラスの靴に呼応し、魔法つかいへと変化、魔法の馬車「レインボーキャリッジ」を生み出しみらいたちを元の世界に送り出すことに成功する。
現実の世界で改めて『シンデレラ』の絵本を読むと夢で見たとおりのモフデレラの物語に改変されており、それによれば「魔法の力に目覚めたモフデレラは人々を助ける『伝説の魔法つかい』として活躍するようになった」という結末で締めくくられている。
はーちゃん
声 - 早見沙織
第4話の終盤にて、書庫の森の中にあった伝説の本「リンクルスマホン」から出てきた妖精の赤ちゃん。モフルンのような擬人化した妖精ではなく、フェアリーの容姿をしている。ピンク色の髪に花飾りを付けており、エメラルドグリーンの瞳で中に花柄のハイライトがある。服装は主に緑色を基調としている。名前は「はー、はー」と喋ることからみらいたちにより名付けられた。
ナシマホウ界（人間界）の人々たちの前ではリンクルスマホンの中で身を隠しているが、プリクラで残像として出てきたとき、みらいとリコは「何だろうね」と周囲にごまかしていた。
リンクルスマホンには、表紙の内側にIからVまでのローマ数字と発芽から開花までのイラストが刻印されている。ここでは後期オープニング映像に則りローマ数字とバンダイから発売されている玩具で使われている名称も併記する。
I：バブバブ期
第5話の終盤までの姿。赤ちゃんの姿をしている。哺乳瓶でミルクを飲んでいた。
II：ヨチヨチ期
第5話の終盤から第11話の終盤までの姿。玩具での一人称は「はーたん」。背中に羽が生え自由に飛んだり、ヨチヨチ歩きができる程に成長する。花飾りの数や服装が変化している。基本的に擬音や「はー」だけで話す。小さいながらもバリアを張る事が可能。成長するにつれミルクから離乳食へと食べ物が変わっている。
III：トコトコ期
第11話終盤から第21話終盤までの姿。この形態から言葉を話せるようになるが、モフルンのように特有の口癖はない。一人称は「わたし」あるいは「はーちゃん」。花飾りの数が増え、4枚羽になる。両サイドをシニヨンに結んだ髪型になり、服装も半袖と白いスカート、花飾り付きの靴に変化している。
モフルン同様みらいたちと一緒に学校へ行くことになった際はリコのカバンに隠れている。
リンクルスマホンを自ら操作し、同時にリンクルストーンの力を発動させて発生させた大量の食べ物を全て食べてしまったことがあり、その際魔法の力が爆発し、しゃっくりをするたびに雪だるま、ドラゴン、雷様、宇宙人、鳥、狼、人魚、花、ユニコーンといった様々な姿に変身している。この時、みらいたちの制止を無視して勝手に外に飛び出して騒ぎを起こした挙句、スパルダと遭遇し捕まってしまった。この時まで闇の魔法つかいに関してはお互いに把握していなかった模様。この結果、闇の魔法つかいに自らの存在が露見してしまう。
第16話では自らヨクバールとなったスパルダとの戦闘でプリキュア達に助力し「プリキュア・サファイア・スマーティッシュ」を強化している。後に自らが強く念じる事によってプリキュアの技が強化されるようになる。
IV：キラキラ期
第21話終盤で成長した姿。みらいやリコと同い年くらいの少女の姿をしており、声も大人びている。花飾り付きのカチューシャをしたロングヘアにハート模様のスカート、花飾り付きのロングブーツを着用している。
ドクロクシーを倒した直後に襲いかかった欲望の闇を浄化し、そのまま光に包まれて消えてしまったが、続く第22話で人間の少女に成長した姿となり終盤でみらいたちと再会を果たす。
第43話で「妖精の里」を訪れた際、一時的にこの姿へ戻る。この姿でもフェリーチェに変身可能であり、その時は前述のネズミのように小さいままでなく元のサイズのことはに戻ってから変身している。戦闘後はことはへと戻る。
Vはキュアフェリーチェである。
人間へ成長後の詳細は花海ことはを参照。

### プリキュアの敵

#### 闇の魔法つかい
第1話から第26話まで登場するプリキュアの敵対勢力。闇の魔法つかいであるドクロクシーがひきいる闇の勢力であり、頭蓋骨のような形をした岩がある霧がかかった洞窟を本拠地にしている。
すべての世界を闇で覆い尽くすことを目的に掲げており、ドクロクシーが探し求めている「リンクルストーン・エメラルド」を探索している。また、リンクルストーンがプリキュアたちの近くにあることが多いという理由で彼女らがリンクルストーン・エメラルドの在り処を知っていると断定し、プリキュアたちを捕らえて目的の在り処を吐かせようとも目論む。第16話からは、ドクロクシーの命令により「リンクルスマホン」の強奪にも重点を置くようになる。
いずれもドクロクシーがクシィの時代に開発した「闇の魔法」という危険な魔法を発動する能力を有しており、空間移動を行う際には通常時に「イードウ」、撤退時に「オボエテーロ」という呪文を唱え、戦闘を行う際には「ヨクバール」という怪物を生みだすことができる。この闇の魔法とは、デウスマストの眷属たちの能力である「ムホー」を模したものであり、ヨクバールはデウスマストの眷属たちが生みだす「ドンヨクバール」の劣化コピーともいえるものである。
いずれの配下もドクロクシーが魔法界の動物や虫を素体に闇の魔法で生みだした存在であり、ドクロクシーのたぎり続ける欲望を満たすことだけが存在する理由であるため、ドクロクシーの欲望を満たせない者は存在することすら許されない。

##### 上層部
ドクロクシー
声 - 秋元羊介
闇の魔法つかいをひきいる首領で、配下からは「偉大な闇の魔法つかい」と慕われている。ドクロのような身体が特徴。一人称は「われ」で、老人のような口調で話す。
緑を基調とした服装を着用し、大きな肩パッドと白色のマントを身につけているほか、顔は布で覆うようにして隠している。また、闇の魔法が記されている本を所持している。
その正体は、すでに死去した魔法学校の教師である「クシィ」の怨念。クシィが生前に抱いていた強大な力を求めるという意思が「欲望の怨念」と化して現世に留まり、その怨念が闇の魔法の力によって現在の仮初の身体を得た結果、闇の魔法つかいと名乗る「ドクロクシー」へと変貌した経緯をもつ。
ドクロクシーへと変貌してからは人間としての魂は消滅し、クシィとしての記憶や性格も抹消され、ただ「強き力を手に入れる」という欲望を満たすだけの存在へと変質する。そして、「すべてを闇で覆い尽くす」という暗喩した表現の下、世界のすべての力を吸収することだけを目論むようになる。
ドクロクシーとしての身体を維持するために日々大量の魔力を消耗しており、身体に負担がかかるという理由で言動などは極力避け、その代わりに目を発光させて意思を示す。そのため、自身を完全な存在へと昇進するため、強大な力を宿す「リンクルストーン・エメラルド」を求めているが、闇の力を退ける強大な輝きも持つリンクルストーン・エメラルドに触れられないという理由で、その輝きを収めることができる「リンクルスマホン」も捜索している。
強大な闇の魔法の力を保有しており、手から暗黒色の破壊光線を放つほか、あらゆるものを吹き飛ばすほどの強風を発生させることもできる。また、身体から闇のエネルギーを放出して黒色の頭蓋骨のようなアイテムを生成することができる。
本拠地に魔法学校の校長とプリキュアたちが潜入したことで彼らと激闘を繰り広げる最中、プリキュアたちがリンクルストーン・エメラルドを保有しているのを間近で発見した挙句に強奪することに成功し、魔法界へと空間移動したあとに禁断の闇の魔法を発動させ、リンクルスマホンに収納した状態のリンクルスマホン・エメラルドを身体に取りこんで髑髏の巨人へと変貌する。
その後、魔力を大量に放出させて魔法界からナシマホウ界すべての世界を制圧し、さらにはヤモーをも吸収して力を増していき、その強大な闇の魔法の力でプリキュアたちを圧倒するが、プリキュアたちの想いに応えたはーちゃんが自分の身体から切り離され、さらにはプリキュアたちの必殺技である「プリキュア・ダイヤモンド・エターナル」を受けたことで浄化され、身体を粉砕される。
身体を損失しても欲望の怨念だけはなおも残り、その状態のままプリキュアたちを襲撃するが、成長したはーちゃんの能力によって欲望の怨念は消滅する。そして、消滅した怨念の中からクシィの魂が解放され、クシィの魂はかつての旧友である魔法学校の校長に対して無言のまま複雑な表情で別れを告げたあと、はーちゃんの能力によって現世から昇天した。
ドクロクシーの残骸である骨はヤモーによって回収され、彼が生みだす「スーパーヨクバール」の材料になる。また、ドクロクシーが所有していた闇の魔法を発動する本はオルーバによって回収された。
最終形態
「リンクルストーン・エメラルド」の力を宿した「リンクルスマホン」を吸収して得た姿。巨大な骨の巨人に変貌し、頭部には複数の角を生やしている。
すさまじい闇の魔法の力を得るようになり、巨大な両手を使用した大胆な戦闘を行ったり、両目や口からは赤色の強力な光線を放つことができるほか、両手を切り離して相手を拘束することもできる。また、身体からヘビのような触手状の闇のエネルギーを放つこともできる。
さまざまなものを身体に吸収して自身の強化にする能力があり、巨大口の中はあらゆるものを吸収するブラックホールのような空間になっている。また、周囲一帯のエネルギーを吸収するだけで魔法界やナシマホウ界の自然を枯れさせることもできる。
身体を粉砕されても欲望の怨念だけを残すことで生存することもできる。
クシィ
声 - 中村悠一
ドクロクシーの正体。魔法学校の歴代の教師の中でも最も優れた魔法つかいであり、魔法学校の校長の旧友だった茶髪の男性。緑を基調とした服を着用している。
魔法学校の生徒だった時は、いずれ魔法学校の校長になる彼と競い合っており、大人になっても彼と語り明かす仲でもあった。
はるか昔、いずれ訪れると危惧されていた「大きな災い」について魔法学校の校長とともに調査しており、その災いを回避するには「リンクルストーン・エメラルド」が必要だとつきとめるが、エメラルドのありかが判明しないことに業を煮やした結果、禁じられた数々の危険な魔法に関する書物を収集して研究した末に、ついには闇の魔法の力を入手することに成功したが、その強大な闇の力を制御できずに死去した。
ドクロムシー
声 - 島田岳洋
ドクロクシーの虫歯が変化して誕生した怪物。ドクロクシーの忘れ形見ともいえる存在である。発声する「ヤミー」は「闇」ではなく「yummy（おいしい）」から。
ヤモーが作ったドクロクシーの人形に似ているが、胴体がペロペロキャンディになっている。
校長やバッティが語るところに寄れば、クシィはドクロクシーのころからかなりの甘い物好きで、ある日虫歯になったドクロクシーの歯をヤモーが抜いたことがある。バッティはその抜いた歯が変化したと推察している。
ドクロクシー同様甘い物が好きで、いちごメロンパンや魔法学校の食堂のデザート、冷凍ミカンやチクルンの持っていたハチミツに至るまであらゆる甘い物を独り占めしようと吸い込んでしまう。
最終的には、プリキュアたちによって浄化された影響で虫歯が治ったことや、チクルンから譲られたハチミツを食べたことで機嫌がよくなり、自らに従うヤモーとともに去って行った。

ヤモー
声 - 高戸靖広
ドクロクシーの側近を務めているヤモリを素体とした男性怪人。銀髪の爬虫類の風貌をした小柄な身体をしており、ヤモリのような紫色の大きい目が特徴。一人称は「わたし」。
黒色のシルクハットをかぶり、茶色のロングコートと赤色のズボンを着用し、首下には黒色の蝶ネクタイをつけている。
敬語で接してくるが慇懃無礼な性格でもあり、幹部たちの報告を安易に信用しないほか、垣間に邪悪な本性をみせることがある。また、連敗した幹部には厳しくあたり、幹部が殉職しても平然とする冷徹さももつが、ドクロクシーへの忠誠を示す行為は素直に評価している。
日々ドクロクシーの憤慨に怯えつつも主君への忠誠心は最も強く、ドクロクシーが魔法を使用することで力を消耗していくことを最大限に危惧しており、彼が動くだけでも取り乱す姿をみせている。しかし、ドクロクシーの名を私的に利用することもあり、主君の名を盾に手下たちを強引に従わせることもある。
ドクロクシーの意思を唯一感じとることができる存在でもあり、幹部たちにドクロクシーの命令を伝える役割を担当するほか、幹部たちが外出している際には立体映像を通じて指示を行うこともできる。
戦闘能力は高くないものの占いを特技としており、大きい釜を使用した占いで「リンクルストーン」を捜索し、その占いはリンクルストーンそのものの存在は探りあてるが、肝心の「リンクルストーン・エメラルド」を探りあてることが少ないため、ほかの手下たちからは信用されていない。
魔法界に伝わるさまざまな伝説を熟知しており、「リンクルスマホン」の伝説、いずれ訪れるとされている災いの伝説のほか、実は自分の占いでプリキュアの存在をバッティから報告される以前から知っていた。
実は、ドクロクシーの正体を知らされている唯一の手下であり、ドクロクシーの生前や成り立ちについて承知しているが、それらの事実をほかの手下たちには秘密にしていた。
ドクロクシーがさらなる力を求めた際に彼と一体化しようと心酔し、その行為をモフルンと魔法学校の校長に止められるが、尻尾を切り離して彼らから振り切り、自らドクロクシーの力となって消滅する。
その後、ラブーの力によって切り離していた尻尾から復活を果たし、その直後に亡き主君であるドクロクシーの残骸の骨5本を発見して回収する。そして、ドクロクシーを倒したプリキュアへの復讐を誓い、ドクロクシーに代わって世界を闇で覆い尽くすことを決意し、その目的を達成させるために必要なリンクルストーン・エメラルドを強奪するため、ドクロクシーの骨からつくった「スーパーヨクバール」を使役してキュアフェリーチェを執拗にねらうようになる。
手下だけでなくドクロクシーを失ってからは孤独の身となり、人間界の公園や下水道などで生活をするようになるほか、ドクロクシーを模した自作の人形をドクロクシー本人と接するかのように崇めている。
やがてドクロクシーの骨が最後の1本になったことで最後の戦いを決意し、ドクロクシーの骨の力で最終形態へと変貌してことはを捕らえ、ことはの救出に駆けつけたキュアミラクルとキュアマジカルをも圧倒する。しかし、リンクルストーン・ピンクトルマリンの力でことはを解放されたことで形勢が逆転され、最期はキュアフェリーチェの必殺技である「プリキュア・エメラルド・リンカネーション」を受けて浄化され、ドクロクシーの名を叫びながら素体であるヤモリの姿に戻った。
素体のヤモリに戻ったあとは、ヤモーであった頃に製作したドクロクシーの人形に寄り添いながら暮らすようになる。
物語終盤、ヤモリの姿のままながらドクロクシーの人形を持参して復活したバッティの下へと赴き、バッティが生みだした「モットヨクバール」の素体となる。敗北後は元のヤモリの姿に戻っただけでなく、ドクロクシーの人形も消滅しており、バッティによって拾われる。
第50話にて、ドクロクシーの虫歯から誕生していた「ドクロムシー」という怪物を目にした事で素体のヤモリから自力で復活を果たし、ドクロムシーをドクロクシーと同じ存在とみなして従い、彼の野望である世界中のスイーツを強奪しようと目論むが、プリキュアたちやキュアホイップの参戦によって阻止される。しかし、プリキュアたちがドクロムシーの虫歯を治してくれたことで彼女たちに借りを作られ、彼女たちに一応感謝の意を示す。そして、リコからは「魔法学校」の生徒になるよう勧誘されるが、あくまでもドクロクシーに従うという理由で断り、自分の思想や目的を変えることなく撤退した。
新生形態
ヤモーがラブーの魔力によってドクロクシーの闇の力と一体化した状態で復活した姿。髪型はストレートなショートロングヘアに変化しており、身長も少し伸びている。
服装などは以前と異なり、頭部には黒色の帽子をかぶり、黒を基調とした貧相な服装を着用しているほか、首下にあった蝶ネクタイはなくなっている。
ドクロクシーの側近時代とは異なり、自分自身も前線に出撃するようになるほか、怪物の「スーパーヨクバール」の召喚も行うようになる。また、人間の青年の姿に変身することもできる。
最終形態
ヤモーがドクロクシーの骨の力で虫籠と合体してスーパーヨクバールと化した姿。腹の部分が虫籠になっている怪獣の姿に変貌する。
戦闘能力が格段に向上しており、巨大な腕や尻尾を駆使して物理的な攻撃を行うほか、口から強力な光線を放つこともできる。また、ドクロクシーの闇の力を受け継いでおり、その強大な力で周囲一帯を闇に染めることができるほか、長い舌を駆使して相手を拘束し、胴体にある虫籠の部分に幽閉することもできる。
悪い魔法つかい
プリキュアたちが見た夢の中の登場人物という形で再登場し（ヤモー本人ではない）、悪い魔法つかい役として登場した際の姿。
モフデレラに嫉妬心をもつモフデレラの母に依頼され、モフデレラに怪物になる魔法を躊躇なくかけようとするなど、ヤモー本人と酷似した邪悪な性格である。

##### 幹部
ドクロクシーが欲している「リンクルストーン・エメラルド」と「リンクルスマホン」の捜索および強奪を任務としている配下たち。いずれも闇の魔法を発動するための杖を所有している。
当初はリコが「魔法学校」の生徒という理由で魔法界を重点に活動していたが、ヤモーの占いでリンクルストーン・エメラルドがナシマホウ界（人間界）にあることが判明したのを機に、主な活動場所をナシマホウ界に変更し、それ以後はドクロクシーの命令により目的を達成するまではアジトへの帰還を禁止される。
幹部たちは一度全員プリキュアによって倒されたが、第43話・第44話からスパルダ、バッティ、ガメッツがドクロクシーの闇の魔法の知識を得たオルーバによって復活を果たし、自分たちを倒したプリキュアたちへの復讐を目論むほか、世界を闇で覆い尽くすという従来の目的を達成させるため、デウスマストの眷属たちに従うようになる。復活を果たしたあとは、闇の魔法で「ハイパーヨクバール」という怪物を生みだすようになる。
テレビシリーズの派生作品である『魔法つかいプリキュア ミュージカルショー』では闇の魔女のカレンチールの能力によってバッティ、スパルダ、ガメッツが復活を果たし、カレンチールの脅迫により嫌々彼女に従うことになる。カレンチールの命令によりモフルンや「花の里」の妖精のフラワンを捕まえようとし、強化された能力で一時はプリキュアを追い詰める戦いを見せるが、結果的にはプリキュアたちに阻止されたあげく再度倒された。ミュージカルの開催タイミング上、テレビシリーズより先にキュアフェリーチェと交戦することとなった。
バッティ
声 - 遊佐浩二
ドクロクシーに仕えるコウモリを素体とした男性怪人。瞳がない赤色の目と青白の肌をしており、コウモリのような大きな耳が特徴。一人称は「わたし」。
黒を基調としたマントつきのスーツとロングブーツを着用し、首元に橙色のマフラーをつけているほか、頭蓋骨をつけたステッキを携帯している。また、正体を隠す際にはマントをロングコートのようにまとい、目を閉じて耳は半分に折るようにしている。
基本的には笑顔かつ敬語で接する紳士だが、目的のためなら手段を選ばず、関係のない相手にも危害を加えたり、軟弱な魔法しか使えない魔法界の人間を見下すという冷酷非情な性格でもある。しかし、殉職した同僚に対しては悪態をつきつつも哀れむという一面をもつ。
人間界にいる際は、高層ビルの屋上や洞窟の中などを主な拠点にしている。また、マントを駆使して空を飛行することができるため、空における戦闘では自信をもっている。
「リンクルストーン・エメラルド」の力に引き寄せられてみらいとリコに接近するが、結果として魔法つかいプリキュアが誕生したことで、ドクロクシーに彼女たちの存在を報告する。
スパルダの殉職を機にドクロクシーへの忠誠心が疑惑へと変貌し、ヤモーの伝言を疑うだけでなく、「ドクロクシーとはヤモーのつくりごとではないか」と推測するようになり、やがてガメッツまでもが殉職したことでドクロクシーの目的をも疑問視するようになる。
無礼を承知でドクロクシーへの疑惑をドクロクシー本人に問いただすが、ドクロクシー直々のことばを聞いたことで今まで抱いていた彼への迷いを捨て、あらためてドクロクシーへの忠誠心を強固なものにする。そして、その忠誠心を示すためにスパルダとガメッツが所有していた魔法の杖を使用して強化形態へと変貌し、その姿でプリキュアとの決戦に挑んで圧倒するも、結果的にはプリキュアの必殺技である「プリキュア・サファイア・スマーティッシュ」を受けて強化形態が解除され、撤退を余儀なくされる。
第20話にて命からがら本拠地へと生還し、丁度その本拠地に潜入していた魔法学校の校長を発見し、彼の攻撃からドクロクシーを必死で援護するも、その過程で自分の魔法の杖を損失する。そのあとは、魔法界に出現したリンクルストーン・エメラルドをドクロクシーのために強奪しようとするが、最期はエメラルドの強大な輝きを直に浴びたことで浄化され、素体であるコウモリの姿に戻った。
素体のコウモリに戻ったあとは、魔法界の大空へと飛び立ち、森中を飛びながら暮らすようになる。
物語終盤、復活したスパルダによって捕獲され、オルーバの力によって素体のコウモリから復活を果たす。しかし、かつての主君や使命を失ったことで自分の存在意義を見失い、また復活させられたこと自体にも嫌気がさし、自分自身を「亡霊」と称するほど落胆する。そのため、スパルダたちに見限られて放任される。
後に魔法学校の校長に発見され、彼からドクロクシーがクシィだった過去を知らされる。その後、オルーバによって自分たちの存在や行動が彼に仕組まれたものであることを知らされて憤慨し、自分たちの誇りをかけてオルーバに立ち向かうことを決意。スパルダ、ガメッツ、ヤモーの素体とドクロクシーの人形から「モットヨクバール」を生みだし、オルーバが生みだしたドンヨクバールを撃退して一矢報いる。
ドンヨクバールとの戦いのあとは、消えゆくドクロクシーの人形に頭を下げ、素体に戻った仲間たちを連れてどこかへと去る。そして、最終話では新しい目的を見いだせず迷っていた折、リコからの勧誘で「魔法学校」の生徒となっていたことが明かされた。魔法学校の生徒になってからは、青色の学生服（他の男子生徒と同じ物）を着用しており、みらいたちに対しても協力的になった。
強化形態
バッティが自分とスパルダとガメッツの「魔法の杖」3本の闇の力を身体に注ぎこんで得た姿。
白を基調とした巨体へと変貌し、顔はドラゴンのような怪物になり、腕は6本に増加するほか、紫色のカメの甲羅のような背中にはドラゴンのような翼を生やし、首回りには橙色のマフラーのような毛を生やしている。
サファイアスタイルのプリキュアふたりを圧倒的に上回る戦闘能力をほこり、6本の腕を素早く駆使して打撃をくりだす攻撃を得意としているほか、手からクモの糸を放つこともできる。
モフデレラの姉
プリキュアたちが見た夢の中の人物という形で再登場した際の姿（バッティ本人ではない）。
自分が美しくあり続けることを信条にしており、頻繁に化粧などをしているほか、モフデレラに対しては高圧的に接するなど、バッティ本人と酷似した非情な性格である。

スパルダ
声 - 小林ゆう
ドクロクシーに仕えるクモを素体とした女性怪人。瞳がない桃色の目と黒色の肌をしており、クモの足のような紫色の髪が特徴。一人称は「あたし」。
身体中に白色の毛が生えており、頭部には金色のティアラをつけている。また、正体を隠す際には黒色の布をはおるようにしている。
冷徹かつ残忍で強気な性格であり、目的のためなら破壊活動を平然と行い、魔法界の住人やナシマホウ界の人間を「いずれ闇に消える存在」と見下してあざ笑うほか、ドクロクシーが理想とする闇の世界に「こころが踊る」という極めて歪んだ思想をもつ。
さまざまな罠を仕掛ける策士であるほか、手や口から放つクモの糸を駆使する戦法を得意とし、その糸は巨体のヨクバールを押し返すほどの強度を持つほか、糸を張って戦闘空間を生成することもできる。
人間界にいる際は、森林などを主な拠点にしており、普段は糸を木に絡めてぶらさがっている。
はーちゃんと「リンクルストーン」の関係性にいち早く気づき、ヤモーに伝えるが、同時に連敗続きに対しての警告も受ける。
警告を受けた危機感からヤモーにリンクルスマホンを強奪することを誓い、闇の魔法でヨクバールと合体した最終形態へと変貌する。強大な闇の力を得たことでプリキュアたちを圧倒したあと、魔法界もナシマホウ界も闇で覆うと勝ちほこる。しかし、いずれの世界にも大切な友だちがいるプリキュアたちの逆鱗に触れることになり、さらにはーちゃんの助力によって立ち直ったプリキュアたちに逆転され、最期は彼女たちの必殺技である「プリキュア・サファイア・スマーティッシュ」を受けて浄化され、素体であるクモの姿に戻った。
素体のクモに戻ったあとは、ドクロクシーが所有している闇の魔法を発動する本の中に潜みながら暮らすようになる。
物語終盤、オルーバの力によって素体のクモから復活を果たし、プリキュアたちへの復讐の傍ら「リンクルストーン・エメラルド」を所有するキュアフェリーチェを執拗にねらうが、プリキュアたちの必殺技である「プリキュア・エクストリームレインボー」を受けて再度素体のクモに戻る。しかし、オルーバにプリキュアへの強い復讐心を評価されて再々度復活し、オルーバにバッティとガメッツを復活させることを提案する。
オルーバによって復活を果たしたあとは彼のことを「オルーバのダンナ」と呼ぶようになり、闇の魔法を見下す彼の発言には内心反感を抱くも、復活させた恩もあってオルーバの指示には忠実に従っている。しかし、内心では闇の本をオルーバから奪い、自分が闇の世界を実現させるという野望を抱いている。
その後、2度目の最終形態へと変貌してプリキュアを始末しようとする傍ら、オルーバの隙を突いて彼から闇の本を奪取するも、最終形態に変貌したオルーバによって闇の本を奪い返され、彼に自分たちの存在意義を笑われる。だが、あくまでも闇の世界を創ることにこだわるという理由で怯えることなく、ガメッツとともにオルーバに立ち向かうも返り討ちにされ、元のクモに戻される。しかし、バッティの闇の魔法によって「モットヨクバール」の素体となり、彼とともにオルーバが生みだしたドンヨクバールに立ち向かう。
ドンヨクバールとの戦いのあとは元のクモの姿に戻り、バッティによって拾われる。素体に戻ってもスパルダとしての意識は残っており、第50話では以前と変わらずに闇の世界の創造を目論んでいた。
最終形態
スパルダが天空に闇の魔法陣を発生させて、ヘリコプターのヨクバールと合体した姿。
体格が数倍に巨大化し、胴体がヘリコプターに変化し、その胴体には4本のクモの足が生え、髪はプロペラのように変形している。
戦闘能力が格段に上がり、素手だけでも飛行に特化したサファイアスタイルのプリキュアふたりを圧倒できるほか、手から白色の光線を放つこともできるが、闇の力が強すぎるために自分自身でコントロールをすることが困難になる。
最終形態2
オルーバの力で復活を果たしたスパルダが、プリキュアを始末するために変身した姿。
巨大なクモのような姿に変貌し、手や足は太く変化しているが、顔はスパルダのままである。
巨大な手や足を駆使して相手を踏みつぶす攻撃や、口からは無数の黒い針を放つこともできる。
モフデレラの姉
プリキュアたちが見た夢の中の人物という形で再登場した際の姿（スパルダ本人ではない）。
モフデレラに対しては徹底的にいじめており、モフデレラを舞踏会に行かせないために嫌がらせをするなど、スパルダ本人に酷似した卑劣な性格である。

ガメッツ
声 - 中田譲治
ドクロクシーに仕えるカメを素体とした男性怪人。瞳がない橙色の目と水色の肌をしており、カメの甲羅のような背中が特徴。一人称は「われ」。
頭、腕、足の部分に緑色の鎧を身につけており、胴体にはカメの腹部のような薄い黄色の鎧を装着している。
礼儀などを重んじる武士道精神あふれる性格だが、闇の力こそが最強であると妄信し、弱者は強者に支配されて闇にのみこまれるべきという思想をもち、生身の相手にも容赦なく襲撃したり、目的のためなら周囲一体を吹き飛ばそうとするなど戦闘狂の一面をもつ。また、それらの行動は自分にとっての正義であると確信しているため、悪事に対しての罪悪感は一切もっていない。
ドクロクシーへの忠誠心は人1倍強く、主君の命令にはどんなものであれ遵守し、ドクロクシーのためならば殉職することも躊躇しないため、殉職したスパルダに対しても「悔いはないだろう」として扱っている。
自身を「魔法戦士」と称すほど戦闘を好む武人であり、怪力の戦法を得意としているほか、背中の甲羅を駆使して回転することもできるが、身体が裏返ると起き上がりにくくなるという欠点をもつ。また、その実力はヤモーから高く信頼されている。
人間界にいる際は、川辺や下水道などを主な拠点にしている。
バッティからドクロクシーの存在が偽りではないかと忠告されるが、あくまで任務が優先と意に介さず、そのあとはプリキュアたちの戦闘の最中に偶然はーちゃんが落した「リンクルストーン･ガーネット」を拾得。これを口実にプリキュアたちに再戦を申し込む。
魔法界の「最果ての島」でプリキュアとの決戦を挑み、最終形態へと変貌して彼女たちと勝負をし、その圧倒的な闇の力でプリキュアたちを戦闘不能まで追いつめたあと、闇の力ですべてを滅ぼすと勝ち誇る。しかし、はーちゃんの身を挺した奮闘に刺激されたプリキュアに逆転され、最期は彼女たちの必殺技である「プリキュア・ルビー・パッショナーレ」を受けて浄化され、プリキュアという強敵に出会えたことに満足しながら素体であるカメの姿に戻った。
素体のカメに戻ったあとは魔法界の海へと還り、海を自由気ままに泳ぎながら暮らすようになる。素体のままでも凶暴なサメを撃退できる戦闘能力をもつ。
物語終盤に復活したスパルダに捕獲され、オルーバの力によって素体のカメから最終形態のまま復活を果たす。しかし、先のプリキュアと最高の決闘で達成感を抱き、あれ以上に心踊る勝負はないという理由で復活させられたことにも乗り気でなかったが、スパルダからキュアフェリーチェの存在を知らされてからは戦う意思を再熱させる。そして、キュアフェリーチェの正体がかつてのはーちゃんであることを知ると驚愕し、勇敢に立ち向かうキュアフェリーチェの強さを認めるようになり、彼女との決闘に執着するようになる。
オルーバによって復活を果たしたあとは彼のことを「小僧」と呼び、キュアフェリーチェとの戦いを度々邪魔をするオルーバに不快感を抱いている。
その後、再度キュアフェリーチェに決闘を挑むが、オルーバによって横やりを入れられ、彼に自分たちの存在意義を笑われる。たが、あくまでも己の拳を信じて生きるという理由で怯えることなく、スパルダとともにオルーバに立ち向かうも返り討ちにされ、元のカメの姿に戻される。しかし、バッティの闇の魔法によって「モットヨクバール」の素体となり、彼とともにオルーバが生みだしたドンヨクバールに立ち向かう。
ドンヨクバールとの戦いのあとは元のカメの姿に戻り、バッティによって拾われる。素体に戻ってもガメッツとしての意識は残っており、第50話では相変わらずプリキュアたちと決闘しようと目論んでいた。
テレビシリーズの派生作品である『魔法つかいプリキュアショー』ではデウスマストの眷属であるラブーによって復活を果たし、ラブーの依頼もあってプリキュアを始末しようと目論み、甲羅でキュアフェリーチェの攻撃を跳ね返す、ミラクルとマジカルの動きを止めるなど、テレビシリーズにはない戦い方も見せるが、結果的にはプリキュアたちによって再度浄化され、亡き主君であるドクロクシーの名を叫びながら倒された。
最終形態
ガメッツが禁忌とされている闇の魔法を使用して能力を解き放った姿であり、ガメッツの魔法戦士としての本来の姿でもある。
巨体になりながらもスマートな体格へと変貌し、髪は異常に長くなり、背中に背負っていた甲羅は脱ぎ捨てている。
この形態はドクロクシーが直々に与えた能力であり、その強さは戦闘に特化したルビースタイルのプリキュアふたりを相手にしても圧倒できるほどの戦闘能力をほこり、拳や足を駆使した直接攻撃で正々堂々と襲撃してくるほか、速さも格段に上昇している。
モフデレラの母
プリキュアたちが見た夢の中の人物という形で再登場した際の姿（ガメッツ本人ではない）。
舞踏会を武道会と勘違いして戦う気満々でいるなど、ガメッツ本人と酷似した戦闘好きな性格である。
劇中では、王子への過剰な愛情を寄せる余りに、舞踏会にきたモフデレラに嫉妬心を燃やし、悪い魔法つかいにモフデレラを襲撃させる暴挙に出るが、悪い魔法つかいの魔法が自分にはね返った影響で巨大化する。そして、王子を賭けてプリキュアたちに勝負を挑み、王子の一声によって「踊り」で勝負を決めることになるが、結果的にはプリキュアたちが勝利したことで敗退し、最後にはモフデレラに自分の行いを謝罪した。

##### 怪物
ヨクバール
声 - 島田岳洋
闇の魔法つかいたちが使役する怪物。2本の角が生えた頭蓋骨のような素体が特徴。基本的には「ヨクバール！」、了解する際には「ギョイ！」と発声する。
幹部たちが「魔法の杖」を使用しながら「魔法、入りました！ いでよ、ヨクバール！」という呪文を唱えることで生み出され、ふたつのものを融合させて誕生する。
必殺技を食らって浄化されるときも「ヨクバール！」だが、誕生に使ったふたつのものは元に戻る。浄化しきれない状態でも、誕生に使ったものが分離させられることも可能。
闇の魔法つかいの幹部と合体することが可能で、その戦闘能力は格段に高くなるが、この手段は「いにしえに禁じられた危険な魔法」という側面があり、合体した幹部の理性がなくなるという最大の欠点がある。
スーパーヨクバール
声 - 島田岳洋
第22話から登場。ラブーの力で復活を果たしたヤモーが生みだす強力な怪物。顔の左半分が黒いエネルギーに包まれ、両目が赤く染まっている。また、鳴き声は変化していない。
劇中では単にヨクバールという名で呼ばれている。
ヤモーが「ドクロクシーの遺骨」を使用しながら「魔法、入りました！ 大いなる闇をまとい、いでよ、ヨクバール！」という呪文を唱えることで生みだされ、通常のヨクバールと同様にふたつのものを融合させて誕生する。
通常のヨクバールにドクロクシーの闇の力をまとった存在であり、通常のヨクバールとは比べものにならないほどの戦闘能力をほこり、キュアミラクルとキュアマジカルのふたりを相手にしても圧倒できる力をもつが、キュアフェリーチェ相手には通用していない。
ドクロクシーの特性であるエネルギーを吸収する能力を有しており、得たエネルギーで強化することができる。また、その場でいるだけで周囲一帯を曇り空になる特性をもつ。
ハイパーヨクバール
声 - 島田岳洋
第43話から登場。オルーバの力で復活を果たしたスパルダが生みだす非常に強力な怪物。顔全体が黒いエネルギーに包まれ、両目が赤く染まっている。また、鳴き声は変化していない。
劇中では単にヨクバールという名で呼ばれている。
スーパーヨクバールとは比べものにならないほどの戦闘能力をほこるが、現在のプリキュアたちの必殺技でも簡単に浄化されている。
モットヨクバール
声 - 島田岳洋
第45話に登場。オルーバの力で復活を果たしたバッティが生みだした究極の力を宿す怪物。フードをかぶったドクロのような顔が特徴で、頭部にはクモのような足を生やし、カメの甲羅のような胴体に、筋肉質の両腕と、ヤモリのような両足・尻尾をもつ。ドクロクシーの人形と、スパルダ、ガメッツ、ヤモーの素体となった動物らを合成して生まれた存在であり、オルーバからは侮られたものの、バッティの心の力でドンヨクバールさえも退ける能力を発揮した。
劇中ではドンヨクバールと交戦しており、プリキュアとは戦っていない。また、劇中では従来のヨクバールと同様、単にヨクバールという名で呼ばれている。

#### 終わりなき混沌
第27話から暗躍するプリキュアの敵対勢力。終わりなき混沌であるデウスマストが率いる怪人集団であり、魔法の水晶は占いにより「今、ふたたび忌まわしき災いがよみがえる」「地に降り立ちし災いは世界を破壊と混沌へとみちびく」という存在であると魔法学校の校長に警戒を鳴らしている。
すべての世界を混沌の力で侵略・破壊することを目的に掲げており、現在は「ナシマホウ界」と「魔法界」を重点的にねらっている。その目的の邪魔になるプリキュアを地上から排除することを目先の使命と定め、強い力を宿すプリキュアたちの存在を抹消しようと襲撃してくる。
いずれの者も「ムホー」 という地上のあらゆる道理を超えた強力なエネルギーを自在にあやつる超能力があり、主に指を鳴らすことでその能力を発動し、空間移動などを行うほか、戦闘の際には「ドンヨクバール」という魔物を生みだす。ムホーは生まれついての能力であり、勉強や努力をせずともその力を行使できる。また、ムホーより劣るという理由で「魔法」および「闇の魔法」を軟弱な能力とみなして見下している。
デウスマストとその眷属たちのイメージは「古代の神々」「無慈悲な神さま」であり、伝承に登場する神や物の怪といった「人ならざるもの」をモチーフにされている。

##### 黒幕
デウスマスト
天を引き裂いてこの宇宙に出現した邪悪な存在。世界に災いをもたらす根源とされており、「終わりなき混沌」という異名をもつ。また、12人の眷属を配下に置いている。一人称は「われ」。
黒い渦から上半身がはみだした漆黒の巨人のような姿をしており、顔面には不気味な赤い模様が施されている。身体の周囲には4つの眼球か浮かんでおり、それらの目には眷属のラブー、シャーキンス、ベニーギョ、オルーバの意識が内包されており、会話をする際には彼らを介して話す。また、身体の正面には眷属たちを取り込んだ独自の魔法陣が展開されている。
その正体は、宇宙が創生される前から秩序なく存在していた「混沌」という概念そのもの。その混沌は宇宙が創生された際に宇宙に生まれ変わらずそのまま星々をのみこむ巨大な渦へと変貌し、やがてそこに意思を宿すようになって「デウスマスト」という存在が誕生した経緯をもつ。
デウスマストとして意思を宿したあとは、宇宙創生と同等の無限の力を秘めている「生命」とそれを生みだす「大地」の存在を察知し、それらを混沌の力に変えて自身のエネルギーとして吸収しようと目論むようになる。
かつて、12人の眷属をひきいて「花の海」に侵攻しようと試みたが、その世界を守護していた「マザー・ラパーパ」との長い交戦になり、激しい戦闘の末にマザー・ラパーパによって眷属たちを封印され、自身は太陽の中に封印されて宇宙の彼方へと追放されることになった。
先述の争いは魔法界でも伝説になっており、魔法界にある古代の文献には「世界を破壊と混沌に導く存在」「いずれ訪れる災い」と記されている。また、魔法学校の校長とクシィが警戒していた存在でもあり、クシィが「闇の魔法」に手をだして命を落とした遠因でもある。
マザー・ラパーパによって封印されてからは花の海に執着するようになり、花の海が分裂して誕生した世界である「ナシマホウ界」と「魔法界」を重点的にねらい、封印されながらも宇宙の彼方からみらいたちの世界へと少しずつ接近している。
強大な混沌の力を宿しており、宇宙を漂うだけでも星を消滅させる邪悪な能力をもつほか、遠くにある世界の作物などを不作にさせる特性をもつ。また、巨大な口から強力な破壊光線を放つこともできるほか、巨大な手を駆使して相手を潰すことも可能である。
オルーバがすべての眷属を復活させたことで封印が弱まり、自身を封印していた太陽をのみこむ形で復活を果たしてナシマホウ界に降臨する。そして、プリキュアによって倒されたラブー、シャーキンス、オルーバの3人を復活させ、すべての眷属を吸収して本来の力を取り戻し、強大な混沌の力でナシマホウ界と魔法界を融合させて、すべての生命と大地を混沌の力に変えて自身に吸収する。
その後、唯一混沌に吸収できなかったキュアミラクル、キュアマジカル、キュアフェリーチェと激しい激闘になり、最終形態へと変貌して彼女たちを吸収しようと襲いかかる。しかし、魔法界やナシマホウ界すべての生命の繋がりを宿すプリキュアたちの生命力に驚愕しながら徐々に逆転され、最終的にはプリキュアたちの新しい必殺技である「プリキュア・エクストリーム・レインボー・サンサンジュエリーレ」を受けて完全に敗北し、宇宙の一部にされる形で遂に消滅した。
最終形態
デウスマストがプリキュアたちを圧倒するために変貌した姿。巨大なドンヨクバールのような姿をしており、1つの目に2つの瞳があるのが特徴。
自身を封印していた太陽のエネルギーを吸収しており、かつてのマザー・ラパーパとの戦闘よりも強大な戦闘能力をほこる。また、星々に宿る生命や大地のエネルギーを吸収する能力をもつ。

##### 眷属
デウスマストが地上に降臨する前に邪魔者をすべて排除することを任務にしている12人の眷属たち。青黒く染まっている雲が広がる空間を本拠地にしている。また、主君であるデウスマストの名を呼び捨てで呼んでいる。
その正体はデウスマストが世界を混沌にするために放った力が具現化した存在であり、いわばデウスマストそのものともいえる存在である。また、眷属たちはその場にいるだけで周囲一帯が曇り空になるという特性をもつほか、地上を偵察する際には分身である自身の影を生みだすことがある。
いずれの眷属も、太古の昔に「マザー・ラパーパ」の能力で封印されていた経緯をもつ。眷属はその封印から自力で脱すると力が消耗するため、封印から解放されてもしばらくの間は本来の力を発揮できない状態に置かれる。先立って行動していたのは後述する4名のみだが、オルーバがプリキュアに倒される寸前に最後の力を振り絞り、世界中に闇の力を振りまいたことによって、下記以外の眷属たちの封印も不完全ながら一斉に解除された。オルーバ、ラブー、シャーキンス、ベニーギョの封印が弱まっていたのは、ドクロクシーの「闇の魔法」の力が干渉したためである。
映画版では、「ダークマター」という記憶をなくした状態で復活した眷属が登場する。
ラブー
声 - 龍田直樹
デウスマストの眷属である魔人のような男性怪人。肥満体格で橙色の肌に黒色の長髪をしており、頭部に生えた2本の枝分かれした角が特徴。一人称は「オレ」。
赤色のタンクトップと茶色のズボンを着用しているほか、移動の際には雲のような乗り物を使用する。
非常に面倒くさがりな性格であり、主君であるデウスマストへの忠誠心はあまり強くなく、想定外な事態になっても怠けることをやめないほか、プリキュアに対して余裕の態度を崩さないが、本性は傲慢かつ暴力的である。
ムホーの力を最も優れた能力であると断言し、「魔法はムホーより劣る」という理由で魔法の力を見下しており、勉強をしなければ会得できない魔法を「無駄な努力」と蔑視してあざ笑うほか、魔法そのものを不快に感じている。しかし、キュアフェリーチェの力は「魔法とは異なる力」として警戒している。
邪悪な力を宿しているものに力を与えることが可能であり、指を鳴らすことで紫色の特殊な結界を発生させたり、攻撃を行う際には紫色の巨大な光線を放つこともできる。
素の戦闘能力も強大であり、キュアフェリーチェの蹴りを腕だけで防御できるほか、ルビースタイルになったキュアミラクルとキュアマジカルの必殺技である「プリキュア・ルビー・パッショナーレ」をも通用しない身のこなしを有している。
ナシマホウ界の遺跡にあったランプから目覚め、魔法界でどす黒い力のうなりを感知してヤモーの尻尾を発見し、ムホーの力を使用してヤモーを復活させる。その後、復活させたヤモーに接触を計り、ドクロクシーの意思を受け継ぐという彼の野望を応援する素振りをみせるが、裏では自分の主から指示された面倒事をヤモーに押しつけようと目論んでいた。
ヤモーがプリキュアに倒されたことで本格的に行動に移り、魔法界にいたみらいたちの前に初めて出現し、彼女たちに自分たちの目的を明かしたことで、デウスマストとプリキュアの戦闘が本格的なものになる。
同僚であるシャーキンスとベニーギョが目覚めたことで本気になり、プリキュアたちを倒すと決意をするが、それでもキュアミラクルの強い意志と魔法の力に圧されたことで、初めて屈辱な感情を抱くようになる。
敗北を機にムホーの使い手としてのプライドをかける決意を固め、プリキュアたちを魔法界とナシマホウ界の狭間の空間に幽閉し、最終形態へと変貌してプリキュアたちを絶望させるほどに追いつめる。しかし、それぞれ自力で立ち直ったプリキュアたちによって形勢を逆転され、最期はパワーアップを果たしたプリキュアたちの新しい必殺技である「プリキュア・エクストリーム・レインボー」を受けて倒された。
物語終盤、デウスマストの復活と同時に復活を果たし、ほかの眷属たちとともにデウスマストによって吸収された。
最終形態
プリキュアたちを倒すために本気になったラブーが、本来の力をすべて解放した姿。
巨大な身体に筋肉質な体格へと変貌し、体色は薄い橙色になり、両耳および頭部にある角はさらに伸び、瞳がない赤色の目に変化しているほか、腹部には6つの奇妙な模様がある。また、気が抜けると元の肥満体格へと戻ることもある。
戦闘能力は格段に上がっており、プリキュアたちの魔法を用いた技を無力化する身体能力をほこり、プリキュアたちの物理的な攻撃を受けつけない強固な腹筋をもつ。また、頭突きやパンチを放つだけでも周囲を吹きとばすほどの突風を発生させることもできるほか、力士を彷彿とさせる技を披露することもある。作中では唯一フェリーチェのピンクトルマリンを冷凍攻撃により打ち破っている。

シャーキンス
声 - 速水奨
デウスマストの眷属である烏天狗のような男性怪人。細身の体格で緑色の肌に黄緑色の長髪をしており、背中に生えた一対の黒い翼が特徴。古風な口調が特徴で、語尾に「である」とつける。一人称は「われ」。
渋い色合いが特徴の和服を着用しており、両耳にはイヤリングをつけているほか、ヤツデのようなうちわを携帯している。また、顔面には化粧や口紅を塗っている。
冷静沈着に使命を忠実に遂行する真面目な性格であり、デウスマストへの忠誠心は人一倍高く、ムホー以外の力に遅れをとることは断じて許されないという信念をもつ。しかし、任務に執着するあまりに若干焦りやすい傾向にあり、怠け者のラブーや楽天的なベニーギョを口うるさく嗜めるため、同僚からは煙たがれている。また、みらいたちに軽く粗末に扱われるなど、まれにコミカルな場面もみせている。
分を弁えない力を地上から徹底的に排除するという過激な思想をもち、人間の都合を「くだらない」と一蹴して全く考慮をしない冷徹な一面をもつが、脅威となる可能性は早めに潰そうとする現実的な一面もあり、ムホーと対抗できるプリキュアの力を警戒する傾向にある。また、人間の生命をいずれ滅びるという理由で軽視している。
ムホーを使用して攻撃を行う際には、手から突風を発生させて邪魔者を排除することができるほか、緑色の特殊な空間を生みだすこともできる。また、過去の様子を映像にする能力をもつ。
ナシマホウ界の洞窟にあった道祖神のような石像から意識だけ目覚め、ベニーギョとともにラブーからの報告でプリキュアの存在を初めて知る。ラブーがプリキュアたちに倒されたことで彼女たちを明確な敵とみなし、石像の封印から自力で完全復活を果たす。
封印から自力脱した際に消耗した力が回復したことでプリキュアを倒すことを決意し、存分に叩き潰すために特殊な空間をつくってプリキュアたちをそこに閉じこめる。そして、デウスマストの偉大さと強大さをみせつけながらプリキュアたちに諦めるよう迫るが、「リンクルストーン・タンザナイト」の力で立ち直った彼女たちに逆転されたことで、初めてプリキュアの力を強大なものと認識するようになる。
やがて、オルーバの穏便なやり方に我慢の限界を超え、プリキュアを本気で叩き潰すことを決意するが、チクルンからの頼みで彼が「リンクルストーン」を奪ってきたらプリキュアに手をださないという条件を一旦受ける。しかし、はなからその約束を守る気はなく、チクルンが約束を果たしたあとは彼を用済み扱いし、さらには最終形態に変貌してリンクルストーンを飲みこみ、生身のみらいたちを徹底的に潰そうとする。だが、チクルンの必死の奮闘によってリンクルストーンを奪還され、さらには「トパーズスタイル」になったキュアミラクルの能力によって隙を突かれ、最期はプリキュアたちの必殺技である「プリキュア・エクストリーム・レインボー」を受けて倒された。
物語終盤、デウスマストの復活と同時に復活を果たし、ほかの眷属たちとともにデウスマストによって吸収された。
最終形態
プリキュアたちを倒すために本気になったシャーキンスが、本来の力をすべて解放した姿。
巨大な身体に筋肉質な体格へと変貌し、体色は濃い緑色になり、髪は逆立ち、瞳がない緑色の目に変化している。また、両腕には羽毛のようなものが生えており、背中にある黒い翼も4体に増加しているほか、服装のデザインも少し変化している。
戦闘能力が格段に上がっており、気を放つだけで周囲一帯を吹きとばすほどの威力を放ち、巨大な手足を駆使して相手を殴り潰すほか、十字形の衝撃波を放つこともできる。また、拳を用いた攻撃はキュアフェリーチェを吹きとばすほどの威力をもつ。

ベニーギョ
声 - 井上喜久子
デウスマストの眷属である雷神のような女性怪人。体格が良く桃色の肌とセミロングヘアをしており、頭部に生えた2本の赤色の角と尻から生えた赤色の尻尾が特徴。ギャルのような口調が特徴で、一人称は「あたし」。
赤を基調とした甲冑のような衣装を胸、腕、足部分に着用しており、背中には赤色の後光を身につけている。
非常に楽天的かつ気怠い性格であり、使命に対しても軽い気持ちで挑み、気に入らない事態が起こるとすぐに任務を放棄する傾向にあるが、自分をなめてかかる相手には不快に感じて容赦をしない一面がある。また、仲間のラブーやシャーキンスがプリキュアに倒された際には彼らをそっけなく扱うなど、仲間意識などは一切もたない。
ムホーの力を過信する自信家な一面があり、プリキュアを格下とみなして軽視する上、魔法すら使えない地上の人間や文化にも興味すらもたない。そのため、人間の理解できない文化を見るだけで不快感を抱き、人間の文化やプリキュアの力に興味を抱くオルーバを理解できずに呆れ果てている。
ムホーを使用して攻撃を行う発際には、竜巻のような強風を発生させたり、手から破壊光線を発生させて邪魔者を排除することができる。
ナシマホウ界の洋館にあった土偶のような土器から意識だけ目覚める。土器の封印から完全復活を果たす。
物語終盤、デウスマストの降臨を悟り、プリキュアたちをマザー・ラパーパの力を継ぐものと判断し、プリキュアを始末するために封印から復活したデウスマストの眷属たちを吸収して最終形態へと変貌する。そして、強力な混沌の力でプリキュアたちを圧倒し、ナシマホウ界の街を次々と破壊していく。しかし、それでも諦めない意思をもつプリキュアたちによって逆転され、彼女たちの必殺技である「プリキュア・エクストリーム・レインボー」を受けて倒されかけるも、その直後にデウスマストが復活したことで難を逃れ、ほかの眷属たちとともにデウスマストによって吸収された。
最終形態
プリキュアを倒す決意を固めたベニーギョが、7人のデウスマストの眷属を吸収して得た姿。
巨大な身体に禍々しい赤色の甲冑のような衣装を着用した姿に変貌し、髪や頭部に生えている角を伸ばし、瞳がない赤色の目に変化している。また、背中には天使のような白い羽を生やし、背後にあった後光は頭部の上に移動している。
戦闘能力は比較にならないほど上がり、巨大な拳と瞬発力を駆使した攻撃でプリキュアたちを圧倒し、口からは街をも破壊する強力な光線を放つこともできる。また、口から放つ光線はプリキュアたちの必殺技である「プリキュア・エクストリーム・レインボー」にも一時的にだが対抗することもできる。

オルーバ
声 - 杉山紀彰
デウスマストの眷属である堕天使のような男性怪人。細身の体格で白色の肌に青白い髪をしており、頭部に生えた2本の緑色をした角のような耳が特徴。一人称は「ボク」。
青を基調とした軍服のような上着とズボンを着用しており、羽飾りをつけた飾緒を身につけ、黒色のマントを羽織っている。また、基本的には眼鏡をかけている。
人前では優雅かつ穏やかに振る舞い、人間がつくった本を読書するという知的な姿をみせている。しかし、どんな使命にも冷徹に遂行し、デウスマストが世界を混沌に導くさまを狂喜するという冷酷で残虐な本性を隠しもっている。
ほかのデウスマストの眷属たちとは異なり、人間について知ることは戦略的にも大切であるという思想をもち、人間の文化に関連する情報を独自に収集・研究する策士家でもある。しかし、その過度な好奇心を満たすためならば悪事を行うことも辞さず、興味がないものには無関心な態度をとる一面をもつ。
基本的にはほかの眷属と同様にムホー以外の力を見下す傾向にあるが、評価したものには興味を抱くこともあり、プリキュアの力を強力なものと認めたり、クシィが開発した「闇の魔法」を素直に賞賛する素振りもみせるが、闇の魔法を「人の弱みや迷いがある」という理由で内心見下している。
手下のチクルンに対しては「友だち」と称して穏便に扱うやさしい素振りをみせているが、実際はチクルンを脅して強引に従わせているだけだった。
デウスマストの眷属の中でも最初に封印から目覚めた眷属であり、その間は「妖精の里」に侵入してチクルンを脅迫する形で手下にしたり、プリキュアと闇の魔法つかいの戦いを観察して暗躍していたが、第34話にて表舞台に姿をみせるようになり、仲間であるシャーキンスおよびベニーギョと合流する。
かつて、自分たちを地上に封印した「マザー・ラパーパ」に対して強い敵対心および警戒感を抱いており、その自分たちを封印したマザー・ラパーパと近い能力をもつプリキュアたちに注目し、彼女たちの力の秘密を探り次第復讐しようと目論む。
実はマザー・ラパーパに封印される直前、いつか自分たちを復活させる布石として地上にムホーの情報を断片的に残した張本人であり、その情報はクシィによって発見されて彼の研究対象となり、クシィはオルーバの残した情報を元に開発した力を「闇の魔法」と名付ける。結果的に、クシィが闇の魔法によって命を落とし、クシィの怨念が「ドクロクシー」へと変貌する原因を引き起こした遠因である。
遠くにいる対象者でも観察できる能力をもつほか、紫色の縄を生みだして相手を捕縛したり、相手を停止させる能力をもつ。
デウスマストの眷属たちの封印を解くため、ドクロクシーが所有していた闇の魔法が記されている本を入手すると共に、闇の魔法の力を試すためにドクロクシーの手下だったスパルダを復活させ、スパルダの提案でバッティとガメッツをも復活させる。そして、キュアフェリーチェの力を脅威とみなし、彼女がマザー・ラパーパの力を継ぐ存在と確信する。
最終的に残りのデウスマストの眷属たちの封印を解くためのステージを用意し、そこでスパルダとガメッツをプリキュアと戦わせ、その戦いから発生するエネルギーを収集しようと目論む。しかし、スパルダの裏切りや融通の効かないガメッツに業を煮やしたことで最終形態へと変貌し、スパルダとガメッツを始末するが、バッティと彼が生みだした「モットヨクバール」の参戦によって形勢が逆転する。そして、最期はプリキュアたちの必殺技である「プリキュア・エクストリームレインボー」を受けて敗北するが、その直前に自分の残りの力を使って封印された眷属たちを解き放つことに成功し、満足した表情のまま倒された。
物語終盤、デウスマストの復活と同時に復活を果たし、ほかの眷属たちとともにデウスマストによって吸収された。
最終形態
スパルダとガメッツの裏切りに激怒したオルーバが、本来の力をすべて解放した姿。
紫色の不気味な模様がある筋肉質な体格へと変わり、ズボン以外は肌を露出している。頭部にある角のような耳は少し伸び、髪は逆立ったセミロングへと変化しているほか、背中の右側には白い翼と尻尾を、左側には黒い翼と尻尾を生やしている。また、眼鏡は最終形態へと変貌する前に破壊している。
具体的な戦闘能力は不明だが、翼を駆使して素早く飛行することができる。

##### 協力者
チクルン
声 - ニーコ
オルーバの下で働いていた妖精の男の子。ハチのような黄色が基調の衣装を着用した小柄な子供の姿をしている。一人称は「おいら」。
活発だが卑屈かつ幼稚な性格である。好物の蜂蜜や甘い食べものに目がくらんだり、ドジな失敗をするほか、親しくなった相手には情をもつというお人好しな一面がある。しかし、悪事を行う際には悪知恵を駆使するという一面をもつ。
元々は魔法界の「妖精の里」に住む妖精だが、オルーバに里を統治する女王への奉仕を怠けていることを弱みとして握られ、仕方なく彼の部下になって妖精の里を抜けだした経緯をもつ。オルーバの部下になったあとは、主にプリキュアの調査・潜入などを任されている。
上司にあたるオルーバに対しては忠実な部下として振る舞っているが、自身をこき使うという理由でオルーバには内心反感を抱いており、オルーバがいないところでは彼への鬱憤や嫌味を晴らしている。
オルーバから命じられた調査の過程で、モフルンがプリキュアの力の源であることに気付いてからはプリキュアの下へと潜入することになり、身元を隠しながら彼女たちと交流を深め親しくなる。
やがてプリキュアを本気で潰そうとするシャーキンスを阻止するため、彼に「リンクルストーン」を奪う条件でプリキュアには手をださないことを頼む。しかし、リンクルストーンを奪うことに成功した直後にシャーキンスから用済みにされ、条件を守ろうとしないシャーキンスに反発し、さらにはプリキュアやモフルンの愛情で心が芽生えたことで、ついに反逆を決意する。そして、シャーキンスを倒したあとはプリキュアたちに謝罪を行い、彼女たちと完全に和解する。
妖精の里に帰郷して女王や仲間たちとの再会を果たす。しかし、そこにオルーバとスパルダの襲撃に遭い、妖精の里を滅ぼそうとする彼らに立ち向かう勇敢さをみせる。そして、プリキュアたちによってスパルダたちが撃退されたあとは、みらいたちが魔法界へ帰る際に涙を堪え強がりながら再会を約束し、彼女たちと別れることになった。
第49話の最後と第50話（最終回）でみらいたちと再会を果たす。

##### 怪物（終わりなき混沌）
ドンヨクバール
声 - 山本祥太
第27話から登場。デウスマストの眷属たちが生みだす魔物。黒い穴から額に赤いバツ印と渦巻き模様がある黒い怪物が顔をだしている素体が特徴。叫び声は「ドンヨクバール！」、了解するときは「ガッテン！」と発声する。
ふたつのものを融合して生みだされる点はヨクバールと同じだが、生みだす際はラブーが「出てきな！」、シャーキンスが「出るのだ！」、ベニーギョが「出といで！」、オルーバが「さぁ、おいで！」というかけ声で呼びだす。
通常のヨクバールの戦闘能力とは比較にならないほど強く、スーパーヨクバールを圧倒していたキュアフェリーチェをダウンさせ、魔法学校の校長の強力な魔法をも圧倒する能力をほこる。しかし、キュアミラクルとキュアマジカルの必殺技でも浄化されるなど、防御力はそこまで高くはない。
名前のモチーフは、「貪欲」と「首領（ドン）・ヨクバール」からきている。

### 魔法界
リコが生まれ育った故郷の異世界。魔法が一般的に使用されている世界であり、魔法が存在しない人間界のことは「ナシマホウ界」と表現している。
広大な海に無数の島があるほか、海中から生えた巨大な樹木が点在している世界で、魔法界の中心には「魔法樹」と呼ばれる巨大な木がそびえ立ち、この巨木の上に「魔法学校」がある。この他に魔法界の住人たちが多く集う「魔法商店街」、アイスドラゴンの住処である「ひゃっこい島」、人魚たちが住む「人魚の里」、ペガサスたち動物が住む「魔法の森」などが存在する。また、魔法学校のある島は春、ひゃっこい島は冬というように、島ごとにその季節が年間を通して固定されている。
魔法界の住人は生まれるときに「杖の木」から「魔法の杖」を与えられており、その杖を用いたうえで「キュアップ・ラパパ! ○○よ、□□なさい!」と命じることで魔法が発動する。住人は魔法の杖がないと魔法を使用できない。また、人間界とは異なり、名字が存在しないようである。
住民によっては許可を得てナシマホウ界に移住し、魔法の存在を隠した上で暮らしている者も多数存在する。魔法の使用を見られるなど魔法の存在がナシマホウ界で露見した場合、見られてしまった・露見させてしまった者の魔法の杖は没収され、今後一切魔法の使用が禁じられることになる。
魔法界では人間界と似たような道具があるが、魔法界の道具類は魔法の成功率を高めるものとして存在している場合が多く「魔法のほうき」や「魔法の絨毯」などはかなり普及した道具だが、これらも飛行を行う魔法を初心者でも使用するための道具である。
魔法界の住人がナシマホウ界へと出向くには「カタツムリニア」という列車に乗車することが必要である。また、決済には魔法の乗車カードである「MAHOCA」（マホカ）を使用する。
クロスオーバー作品においては、『映画 プリキュアドリームスターズ!』では次作『キラキラ☆プリキュアアラモード』の宇佐美いちか（キュアホイップ）・有栖川ひまり（キュアカスタード）・立神あおい（キュアジェラート）の3人がみらいたちを探すためにこの世界に訪ねている。

#### 魔法学校
リコが通う魔法を学ぶ学校。魔法界の中心に所在し、魔法を極めたい13歳から15歳までが通う3学年制で、男女でクラスが別れるほか、学生は基本的に寮生活をする。みらいもプリキュアになった関係で第4話から第9話まで通っている。ことはも夏休み中の夏祭り開催時（第27話 - 第30話）に訪れる。校門の上に黒猫の校章があり、それに呪文を唱えて魔法をかけると解錠し門が開く。校内は整備されており風紀も乱れていない。
女子の制服はマゼンタ色を基調（とんがり帽子、リボン、ケープ、ジャンパースカート、ローファーが該当）としており、それに白のブラウスと黒のハイソックスである。また、猫耳をあしらったフードが用意されており、寒冷地用に用いるほか、魔法をかけることで姿を透明にして隠すことができる。また、モフルンにも第9話の終盤にジュン、ケイ、エミリーお手製のとんがり帽子とケープがプレゼントされる。ことはは後期オープニング映像や提供クレジット画像で先行登場し、第27話で劇中初登場した。第2期では大学生になったみらいが「魔法ガール」として活動する際、ジュンとフランソワに依頼し、大人のサイズに仕立ててもらった制服を着用している（モフルンも先述の帽子とケープを着用）。
第27話で男子生徒が初登場した。男子制服は青色が基調（とんがり帽子、ケープ、スラックスもしくはニッカボッカが該当）としており、それに緑色のリボンと茶色のローファーである。他は女子と共通。

##### 教員
校長
声 - 内田夕夜
本名不明。魔法学校の校長を務めている偉大な魔法つかいの男性。外見は銀色の長髪が特徴の青年だが、実際は高齢である。一人称は「わし」で、老人のような口調が特徴。
いつもは青を基調とした服と緑色のマフラーを着用しているが、時には白を基調とした服と水色のマントに着替え、白色の大きい帽子をかぶる。
温厚かつ優しい性格であり、魔法学校で学ぶ生徒たちを影から見守っているが、独断で校長室を留守にしたり、大胆な決定を突然行うといった行動をたびたびしては教頭を困惑させている。
魔法界の要とされている存在であり、魔法界に関する知識にも長けているが、プリキュアの存在や「リンクルストーン」などには熟知しておらず、それらの秘密をみらいとリコが解き明かしていくことに期待している。
かつては、世界の変化を学ぶため仕事の合間にナシマホウ界を訪れており、少女のころのかの子にその姿を目撃されている。
外見の若さや魔法を使用していない状況が長年続いているため、魔法学校の生徒の間では「校長の七不思議」と称する噂をもたれており、校長の年齢、魔法を使用しない理由、校長室から聞こえる女の人の声、毎日飲んでる薬膳茶はとても苦いこと、若いころはナシマホウ界で結構モテたこと、図書館の奥には校長も行ったことがないこと、「開かずの扉」を開けられるのは校長のみという数々の疑惑がある。
みらいとリコがプリキュアになったのを目撃し、みらいに春休みの期間だけ魔法学校に通うよう薦めるほか、数々の校則違反で退学の危機になったリコに補習の授業をうけさせることで手助けをする。
いずれ訪れる大きな災いに備え魔力を温存するため、自分で魔法の使用を行うこと自体を封印しており、教え子であるアイザックですら校長が魔法を使った姿を見たことがないが、魔法がこめられた道具は使用する。ドクロクシーと直接対決する際にその魔力を解放したが、その力を全て使った反動で本来の老いた姿に戻ってしまった。その後第22話では薬膳茶を服用することで若返った姿に再び戻っている。しかし魔法の力をすべて使ってしまったという点は回復できていない模様。
王子
みらいたちの夢の世界で登場した、校長によく似た姿の王子。髪の色は銀髪の校長と異なり金髪となっている。舞踏会で出会ったモフデレラに一目惚れし、ダンスを踊るよう誘う。
魔法の水晶 / キャシー
声 - 新井里美
校長が保有する魔法の水晶玉。水晶玉の中に魔法つかいの風貌をした女性のシルエットが映っている。
キャシーという敬語で会話をする人格をもち、気分屋で高飛車なところもあるが、水晶占いを通じて校長の相談に乗ることが多々あり、校長のよき理解者であるほか、彼の相方的な存在でもあるものの、校長がいないときには愚痴をこぼすこともある。また、教頭とは相性が比較的悪く、彼女をからかっては憤慨させたりしている。
未来の予知を占うことが可能であるほか、「リンクルストーン」の兆しも探ることができるが、その予言の表現は曖昧なために解釈することが困難であり、自分自身さえその予言の本質を理解していない。
教頭がリコに渡したトランクの中に別の水晶が入っており、キャシーも共通の人格として現れている。この水晶が校長が保有する水晶との通信手段を担うこととなるほか、みらいとリコも占いをする際に用いることがある。
校長が魔力を解放した影響で校長同様に中の人格も老女と化した。その後校長が再び若返るのにあわせて中の人格も若返っている。

教頭
声 - 鳳芳野
魔法学校の教頭を務めている高齢の女性。本名は不明。橙色の髪が特徴で、紫が基調のドレスと帽子を着用している。一人称は「わたし」。
学校の規律と校則を第一に考え、生徒に対しては厳しく指導するほか、勝手に出歩くことの多い校長に対しても注意することがある。
みらいとリコがナシマホウ界に戻った際に、リコの編入手続きなどを行うため一時的にナシマホウ界を訪れており、その際持っていた傘で空を飛んでいる。
アイザック
声 - 桜井敏治
魔法学校で40年以上教員を務めている老人男性。白色の髪と長いヒゲが特徴。歯は入れ歯であり、たまに入れ歯を飛ばすこともある。一人称は「わたし」。
濃い緑色の魔法帽子とマフラーを身につけ、青色のロングコートを着用しているほか、魔法の杖を携帯している。
温和な性格であり、生徒たちをあたたかく見守っているほか、魔法に関連する知識も豊富だが、高齢のために道を迷うことがある。
学生時代のころは、現在の魔法学校の校長の教え子であったため、自分より高齢である校長の方が若く見えることを不思議な気持ちで見ているほか、当時から魔法の使用を禁じている校長の魔法を、いつかは見てみたいと思っている。
みらい、リコ、ジュン、ケイ、エミリーが行う補習の授業を担当し、結果的に彼女たちの実技や魔法つかいとしての姿勢を評価している。

##### 生徒
ジュン・ケイ・エミリーの3人は魔法学校の補習クラスでの同級生であり、そこにリコを加えた4人はそれぞれ癖のある性格がゆえに欠点があり、春休みの期間に進級をかけた補習を受けることになる。結果的に、すべての補習を合格したことで2年生への進学が確定した。
上記の3人はみらいとリコも含め、全員呼び捨てで呼びあっている。
その後、3人はフランソワの引率でナシマホウ界へと訪れ、久々にみらいとリコと再会したあと、周囲に「リコの故郷の友達」としてまゆみとかなを交えて外遊し、正体がバレそうになりながらもナシマホウ界の滞在を楽しんだ。
3人は第16話ではーちゃんと初対面し、第27話でことはになった彼女と再会を果たすが、「妖精が人間になるなんて聞いたことがない」という理由でことはがはーちゃんであるとは信じなかった。また、3人ともこれまでのイメージを覆す形で学業優秀となっており、第28話では夏祭りに打ち上げられる花火の打ち上げ役に選ばれている。
最終回では人魚の里のドロシー・ナンシー・シシーの3人がこの学校に入学していた事が判明している。
リコ
声 - 堀江由衣
十六夜リコを参照。
ジュン
声 - 金田アキ
魔法学校に通学する13歳→14歳の少女。先端がはねた青色の短髪が特徴。一人称は「あたい」で、男勝りな口調をし、語尾に「だぜ」とつけることもある。
先端に青いひし形の宝石が付いた魔法の杖を所持・使用している。
物怖じしない堂々とした勝気な性格で、「泣く子も黙るジュン」と自称するように、1年生でありながら上級生からも恐れられている存在であるほか、皮肉屋で短気な側面もあるが、融通が利く一面ももつ。
「楽しいところ」という理由でナシマホウ界にあこがれを抱き、何度も魔法界を抜けだそうと試みては失敗する という日々を送ってきた結果、学校での出席日数が不足しているという理由で補習授業を第9話まで受けていた。
魔法の実力自体は補習仲間のケイとエミリーより優秀で、補習も実力で勝ち取っているほか、「魔法のほうき」で飛行する技術にいたってはリコを上回っている。
2年生に進級した現在では、高難易度の魔法である念写をも使いこなしているほか、勉強するため頻繁に図書館を利用しており、図書館にある本の場所も大体把握するようにまで成長する。
ナシマホウ界への憧れはガイドブックを熟読する程高く、魔法学校を卒業した後はナシマホウ界のファッションや文化を勉強し、将来の夢であるアーティストとしての腕を磨くため、ナシマホウ界に移住することを決意している。
ケイ
声 - 吉岡麻耶
魔法学校に通学する13歳→14歳の少女。橙色のセミロングヘアが特徴。一人称は「わたし」。
先端に緑色の四つ葉形の宝石が付いた魔法の杖を所持・使用している。
基本的に明るい性格だが、おっとりとした性格のために忘れものをしやすい一面もあるなど、ドジをしやすい癖がある。また、噂話の影響を受けやすい一面もある。
試験当日に魔法の杖とほうきを忘れたほか、遅刻が多いという理由で補習授業を受けていた。補習合格後は、みらいから渡された絵のおかげで忘れ物をせずに登校できるようになり、ある程度は改善している。
2年生に進級した現在では、覚えることが多くなることには苦悩していたが、そのあともそれを克服するようになり、必要な物をいつもポシェットに入れて所持するようになり、忘れものをしないよう自らメモを取るようになった結果、聞いたことをメモすることが楽しくなり、将来はメモをすることが生かせる仕事がしたいと思うようになるまで成長する。
モフルンのことを気に入っており、彼のことを「モフちゃん」という愛称で呼んでいるほか、モフルンのように自我をもつぬいぐるみを欲しがっている。
エミリー
声 - 橋本ちなみ
魔法学校に通学する13歳→14歳の眼鏡をかけた少女。もみあげ部分を縦ロールにした金髪のロングヘアが特徴で、頭部には赤色のリボンをつけている。一人称は「わたし」。
先端にオレンジ色の三ツ葉のクローバー形の宝石が付いた魔法の杖を所持・使用している。
高所恐怖症が原因で「魔法のほうき」の試験が不合格となったため、補習授業を受けていた。
気弱かつ恐がり屋な性格であり、些細なことでも驚いては泣くという弱点があるが、第9話ではケイの補習テストを率先して支えるなどある程度の自信をもつようになるほか、みらいに触発され高所恐怖症を多少克服している。
2年生に進級した現在では、上級者向けの魔法のほうきにも挑戦し、「魔法の絨毯」の運転免許を取得できるほどに成長する。また「カボチャ鳥祭り」では、「エミリースピン」という大技を披露した。
小さい頃から色々な髪型を見るのが好きだったため、ヘアメークの仕事に憧れている。
ドロシー、ナンシー、シシー
声 - 小林桂子（ドロシー）、澤田美晴（ナンシー）、大空直美（シシー）
詳細は人魚の里を参照。

#### リコの家族
リアン
声 - 小原雅人
リコとリズの父親で、魔法界の考古学者である片眼鏡をかけた男性。紫色のオールバックヘアと口ヒゲが特徴。一人称は「わたし」。妻のリリアのことは「ハニー」と呼んでいる。
青を基調としたマントを身につけ、薄い緑色を基調とした服を着用し、茶色のロングブーツを履いている。
だれにでも丁寧に接する、自分の仕事に対して強い責任をもつ真面目な人物でもあるが、仕事で家族とはあまり会えていないことを苦悩する家族想いな一面をもつ。
魔法学校の校長の依頼で終わりなき混沌・デウスマストおよびその眷属の手がかりを求め、世界各地を調査している。そのため、家族とはあまり会えていないことを内心苦悩している。
魔法学校の校長とは頻繁に連絡を取り合っており、それらの情報などから娘のリコがプリキュアではないかと推察し、校長に尋ね続けた結果プリキュアの正体を知るようになる。
魔法つかいとしての能力は極めて優秀であり、デウスマストの眷属が生みだすドンヨクバールの攻撃を数秒間防ぐほどの魔法を使用できる。
ナシマホウ界の砂漠にある遺跡を訪れた際、ラブーが解放されたあとのランプを発見し、デウスマストの眷属の存在を魔法学校の校長に伝達する。
後に、みらいたちの前に現れて娘のリコと再会を果たす。そして、彼女たちの下にあるモフルン、リンクルストーン、レインボーキャリッジに興味を示す。その際、長年まともに会っていないことや仕事の話しかしないという理由でリコに避けられるが、自分の調査したことがリコたちプリキュアにとっての手助けになるという考えをリコに伝えたことで和解し、再度デウスマストの調査のために旅立つ。
第2期では校長から事情を聞かされ、調査とともに娘たちの警護を目的としてナシマホウ界に密かに来ていた。
リリア
声 - 岩男潤子
リコとリズの母親で、魔法界の料理研究家である女性。青色のロングヘアを結んだ髪型が特徴。一人称は「わたし」。夫のリアンのことは「ダーリン」と呼んでいる。
緑と白が基調の服と青色のロングスカートを着用しており、黒色のタイツと黄色のショートブーツを履いている。また、頭部には紫色の大きいリボンを身につけている。
おっとりとしたやさしい性格であり、娘のリコに毎年のように魔法界に伝わる昔話を聞かせるなど娘想いな人物であるが、ナシマホウ界でも平気で魔法を使用する天然な一面をもつ。
魔法界では魔法学校にある食堂の料理監修を務めているほか、ナシマホウ界でも料理家として料理番組にレギュラー出演するほどの人気があるが、ナシマホウ界での活動を娘のリコには知らせていなかった。
リコの誕生日の際には朝日奈家を訪れ、リコの好物であるチョコレートケーキやオムレツなどを作り、遅れてやってきたリアンとリズのほか、朝日奈家や近所の人たちとともにリコの誕生パーティーを盛大に祝った。
リズ
声 - 名塚佳織
リコの姉で、魔法学校の教育実習生である若い女性。青色のロングヘアとマゼンタの瞳が特徴。一人称は「わたし」。
白色の服と緑色のロングスカートを着用し、黒色のタイツと緑色のブーツを履き首下には赤色のリボンを身につけている。また、末端に赤い宝石が付いている魔法の杖を所持・使用している。
やさしい性格であり、魔法学校の生徒には自ら魔法の手本を見せた上で具体的な助言をし、平和を脅かす邪悪な存在が出現した際には率先して生徒たちを守るなど、教師としての責任感は非常に強い。
魔法学校を首席で卒業しており、現在は人に魔法を教えることが好きという理由で魔法学校の教師をめざし教育実習生として教鞭を執っている。
魔法つかいとしてはかなり優秀であり、池の水を象の形にしたり水を氷にすることができるなど、魔法学校の教職員からの評価も高い。
幼少期はリコに憧れの的として慕われていたが、成長するにしたがって魔法が苦手なリコから避けられるようになる。一方で、自分はリコの才能を見抜いており、自分が受け継ぐはずだった先祖代々伝わるペンダントをリコに譲り渡している。
一時、腰痛のために欠席したアイザックの代役として、みらいやリコたちの補習を受け持っており、その過程で長年疎遠になっていたリコと和解を果たす。
最後の補習では、みらい、リコ、ジュン、ケイ、エミリーの魔法対決の対戦相手となり、序盤ではジュン、ケイ、エミリーを圧倒するが、協調性が高まったみらいとリコの前に敗退する。
第13話にて、みらいとリコに校長からの手紙を渡すためにナシマホウ界を訪れている。その際、みらいの父の大吉に誘われ一緒にバーベキューを行いリコに激励の言葉をかけた。

#### 魔法商店街
魔法界にある巨大な繁華街。インフラ整備もなされており、市道を中心にさまざまな専門店や商業施設が集結している。
昔は暗闇で荒れ果てていた街だったが、突然吹きだした炎によって人々に希望と情熱がもたらされ、闇が消えて街は活気をとり戻したと言い伝えられており、その炎は現在でも「情熱の炎」として街の広場にある猫の像が持つランプの中で燃え続けている。
フランソワ
声 - 織田圭祐（第3話 - 第28話）→石井真（第38話 - 第50話）
魔法商店街で服屋を営む男性。薄い青紫色の髪が特徴で、顔には化粧をつけている。一人称は「わたし」で、おかま口調で話す。
青紫を基調とした服と白色のズボンを着用し、黒色のロングブーツを履いているほか、頭部には緑色の生物のような髪飾りをつけている。
商店街で最も腕がいい服屋と評判されており、魔法学校の制服の作製も担当している。また、ナシマホウ界で購入した生地でリコの私服も仕立てている。
かつてナシマホウ界で仕立ての修行した経緯があるため、ナシマホウ界のファッションについても詳しい。また、生地を仕入れるためにナシマホウ界へと頻繁に訪れている。
グスタフ
声 - 木村雅史
魔法商店街でほうき屋を営む大柄な男性。金色の髪が特徴。比較的に地味な服装を着用している。
職人気質で、学生用からレース用まで多彩のほうきを揃えており、ほうきの修理から改造までひとりでこなすほどの実力をもつ。
トッド
声 - 鈴木裕斗
魔法商店街で262代続いている八百屋を営む若い男性。茶色の髪が特徴。白色のベレー帽子をかぶり、緑色のエプロンを着用している。
魔法を駆使して冷凍みかんの素である「ピーカンミカン」を解凍、脱皮、分離まで行うことができる。また、魔法学校の食堂への配達も担当している。
フック
声 - 千田光男
魔法商店街に住む老人男性。灰色の口ヒゲが特徴。茶色のシルクハットをかぶり、黄色のブレザーを着用している。
伝説好きであり、街を訪れた相手に自分が知っている伝説を語ることを趣味としているが、話が長くなることが多々ある。

#### 人魚の里
人魚たちが生活している里。文字どおり海底に存在するため、通常の人では行き来することはできない。また、人魚だけでなく様々な魚介類が暮らしている。
元々この里には宝物とされている貝があり、その貝の口が開き人魚たちに力を与えることで、人魚たちは海だけでなく空も泳ぐことが可能となり、海以外の世界の人々と交流していたが、いつしか人魚が外界との交流を絶って以降は口を閉ざしたままになったという。貝がある台座には「人魚のこころに光戻りしとき、ふたたび輝きの人魚あらわれ、我らを広き世界へ導く」と記されている。
みらいたちは補習の際ここに出向き、魔法学校の特別講師であるロレッタのレッスンを受けた。その際、アイザックの魔法によってみらいたちの身体を海中に適応させた。
ロレッタ
声 - 川澄綾子
人魚の里に住む人魚の女性。銀色のロングヘアが特徴で、下半身は緑色の魚で構成されている。一人称は「わたし」。
優しい性格であるほか、ヨクバールを連れて人魚の里に襲撃してきたガメッツに対して立ち向かう勇敢さも持ち合わせる。
魔法学校の特別講師としてみらいたちの補習を担当し、みらいたちに持ち前の美しい声で魔法の発声方法をレッスンした。最終的には、人魚の里にあった「リンクルストーン･サファイア」をみらいたちに授けた。
その後、再登場した際最果て島に向かうみらいとリコを「海の中を走る船」で島の近くまで送っている。
最終回では空を飛べるようになっており、ボディスーツを着用した姿で魔法商店街に現れている。
ドロシー、ナンシー、シシー
声 - 小林桂子（ドロシー）、澤田美晴（ナンシー）、大空直美（シシー）
人魚の里に住む3人の子供の人魚。いずれも一人称は「わたし」。ロレッタの教え子でもある。
ドロシーは黄緑色の髪と下半身、ナンシーは水色の髪と桃色の下半身、シシーは紫色の髪と下半身をしている。
外の世界を怖がっていたが、補習のためやってきたみらいたちと交流し、みらいとリコの手を繋ぐことによる強さを知ったことで、いつか空を飛んで外の世界に友達を作るという目標を持つようになり、最終回では空を飛べるようになる。リコの薦めもあって魔法学校に通うことになった。

#### 妖精の里
魔法界のどこかにある妖精たちが暮らしている里。辺り一面に花畑と美しい森で囲まれ、虹色の池が存在する。霧深い場所にあるため、妖精以外の種族は立ち入ることのない隠れ里でもあり、人間としてはみらいたちが初めて入ったという。
住民たちはいずれも妖精であり、虫のような衣装を着用した小柄な姿をしている。また、民の妖精たちは日々花の蜜を収集する仕事をしている。
女王（じょおう）
声 - 山本百合子
妖精の里を統治している女王の妖精。黄色の髪が特徴の女性で、薄い緑が基調のドレスを着用し、頭部には大きい髪飾りを身につけている。一人称は「わたくし」。
女王の座に就任してから3000年ほどと、妖精の世界においては女王になってからまだ日が浅いため、難しいことはレジェンド女王に頼っている。また、身近にはカブトムシのような男性妖精2人を警護兵として置いている。
表向きには礼儀正しい性格で振舞っているが、怒ると怖いという一面をもつ。また、里を抜だしたチクルンのことを心配する民想いな人物でもある。
レジェンド女王（レジェンドじょおう）
声 - 太田淑子
現在の女王から4代前に妖精の里を治めていた元女王の妖精。白髪が特徴の高齢女性で、羽を生やした薄い緑が基調のドレスを着用している。一人称は「わたし」。
花粉のカステラとお薬膳茶を好んでいる。また、身近には青色の髪をした女性妖精2人を従者として置いている。
太古の昔、幼少期は「花の海」という世界に住む妖精であり、その世界の守護者である「マザー・ラパーパ」を敬愛していた。また、終わりなき混沌・デウスマストとその眷属たちとの攻防で花の海が2つの世界に分離していく状況を見守っていた存在でもある。
チクルン
声 - ニーコ
協力者を参照。

#### その他の人物
マユ / 渡辺 麻友
声 - 渡辺麻友
魔法つかいの女性で、現在はナシマホウ界に移り住み、人気アイドル「渡辺麻友」として活躍している。
魔法界で年に一度行われる「カボチャ鳥祭り」のステージで司会・実況として登場し、みらいたちが驚くことになる。
渡辺麻友というナシマホウ界の普通の人間だと装ってナシマホウ界に潜んでいたことを知ったみらいとリコに驚かれるが、「内緒だよ！」と言って対応した。
第2期では魔法界の住民がナシマホウ界で暮らすのに不便しないよう、住民のみが入居できるアパートの大家を営んでいることがリコから言及されている。

### ナシマホウ界（人間界）

#### 朝日奈家
朝日奈 大吉（あさひな だいきち）
声 - 青木強
みらいの父。眼鏡をかけた茶髪の男性で、私服の際は白色のシャツの上に緑色のベストを着用し、灰色のズボンを履いている。
優しくマイペースな性格だが、妻の今日子には頭が上がらない。娘のみらいを大事に想っている。
家電メーカーに勤務。新しい家電製品が発売されるとすぐに購入するという癖があり、科学技術の発達を好む傾向にある。
魔法界へと出向いていたみらいが帰還した際には、娘との再会に喜んでいた。また、かの子の伝達を誤解しみらいが魔法ではなく作法の学校にいたと解釈していた。
家電の修理も得意であり、海に出かけた際には海の家の製氷機を修理している。
朝日奈 今日子（あさひな きょうこ）
声 - 加藤有生子
みらいの母。カチューシャをつけた橙色のショートロングヘアが特徴の女性。パワーストーンの店を営んでいる。
私服の際には桃色の上着の下に黒色のシャツを着用し、黄色のズボンを履いている。
さっぱりとした性格で、商品を海外まで1人で買い付けに行くなど行動力もある ほか、猪突猛進なみらいを苦悩しながらも大事にしている娘想いな人物でもある。
娘のみらいが魔法界に出向いた当初は心配していたが、かの子がみらいと連絡をとったことで安堵しており、帰還したみらいと再会した際には親として少しの怒りの感情をみせている。
リコと遭遇したあと自宅に招待し彼女に食事などをもてなす。そしてリコがみらいの友人であると判明したあとリコの同居を快諾し、彼女に空いていた部屋を貸した。同様にリコの同郷と説明されたことはの同居も許可している。
結希 かの子（ゆうき かのこ）　
声 - 太地琴恵
みらいの母方の祖母。高齢の女性で銀色の髪が特徴。一人称は「わたし」。
おっとりした性格であり魔法などを疑わずに信じるなど、みらいのよき理解者でもある。
私生活では絵画教室に通っており、絵の先生とともに風景画などを描いているほか、幼少期から「つなぎせんべい」を好んでいる。
中学生の頃は茶色の長髪をおさげ型にしており、公園で木に登ったまま降りられなくなった猫を救出する魔法学校の校長の姿を目撃したことから、魔法の存在を信じるようになる。後に、ハロウィーンの日にナシマホウ界にやって来た校長と束の間の再会を果たしている。

#### 津成木第一中学校
みらいが通う中学校。リコは第11話から、ことはは第32話からいずれも留学生として通うことになる。制服は男女共クリーム色のブレザーで、男子はグレーのスラックスと赤いネクタイ、女子はマゼンタのスカートとピンクのリボンを身に着けており、生徒によってはブレザーとシャツ・ブラウスの間にグリーンまたはグレーのベストを着用している。夏服は半袖のシャツまたはブラウスの上に男子は青、女子はマゼンタのラインが入ったクリーム色のサマーベストを着用しており、みらいはハート、リコは星型、ことはは蝶型のマークがそれぞれベスト左胸に入っている。
魔法の力が爆発し様々なものに変身していたはーちゃんが多数の生徒に目撃され、結果的に（偶然とはいえ）そのことがきっかけで多くの幸せをもたらしたことから、校内では「幸せを運ぶ妖精がいる」と噂されている。

##### 教員（津成木第一中学校）
高木（たかぎ）
声 - 藤沼建人
津成木第一中学校の教員を務めている黒髪の男性。青色のジャージを着用している。生徒とは基本的にタメ口で話す。
みらいたちのクラスの担任。数学の教師であり、生徒会の顧問もしている。

##### 生徒（津成木第一中学校）
勝木 かな（かつき かな）
声 - 菊地美香
津成木第一中学校に通学する少女で、みらいとリコのクラスメイト。黒色と桃色が混ざった短い前髪のロングヘアが特徴。一人称は「わたし」。
基本的には常識人であるが、不思議なことには異常なまでの興味を示したり、恋愛に関連する話題にも積極的に参加するほか、友人の失恋に涙を流すという情を大切にする一面をもつ。
まゆみの初恋を積極的に応援したことがきっかけで彼女と関わりをもち、結果的にはまゆみと互いに呼び捨てで呼び合うほどの友人関係にまで発展している。
幼い頃から幽霊やUFOを目撃していたものの、誰にも信用されずに周囲から孤立していった経験を持つ。そのため、誰が信じなくとも自分を信じ、いつか見たものを証明するという強い信念を持つ。
学校の始業式の日にみらいとリコが「魔法のほうき」を使用して飛行した姿や、モフルンとはーちゃんが出歩いているところを偶然目撃したことで、みらいとリコが「魔法つかいではないか」と疑うようになり、それ以降も魔法を使用するみらいたちを幾度も目撃しては驚愕する姿をみせている。
2学期になってからは自ら魔法つかいを捜索するようになり、メモ帳を持ち歩いては魔法つかいに関連する情報を記録しているほか、他校の生徒など魔法つかい以外の情報も収集している。
後にクリスマスの夜にまゆみと共にベニーギョに襲われているところをプリキュアに助けられる形で、初めて魔法つかいと対面することとなる。その際、興味本位から思わずプリキュアに対して魔法つかいであることを確かめようとしたが、正体は秘密であることを知らされると、魔法つかいが本当にいたことが理解できただけで十分と考え、出会ったことを誰にも話さないと約束し、潔く引き下がった。
長瀬 まゆみ（ながせ まゆみ）
声 - 多田このみ
津成木第一中学校に通学する少女で、みらいとリコのクラスメイト。ヘアピンをつけた茶色のセミロングヘアが特徴。一人称は「わたし」。
学生服の際にはブレザーのボタンを外して開けており、上着の下には灰色のベストを着用し、脚には黒色のニーソックスを履いている。
少し落ちついた元気な性格であり、初対面の相手にも人懐っこく接する寛容な人物であるが、人見知りをするなどあまり積極的になれない一面をもつ。
津成木第一中学校には親の都合で引っ越した影響で入学しており、環境の変化もあって周囲になじめず孤立気味になっていたが、中学1年生のある日、紛失したヘアピンを探していた際、みらいがいっしょに探してくれたことで親しくなり、それ以降は彼女と友人関係にまで発展することになった。
友人になったみらいとは日々親しく接しており、学校の休み時間にバレーボールなどの活発な運動で遊ぶほか、みらいの興味などを熟知し、猪突猛進気味なみらいには呆れる姿もみせている。
最初は勉学に勤しむリコのことを「話しかけづらい」という印象を内心抱いていたが、リコとバレーボールをする約束をしたことで友人となり、リコを呼び捨てで呼ぶようになる。また、ナシマホウ界を訪れたジュン、ケイ、エミリーやことはとも親しくなる。
一時名も知らぬ他校の男子に一目惚れをし、みらいたちの協力でなんとか告白にまで漕ぎ着けるも、その男子にはすでに恋人がいたために失恋に終わり、その結果にひどく落胆して涙を流す。しかし、その結果自分を積極的に後押ししてくれたかなの涙ながらの励ましによって立ち直り、かなとの間に親密な友情が芽生えたことで、互いに呼び捨てで呼び合うほどに親しくなる。
大野 壮太（おおの そうた）
声 - 髙橋孝治
津成木第一中学校に通学する少年で、みらいとリコのクラスメイト。茶色の髪が特徴。みらいとは小学校からの幼なじみ。一人称は「オレ」。
学生服の際にはブレザーのボタンを外して開けており、上着の下には緑色のベストを着用している。
明るく活発な性格であり、みらいとも親しく接しているが、あまり落ち着きがない一面ももつ。
リコから呼び捨てで呼ぶように頼まれてからは、彼女を呼び捨てに呼んで親しくなる。
後にサッカー部の部長を務めるようになるが、他の部員をまとめることができず、悩み始めていた。しかし、サッカーに興味を持つようになったことはを教えているうちに笑顔になり、ほかの部員とも上手くやっていくようになる。このことがあってからことはのことを「はーちゃん」と親しく呼ぶようになった。
並木 ゆうと（なみき ゆうと）
声 - 朝井彩加
津成木第一中学校に通学する少年で、みらいとリコのクラスメイト。眼鏡をかけている。一人称は「ぼく」。
みらいとその家族や、リコ、まゆみ、壮太に招待され、彼らとともにバーベキューをしたこともある。
おとなしく控えめな性格。成績優秀でリコが1学期末のテストで達成するまでは学年1位の連続記録を保持していた。
学校を生徒が皆仲良く過ごせるようにしたいとの思いから生徒会長に立候補し、花壇の手入れや図書館の本の整理といった草の根レベルの努力をするようになる。最終的に、対立候補であるリコが候補の座から身を引いたことで、当選確実となった。

#### 動物
ネコ
声 - 早見沙織
津名木町に居る野良の三毛猫。第1話でイチゴメロンパンをもらったお礼にリコが魔法をかけるが、まだ修行中の魔法故にイヌの如く「ワン!」と鳴いたり、「ペラペーラ」と鳴いたりした。その後第10話ではリンクルストーン・トパーズを銜えていたところを、スパルダに体毛とオートバイを合成してヨクバールを誕生されるなど、ナシマホウ界では度々登場する。最終回では2匹の子ネコを産んだ親ネコに成長した。

### 花の海
人々の歴史から忘れられるほどの太古の昔に存在していた世界。緑あふれる大地に桃色の花畑が一面に咲いている美しい世界で、人間、動物、妖精、精霊などが仲良く暮らしていた。その世界の中枢には「母なる樹」と呼ばれる世界を見下ろすほどの大樹がそびえたち、その中には「マザー・ラパーパ」という守護者が宿っている。
突如として出現した終わりなき混沌・デウスマストが率いる勢力の侵攻にあい、マザー・ラパーパとデウスマストたちの激しい攻防戦の影響で、花の海を支えていた母なる樹はマザー・ラパーパとともに時空の狭間へと分離され、残された大地はその姿を変えて「ナシマホウ界」（人間界）に、母なる樹は時空の狭間を漂ううちに「魔法界」という一つの世界を形成し、母なる樹もその中心となる「魔法樹」へと姿を変えた経緯をもつ。
マザー・ラパーパ
あまねく生命の母である神秘的な存在。白緑色のロングヘアが特徴の巨大な女性の姿をしている。
赤いバラと緑色の葉っぱを飾った白色のワンピースを着用しており、頭部には白い花の髪飾りを、肩には桃色の花飾りを身につけている。
魔法界とナシマホウ界の元になった「花の海」という世界の守護者であり、その世界の中枢である「母なる樹」を依り代にして民たちを見守り、世界中に恵みを与えて祝福していた存在である。
ある日、天を引き裂いて出現した終わりなき混沌・デウスマストが眷属たちを率いて花の海に侵攻し、世界をのみこもうとするデウスマストたちを阻止するために単身で立ち向かい、激闘の末にデウスマストを宇宙の彼方へと追放し、眷属たちを封印することに成功する。しかし、その激闘に疲れて負傷した影響で、依り代にしていた母なる樹とともに大地から分離されて時空をさまよう結果となる。その直前、のちに「妖精の里」のレジェンド女王となる妖精に「いつか必ず世界は結ばれる」と伝え、「プリキュア」という魔法の言葉を言い残している。
第48話ではデウスマストによって魔法界とナシマホウ界が混ぜ合わさりつつある中、遺された彼女の意思によって辛うじて秩序が保たれているのをことはが感知しており、さらにことはを通してリンクルスマホンの中に遺してあった自身のメッセージを、みらいたちへと伝えている。

### 映画作品・他作品のキャラクター
いずれも最終回に登場。
ソルシエール
『映画 プリキュアオールスターズ みんなで歌う♪奇跡の魔法!』の悪役として登場した魔女。
魔法学校の食堂内にて、改心した後の姿で1カットのみ登場する。
第2期では魔法学校の教師になっていることがリコから言及されており、リズと共にナシマホウ界に向かったリコの代わりに教鞭を執っている。また、第6話で1カットのみ登場する。
クマタ
『映画 魔法つかいプリキュア! 奇跡の変身!キュアモフルン!』のオリジナルキャラクターとして登場した黒いクマ。
魔法商店街の上を通る「魔法の絨毯」の上に乗っている姿が、1カットのみ登場する。
宇佐美 いちか（うさみ いちか） / キュアホイップ
声 - 美山加恋
シリーズ次作『キラキラ☆プリキュアアラモード』の主人公。
前述の通りED後の「バトンタッチメッセージ」だけでなく本編中にも先行登場しており、みらいたちが訪れたナシマホウ界のスイーツショップ「キラキラパティスリー」でモフルンをモチーフにしたムースケーキを作ってふるまった。
また、みらいたちとドクロムシーの戦闘ではキュアホイップとして後方から攻撃して手助けした。
ペコリン
シリーズ次作『キラキラ☆プリキュアアラモード』に登場するキュアホイップたちのパートナーである妖精。
一瞬だけだが、「バトンタッチメッセージ」にてキュアミラクルと激突する場面で登場している。

### ミュージカルショーのキャラクター
いずれもテレビシリーズの派生作品である『魔法つかいプリキュア! ミュージカルショー』に登場するオリジナルキャラクター。
フラワン
声 - 木村珠莉
美しい花に恵まれた「花の里」に住む妖精の少女。太めの眉毛に橙色の2つ結びをした髪が特徴。一人称は「わたし」。
水色と桃色が基調のブカブカな衣装を着用しており、素足のまま黄色い大きな靴を履いているほか、腰部にはひまわりの飾りをつけている。
故郷である花の里で「フラワーティアラ」の守護をしており、花の里に咲いている花たちを日ごろから見守っていたが、闇の魔女のカレンチールによって花の里が枯れ果てる事態になり、さらにはバッティ、スパルダ、ガメッツから追われる身となり、フラワーティアラを持ってナシマホウ界へと避難する。
ナシマホウ界へと避難したあとはプリキュアたちと出会い、彼女たちとともに花の里の復興をめざしていく。
カレンチール
声 - 園崎未恵
花を素体にした闇の魔女の女性。色白の肌に赤色の瞳をしており、銀色のセミロングヘアが特徴。一人称は「わたし」。
頭部には黒色のシルクハットをかぶり、首下に赤色のスカーフと両手に黒色の長い手袋を身につけ、黒が基調の道化師のような衣装を着用し、右脚を露出しながら左脚にはタイツを履き、両足にはショートブーツを履いている。また、衣装のあちらこちらに緑色の草をつけている。
元々は闇の魔法つかいであるドクロクシーによってバッティ、スパルダ、ガメッツよりも先に生みだされた配下であるが、忠誠心の無さからドクロクシーの制御から振り切って独立した経緯をもつ。
強大な力を秘めている「フラワーティアラ」を強奪しようと目論み、フラワーティアラがある「花の里」に侵攻してそこにある美しい花をすべて枯れさせ、フラワーティアラを持って逃亡したフラワンを追ってナシマホウ界へと侵攻する。
フラワンを捕まえるためにプリキュアによって倒されたバッティ、スパルダ、ガメッツを復活させ、彼らに「逆らったら元の姿に戻す」と脅迫する形で強引に配下にする。そのため、バッティたちからは反感を買われているが彼らもプリキュアを倒すほどの能力を与えられており、悪い気はしていないようである。
バッティたちに力を与える他、自身もプリキュア3人をあっさり倒すほどの実力を持っている。
実は、花の里の隅に咲いていた花が素体であり、花の里でひとり寂しく咲き続けた末に孤独の悲しみを抱き、遂には花の里に咲く美しい花をも憎むようになり、ドクロクシーによって力を得たことを機に悪事を行うことも辞さない悪人に変貌した経緯をもつ。
物語終盤にてフラワンが自分と同じく孤独であったことや自分が花のときからフラワンが影ながら見守っていたことを知って動揺し、フラワンの必死の説得によってこころを浄化され、最期はプリキュアたちの必殺技を受けて素体の花に戻った。

### 漫画版のキャラクター
いずれもテレビシリーズの派生作品にあたる漫画版『魔法つかいプリキュア!』の描き下ろし作品に登場するオリジナルキャラクター。
ジェイド
第1巻描き下ろし作品に登場する、みらいたちが夏休みを利用して「人魚の里」にやってきたときに出会った大きなサメ。一人称は「オレ」。
その正体は人魚の里の隣国の王子である人魚の少年。美形でプライドが高く、その地位を鼻にかける傲慢な性格の持ち主だったが、魔法つかいの少女を冷たくあしらったことで彼女から呪いを受けてサメに姿を変えられてしまい、さらに女性が触れると毒を出す呪いもかかっていた。この呪いを解くために3日以内に見初めた相手から「真実の愛」を得る事が必要となる。
縄張りを主張するため人魚の里にいるみらいや人魚たちを脅かすが、その姿に物怖じしなかったことはに興味を示し、ことはを見初めたことで一時的に元の姿へと戻る。そして呪いを解くため、ことはとともに過ごすようになり、ことはとの間に信頼を築くようになって行く。ことはも次第にジェイドに惹かれていくが、真実の愛が目覚めようかと言うときに呪いをかけた魔法つかいが現れ、ジェイドは操られプリキュア達を攻撃する。ジェイドはそのコントロール下から抜け出すが、人魚族を滅ぼさないためにも自滅するため暴走を始めてしまう。しかしフェリーチェの懸命な説得から、最初に出会ったときから分け隔て無く接してくれたことはに喜びと感謝をし、フェリーチェも自滅しようとするジェイドを必死で守ろうとする中、真実の愛を知ることになり、それを得ることでジェイドの呪いが解ける。
愛を知ったことでこれまでの傲慢な性格を改めたジェイドは、互いに愛を知ることになったことはと互いに感謝し合い、それぞれ別の道に進む事を尊重し合って互いに遠くから見守ることを約束し合った。
魔法つかい（まほうつかい）
第1巻描き下ろし作品に登場する、悪い魔法つかいの少女。本名は不明。ボサボサととがった黒色のロングヘアが特徴。一人称は「あたし」。
素肌に襟が立った黒色のドレスを着用している。また、魔法の杖を携帯している。
すべての男性を憎悪しており、男性そのものを「救う価値がない」として忌み嫌っている。また、目的のためなら魔法を悪事を行うために使用することも厭わない冷徹さをもつ。
元々は、ジェイドに対して恋心を抱く少女だったが、漫画版の物語が始まる約1年前、そのジェイドから自分の恋心を冷たく拒絶されたことで態度を一変し、恋心を拒絶した彼に激しい憎悪の感情を抱き、自分が発動した呪いの魔法によってジェイドを醜いサメの姿へと変貌させる。さらに、そのジェイドの呪いを解かなければすべての男の人魚も泡に消えるという呪いの作用も施し、人魚族の子孫を絶やすことで人魚族そのものを絶滅させようと目論む。
物語中盤にて、ジェイドの呪いを解こうとするみらいたちの前に出現し、誘導魔法によってジェイドを自分のコントロール下に置き、ジェイドを操りながらプリキュアたちの作戦を妨害しようとする。
物語終盤では、暴走したジェイドが自分の誘導魔法から外れ、さらにキュアマジカルから今もジェイドへの未練があるという本心を指摘されて動揺し、プリキュアたちから「ジェイドを許すこともひとつの愛」と口説かれるも、ジェイドの呪いは消えないという理由で頑なになる。だが、キュアフェリーチェの必死の活躍によってジェイドの呪いが解放されたことで沈静化した。
ジェイドが元の姿に戻ったあとは、自分の魔法で「大いなる祝福の象徴」として2つの虹を発動させ、悪態をつきつつジェイドとことはの絆を認めてとこかへと去っていった。
ピーちゃん
第2巻描き下ろし作品に登場する、魔法界の「妖精の里」に住む妖精の少女。髪の先端を巻いたロングヘアが特徴。一人称は「あたし」。
ファンタジー色の強い半袖の衣装とスカートを着用し、逆さまのハート型の飾りを頭部に2つ胸部に1つ身につけ、両腕と両脚を露出している。また、背中には蝶のような羽を生やしている。
表向きは無邪気かつ純粋無な少女として振る舞い、だれにでも親しく接するという非常に明るい性格を見せているが、他人の友情などを忌み嫌う性悪な本性を隠しもつ。
だれからも望まれないという不幸な生まれを経験し、親がいない天涯孤独の身として不憫な生活を強いられてきたため、家族の愛情や絆に恵まれている存在を激しく憎悪しており、幸せそうな家族を見つけては赤子の姿に変身して彼らに接近し、あらゆる方法で家族の仲を引き裂こうとする。そのため、魔法学校の校長からは「迷惑な妖精」として知られているが、同時に前述の経緯から同情もされている。
戦闘能力自体はないもの、他人を騙すために赤子の姿へと変身する能力を宿しており、赤子の姿から急激に成長することもできる。また、相手のこころに付けこんで精神攻撃をしかける知略的な特一面をもつ。
物語序盤にて、魔法界の妖精の里を訪問していたみらいたちの前に赤子の姿で接近し、元の姿に成長したあとは彼女たちに親しく接していっしょに遊ぼうと誘い、彼女たちに幻惑作用のあるリンゴを食べさせ、そのリンクの幻惑作用によってリコ、ことは、モフルンを冷たい性格へと変貌させることに成功する。
物語終盤にて、みらいの必死の活躍によってリコたちの幻惑作用を解毒される。そして、校長から前述の悪事を反省するよう口説かれ、さらにプリキュアに変身したみらいたちから「こころを上向きにして求め続ければ、奇跡の出会いが訪れる」という言葉に感化され、最終的にはみらいたちの家族のような絆に理解できないと悪態を見せつつ、穏やかな表情を見せるようになった。

### 第2期のキャラクター
ひすい
声 - 早見沙織
みらいとリコが出会うひすい色の髪の不思議な少女。名前が不明だったが、みらい・リコと校長が話しているときに出てきた自分の髪色を元に「ひすい」と名乗るようになり、それに合わせてみらいとリコは「ひーちゃん」の愛称で呼ぶようになった。その正体はクロノウストの力を使ったアイルに弱体化させられたことはが、彼の企みを阻止するため新たに生み出した生命。出会ったときはまだ小さかったものの、その後通常では考えられない早さで成長している。そのためマユが大家となっているアパートを借りることになった。また、ミラクルとマジカルがアイルによって危機的な状況に陥ったときに、二人を助けようと気持ちを高めたことで木の杖から光が放たれモンスターを退けるなど、強大な力の片鱗も見せている。
ミラクルとマジカルがアイルとモンスターに対峙している所に駆けつけ、2人がモンスターを倒して力尽きた隙にアイルに囚われ、その身体をことは復活の依り代とさせられ姿が消えてしまう。だが、その力はことはの中に残存しており、これが元となってことはが再び魔法を使えるようになる。
アイル
声 - 豊永利行
みらいたちの前に現れた謎の男性。ナシマホウ界の出身で、普段は図書館で働いており、愛犬とともに一人暮らししている。
母のエリナ（声 - 川澄綾子）は40年前にナシマホウ界に移り結婚した魔法界の住民で、幼い頃より彼女から魔法について話を聞かされていた。しかし幼い頃に両親と死別したことでその思いが募り「過去の幸せだった時代を永遠にしたい」という思いから、時を操る力を求めて闇の魔法の研究を始め、その中でクロノウストの存在を知りその力を手に入れ、デウスマストの眷属の残滓をも自らの力として手懐けている。その上でマザー・ラパーパの力を手によってクロノウストを完全復活させれば、自分が幸せだった時代を永遠に保つことができるとして、その後継者であることはの力を弱体化させ倒し、さらにひすいも狙っている。
魔法の力によって近い未来起こることを知ることができるほか、手に持つポットでモンスターを生み出したり、時計を元にした空間を作り出すことができる。また、みらいとリコに対しても魔法をかけ、二人が過去や未来のイメージを見ることが出来るようにしている。
ひすいを依り代としてことはを復活させ、さらにマザー・ラパーパの力によってクロノウストも出現させる。そしてその力によって身体を石化した。
クロノウスト
声 - 三木眞一郎 / 島田亜季（子犬時）
アイルが自らを思い出の中に留めるため求めていた刻の魔獣。過去や未来を見ることができ、さらには刻を止める能力を持つ。普段は子犬の姿だったが、マザー・ラパーパの力によって真の姿を現す。また、人々の「時」を食べて成長するため、子犬時代はアイルが自らの思い出を元に成長させており、真の姿を現してからは自らの影を使って人々を襲撃する。影は犬だった状態が長かったためか「〜ワン」と語尾につけて話す。
モンスター
声 - 山本祥太
クロノウストの力によって生み出される怪物。アイルが使役するモンスターは彼自身の思い出から、クロノウストが自ら使役するモンスターは襲った相手の過去や未来の記憶から生み出される。
野口 さら（のぐち さら）
声 - 小林桂子
谷崎 れな（たにざき れな）
声 - 澤田美晴
ともにみらいの大学の友人。

## プリキュアの設定
本作品におけるプリキュアは、魔法界に伝わる「伝説の魔法つかい」として位置付けられている。
初期メンバーのキュアミラクルとキュアマジカル、追加メンバーのキュアフェリーチェでは変身や魔法の形態が異なるため節を分けて記述する。また、映画『奇跡の変身!キュアモフルン!』ではパートナー妖精のモフルンが変身したキュアモフルンが登場するが、そちらについての詳細は当該項目を参照。
名乗りのタイミングと立ち位置は、初期メンバーは各々の名乗り（後述）のあと2人揃って「魔法つかいプリキュア！」と述べる。その際の立ち位置は向かって左からミラクル・マジカルの順に立つ。フェリーチェは名乗ったあと立たずに足を曲げた状態になる。3人バージョンは第27話から登場しミラクル・マジカル・フェリーチェの順に名乗り、最後に3人揃って「魔法つかいプリキュア！」と述べる。その際のスタンスは立っているミラクル・マジカルの前にフェリーチェが足を曲げて座る。
前述の通り、魔法が使える人物がナシマホウ界で魔法を見せた・見られた場合には厳しいペナルティがあるが、プリキュアに関してはこれとは別に第4話で「補習を受けてるプリキュアなんて伝説に傷が付く」というリコの意向で、正体を秘密にする理由付けがなされている。プリキュアの存在については第3話で魔法商店街の人々、第9話で魔法学校の関係者に戦闘を目撃されており、魔法界の一般市民には認知されている一方、同様に度々戦闘が発生しているナシマホウ界においては、第46話でまゆみとかなに目撃された程度である。いずれにせよ、プリキュアの正体について知っているのはごくごく一部に限られており、第2話で変身シーンを目撃した校長と魔法の水晶をはじめとして、人魚の里のロレッタたち、校長からの依頼で忌まわしき災いに関して調査しているリアン、妖精の里の妖精たち程度である。戦闘の最中に破壊された建物などは、戦闘の後自動的に修復される。
「プリキュア」という言葉はマザー・ラパーパが残したもので、レジェンド女王によれば「いつか必ず世界は再び結ばれる。そう魔法をかけた。魔法は願い。奇跡を願う思いが繋がり、いつか世界に届いてくれるよう祈りを込めて与えた魔法の名前」だという。そのため、作中では過去のプリキュアの存在が確認されていない。

### キュアミラクル・キュアマジカル
朝日奈みらいと十六夜リコが変身するプリキュア。みらいとリコが魔法の呪文である「キュアップ・ラパパ！」を唱え、2人が所持する金色のリンクルストーンをモフルンの首にあるリボンの中心部に「○○！」（例：リンクルストーン・ダイヤでは「ダイヤ！」）とそのリンクルストーンの名称を言いながらはめ込み、2人とモフルンが手を繋いで「ミラクル・マジカル・ジュエリーレ！」と唱えることで変身する。
第1話にて、バッティとヨクバールに襲撃されて逃げ惑っていたみらいとリコが咄嗟に2人で魔法の言葉を唱えたことでリンクルストーン・ダイヤが本来の姿を取り戻し、そして前述の変身方法を経てプリキュアに覚醒した。
変身に用いる金色のリンクルストーンに応じて「カラフルスタイル」と呼ばれる変身フォームが複数用意され、基本となる「ダイヤスタイル」を中心に、パワー型の「ルビースタイル」、空中戦・加速重視の「サファイアスタイル」、トリッキーな戦い方をする「トパーズスタイル」の4種類の変身フォームが存在し、スタイルに合わせて変身BGMも4曲存在する。どのスタイルからでも直接変身できるが、変身中は他のスタイルへの変更はできない他、必ず2人揃って同じスタイルに変身する。変身フォームに応じてコスチュームの色とヘアスタイルは変化するが、ミラクルは金髪で紫色の瞳、マジカルは紫色の髪でマゼンタの瞳と変身前と大きく変化しない。一方で変身することにより頭身や顔つきが急激に成長し、声質も落ち着いた感じに変化する。これは女の子が持つ「大人への憧れ」感を出して子供達を惹きつけるとともに、従前の魔法少女アニメにあったイメージも反映させたためとしている。第22話から登場したスーパーヨクバール相手にはキュアフェリーチェでの浄化が必要なため、相手の動きを封じるなどサポート役に回っていたが、第27話から登場したドンヨクバール戦では仲間を守りたい想いからさらなるパワーアップを果たし、必殺技による浄化が出来るようになった。
また、各フォームの状態でそのフォームの金色のリンクルストーンをリンクルステッキにはめ、2人揃って唱えることで使うことができる「金魔法」（合体技）と、ダイヤスタイル時のみ単独でリンクルステッキに銀色のリンクルストーンをはめて唱えることで使うことができる「銀魔法」（個人技）が用意されている。
第2期ではリンクルストーン・ダイヤがピンクダイヤに変化したのに合わせて、ダイヤスタイルも「ピンクダイヤスタイル」に変化している。また、この姿も含めて大人の状態のままで変身している。

#### キュアミラクル
朝日奈みらいが変身するプリキュア。変身時の名乗りは、「ふたりの奇跡！キュアミラクル！」。
ダイヤスタイル
リンクルストーン・ダイヤを用いた基本フォーム。コスチュームはピンクを基調とした曲線的なデザインで、胴の部分は濃いピンク、そこから濃淡2種類のピンクと白による三重フリルのスカートを身に着け、胸から上は白いブラウスとなっており、白い手袋と爪先がピンクになった白いブーツを着用。胸元とサイドテールにした髪にはピンクのリボンがつけられており、胸元のリボンにはピンクの宝石、頭には赤いリボンとピンクの小さな帽子をあしらったカチューシャがつけられている。
ルビースタイル
リンクルストーン・ルビーを用いたカラフルスタイル。ツインテールのヘアスタイルに、赤を基調としたコスチュームが特徴。サブカラーとして白をあしらったフリル状のワンピースと白い長手袋を着用し、白いニーソックスと赤い靴を履いており、イヤリングやリボンなどにはハートがワンポイントで入っている。
サファイアスタイル
リンクルストーン・サファイアを用いたカラフルスタイル。ポニーテールのヘアスタイルに、青を基調としたコスチュームが特徴。他のカラフルスタイルと違い、へそが出ている。羽衣風のデザインとなっており、白い下衣の上に青い上衣を身に付け、さらにストールを身に着け、黄色いサンダルを履いている。このスタイルでは自力での飛行能力が備わる。マジカル共々、『映画 プリキュアオールスターズ みんなで歌う♪奇跡の魔法!』で先行公開され、ダイヤスタイルを除けば映画作品における出番が比較的多い。
トパーズスタイル
リンクルストーン・トパーズを用いたカラフルスタイル。黄色を基調としたバルーンスカート型のコスチュームが特徴。ヘアスタイルは三つ編みを輪っか状にし、根元にキャンディ型のアクセサリーをつけている。また、光の玉が2個付き従うように飛んでおり、これを盾や踏み台、ブーメラン、マジカルの玉も合わせてハンマーにするなど、様々な形態にすることが可能となっている。
ピンクダイヤスタイル
リンクルストーン・ピンクダイヤを用いたカラフルスタイルで、第2期における新たな基本形態。ピンクを基調としたコスチュームはダイヤスタイルから大きな変化はないが、ミニハットの飾りが簡素的なデザインになり、胸部のブラウスが露出し、フリルスカートの形状も変化、足元は上端にピンク色の線が入った白いニーハイソックスとピンク色のパンプスになり、手袋の裾にもニーハイソックスと同様の線が入るなど、細部が変化している。

#### キュアマジカル
十六夜リコ（リコ）が変身するプリキュア。変身時の名乗りは、「ふたりの魔法！キュアマジカル！」。
ダイヤスタイル
リンクルストーン・ダイヤを用いた基本フォーム。コスチュームは紫色を基調とした直線的なデザインとなっており、スカートを中心とした薄紫色の服の上に濃い紫色の服と白系のケープを着用、黒い長手袋とつま先が紫色の黒いブーツを身に着けている。後頭部の髪は翼状になっており、赤いリボンと黒い帽子をあしらったカチューシャがつけられ、胸元にはリボンと共に薄紫色の宝石がつけられている。メンバーで唯一ノースリーブ（レオタード型）のコスチュームである。
ルビースタイル
リンクルストーン・ルビーを用いたカラフルスタイル。ツインテールのヘアスタイルに、赤を基調としたコスチュームが特徴。サブカラーとして黒をあしらったフリル状のワンピースを着用し、赤いニーカバーからはガーターが見える。イヤリングやリボンなどには星がワンポイントで入っている。
サファイアスタイル
リンクルストーン・サファイアを用いたカラフルスタイル。ポニーテールに青いメッシュの入ったヘアスタイルに、青を基調としたコスチュームが特徴。他のカラフルスタイルと違い、へそが出ている。羽衣風のデザインとなっており、黒いセパレートの下衣の上に青い上衣、さらにストールを身に着け、青いグラディエーターサンダルを履いている。ミラクル同様、自力での飛行が可能となる。
トパーズスタイル
リンクルストーン・トパーズを用いたカラフルスタイル。三つ編みのヘアスタイルに、黄色を基調としたバルーンスカート型のコスチュームが特徴。頭にはプリンがかたどられたカチューシャをつけ、指輪、スカート、パンプスにはホイップクリームの飾りがついている。ミラクル同様に光の玉が2個付き従うように飛んでおり、様々な形態にすることが可能。
ピンクダイヤスタイル
リンクルストーン・ピンクダイヤを用いたカラフルスタイルで、第2期における新たな基本形態。紫を基調にしたコスチュームはダイヤスタイルのデザインをおおむね踏襲しているが、ミニハットの飾りが簡素的なデザインになり、胸部のブラウスが露出して胸部と二の腕飾りも丸みを帯びたデザインになり、ボトムスが白いかぼちゃパンツとなり、黄色いガーターベルトに繋がれた黒いニーハイソックスに紫のパンプスを履いているなどの相違点がある。

#### 金魔法（合体技）
プリキュア・ダイヤモンド・エターナル
ダイヤスタイルで使うことができる魔法。リンクルステッキにリンクルストーン・ダイヤをはめ、「永遠の輝きよ！私たちの手に！」と唱え、ステッキを振りながら「フルフルリンクル！」と唱えながらダイヤモンド型のケージを作ってヨクバールを閉じ込め、「プリキュア・ダイヤモンド・エターナル！」と唱えて宇宙に放出して爆発させ浄化する。
プリキュア・ルビー・パッショナーレ
ルビースタイルで使うことができる魔法。リンクルステッキにリンクルストーン・ルビーをはめ、「紅の情熱よ！私たちの手に！」と唱え、ステッキを振りながら「フルフルリンクル！」と唱えながら空中に魔法陣を描き、そこから「プリキュア・ルビー・パッショナーレ！」と唱えヨクバールに向かって突撃した後、螺旋状の赤いリボンで包み込み浄化する。
プリキュア・サファイア・スマーティッシュ
サファイアスタイルで使うことができる魔法。リンクルステッキにリンクルストーン・サファイアをはめ、「青き知性よ！私たちの手に！」と唱え、ステッキを振りながら「フルフルリンクル！」と唱えると、モフルンのストーンから潮が発生し、地表と空中に魔法陣が描かれ、地表の魔法陣でヨクバールを拘束し、そこから「プリキュア・サファイア・スマーティッシュ！」と唱えることでヨクバールめがけて空中に魔法陣から水の大激流が発せられ、そのまま球体状に包み込んで浄化する。また、ラブーの打ち出したエネルギー弾に対しても有効で打ち消すことが出来る。
プリキュア・トパーズ・エスペランサ
トパーズスタイルで使うことができる魔法。リンクルステッキにリンクルストーン・トパーズをはめ、「金色の希望よ！私たちの手に！」と唱え、ステッキを振りながら「フルフルリンクル！」と唱えると、黄色い竜巻と稲妻が発生すると共に巨大なリンクルステッキが現れ、魔法陣でヨクバールを固定し「プリキュア・トパーズ・エスペランサ！」と唱えると、レールガンのようにヨクバールを射出して浄化する。

### キュアフェリーチェ
花海ことは（はーちゃん）が変身するプリキュア。ピンク色の髪が左右に伸びて編み込んだ三つ編み形となり、頭には花と蝶をかたどったカチューシャを身に着け、「エメラルドスタイル」というミント系の緑を主体に白も配色されたドレス風のコスチュームを着用し、エメラルドグリーンのハイヒールを履いている。また膝には白い花のニーパットをつけ、さらにすねにはエメラルドグリーンのリボンを絡めている。胸元に緑の宝玉がついた赤いバラのような花をつけている。瞳はキラキラ期と同じピンク色の花柄のハイライトがつき、背中にはほんのり緑色がついた半透明の4枚羽がつく。変身時の名乗りは、「あまねく生命（いのち）に祝福を！（ここで右手に持った花びらを吹き周囲にまき散らす）キュアフェリーチェ！」。
魔法の呪文である「キュアップ・ラパパ！」を唱えた後、リンクルスマホンにリンクルストーン・エメラルドを「エメラルド！」と言いながらはめこみ、スマホンに付属する魔法のタッチペンで筆記体の「F」を書くと残りのスペルが浮かび「Felice」と表示後「フェリーチェ・ファンファン・フラワーレ！」と唱えることで黄色の光の衣を身に着けて変身する。また、単独変身時はフェリーチェ専用の変身BGMが使用される。
フェリーチェもミラクル・マジカルのコンセプトが踏襲されており、ピンクの髪にエメラルドグリーンの瞳と変身前のことはから変化しないが、頭身と顔つきが急激に成長し、頭身が変化する際はバブバブ期からキラキラ期までの姿が順に投影される。声質も落ち着いた感じになり、口調も敬語かつ理知的で大人びた感じとなる。
第22話にて、ヤモーとスーパーヨクバールに対峙し苦戦していたミラクルとマジカルのもとへリンクルスマホンに導かれるかたちで現れ、そしてスマホンと自身が持っていたリンクルストーン・エメラルドの力により覚醒、キュアミラクル、キュアマジカル以上の戦闘力を誇り、ミラクルやマジカルでは苦戦するスーパーヨクバールを単身で浄化していた。しかし、第27話から登場した更に上位のドンヨクバールに対しては攻撃が通用せず苦戦を強いられるようになり、単身でピンチになったところをミラクルやマジカルに助けられることも多くなった。花属性のためか、氷による攻撃に弱くラブーにピンクトルマリンを破壊されたりドンヨクバールに足元を氷漬けにされたこともある。
リンクルスマホンの魔法のタッチペンが変化してできる専用の杖、フラワーエコーワンドとリンクルストーン・エメラルドを用いることで、専用の浄化技「花魔法」が使えるほか、ピンクトルマリンのみであるが、ミラクル・マジカルと同様に銀色のリンクルストーンをはめることで銀魔法を使うことができる。
攻撃用の魔法は使えず、ラブーとの最終戦においても次々に攻撃魔法を繰り出すミラクルとマジカルに対しフェリーチェは防御魔法を1度使用しただけであった。通常の戦闘では肉弾戦を中心に行っているが、第32話では敵の動きを見て有効な戦法を見つけるなど分析能力も見せた。

#### 花魔法（浄化技）
プリキュア・エメラルド・リンカネーション
フラワーエコーワンドにリンクルストーン・エメラルドをはめ「キュアー・アップ！」と唱えると数回エコーが響き、その後一面に咲き誇った花から放たれたエネルギーをワンドに集め、そして∞（無限大マーク）を描きながら「プリキュア・エメラルド・リンカネーション！」と唱えることで濃いピンク色の光線と∞から分かれた2つの緑色のリングを敵に放ち、光線で敵の動きを封じた後、花とリングで包み込み浄化する。敵に破られたことはないものの、プリキュア・エクストリーム・レインボーが使われるようになってからは使用されなくなっていたが、第43話では相手が通常のヨクバールだったこともあり、久々に使用された。この時に発動後の隙をスパルダの蜘蛛の糸で拘束されそうになったがミラクルとマジカルによって助けられている。
雑魚敵であるヨクバールの浄化にのみ使用されてきたこともあり一度も破られることはなかったが、『映画プリキュアスーパースターズ』においてウソバーッカの前に無効化され、フェリーチェ自身も敗北してしまった。『映画 プリキュアオールスターズF』でも、シュプリーム・オリジンの圧倒的な力を防げず、敗れ去っている。

### 銀魔法（個人技・全員共通）
リンクル・アクアマリン
リンクルステッキおよびフラワーエコーワンド（以下「ステッキなど」）にリンクルストーン・アクアマリンをはめ、「リンクル・アクアマリン！」と唱えることで吹雪を起こして相手を凍らせることができる。
リンクル・ピンクトルマリン
ステッキなどにリンクルストーン・ピンクトルマリンをはめ、「リンクル・ピンクトルマリン！」と唱えることで花びらの吹雪に変えて放つことで、癒やしの力を放つことができ、ヨクバールの素体となった生物を分離させる（ヨクバールそのものの浄化には金魔法が必要）。
第26話以降、キュアフェリーチェ専用の銀魔法となり、花形のバリアを発生して悪しき力を防ぐといった用途などに多用された。防御技としてはかなり優秀な部類に入り、実際に作中でもテレビシリーズにて強化されたペニーギョの光線をも跳ね返した他、映画においてはカゲドラゴンに取り付いたダークマターの分身を浄化し、元のフレアドラゴンの姿に戻している。もっとも必ずしも万能な防御手段という訳ではなく、ラブーの冷凍攻撃を防御した際に凍らされ破壊されてしまったことがある他、シャドウマターの攻撃は防ぐことができず、フェリーチェ自身も変身解除にまで陥っている。
リンクル・タンザナイト
ステッキなどにリンクルストーン・タンザナイトをはめ、「リンクル・タンザナイト！」と唱えることで強い光を放って目をくらませることができる。
リンクル・ペリドット
ステッキなどにリンクルストーン・ペリドットをはめ、「リンクル・ペリドット！」と唱えることで葉の吹雪を放ち敵を包んで動きを止めることができる。
リンクル・アメジスト
ステッキなどにリンクルストーン・アメジストをはめ、「リンクル・アメジスト！」と唱えることで魔法陣を解放し自分を瞬間移動させたり、敵の攻撃を魔法陣を通して別の場所に送ることができる。
リンクル・ガーネット
ステッキなどにリンクルストーン・ガーネットをはめ、「リンクル・ガーネット！」と唱えることで大地を変化させることができ、大地に激しい揺れ波を起こし敵の行動を撹乱させたり、アクアマリンによって凍った大地を変化させた氷の腕で敵を掴む事ができる。
リンクル・ムーンストーン
ステッキなどにリンクルストーン・ムーンストーンをはめ、「リンクル・ムーンストーン！」と唱えることで満月形のバリアで敵の攻撃を防御する。

### 魔法つかいプリキュアオーバーザレインボー
リンクルストーン・アレキサンドライトを用いることで変身する上位形態で、主に「プリキュア・エクストリーム・レインボー」発動時に変身する。モフルンにアレキサンドライトをはめ、ミラクル・マジカル・フェリーチェの3人とモフルンが手を繋ぐことにより、モフルン及びリンクルスマホン（この時Aの文字が書かれる）によってアレキサンドライトの力を発動させて変身可能となる。
この時のスタイルは「アレキサンドライトスタイル」という名称で、ミラクルとマジカルはダイヤスタイルをベースに翼状のマントと腰部にフリルがつけられ、ミニハットから大きな帽子となる。フェリーチェはよりドレスらしくなったコスチュームへと変化する。また3人とも髪の長さが伸び、中でもフェリーチェは頭頂部に巨大なお団子ヘアが作られている。
のちの『映画 プリキュアスーパースターズ!』においても、この形態が登場している。また『奇跡の変身!キュアモフルン!』においてはハートフルリンクルストーンを使うことによってキュアモフルンを含めて変身した派生形態の「ハートフルスタイル」が登場している。

#### 虹色魔法（合体技）
プリキュア・エクストリーム・レインボー
魔法つかいプリキュアオーバーザレインボーの状態で使うことができる虹色魔法で、「巡り会う奇跡よ！繋がる魔法よ！育まれし幸福（しあわせ）よ！今私たちの手に！」と唱え、レインボーキャリッジにリンクルストーン・アレキサンドライトをはめ、他の全てのリンクルストーンの力を集結し、プレシャスブレスを呼び出し装着、キャリッジを操作して魔法陣を呼び出し、「フル・フル・フルフルリンクル！プリキュア・エクストリーム・レインボー！」と唱えることで魔法陣がシールドとなり、さらに「キュアップ・ラパパ！虹の彼方に！」と唱え、魔法陣から虹色の光線を発射する。デウスマストの幹部すら浄化する威力を誇っていたが、第47話にて強化されたペニーギョによってついに破られてしまった。

#### 太陽魔法（最終合体技）
プリキュア・エクストリーム・レインボー・サンサンジュエリーレ
精霊に全て認められ、レインボーキャリッジの魔法陣が完成したことで使う事ができる太陽魔法で、「とびっきりの奇跡を！全てを照らす魔法を！そして温かな幸せを！今私たちの手で！」と唱え、レインボーキャリッジの力を発動させる。この際フェリーチェはマザー・ラパーパのように巨大化し、ミラクルとマジカルはルビー・サファイア・トパーズ・ダイヤの各スタイルに順次スタイルチェンジして戦う。最終的には人々の生命の光の力を得て、デウスマストを圧倒し、最後は「キュアップ・ラパパ！星々の果てまで！」と唱え、魔法陣から虹色の光線と生命の光線を発射し、デウスマストを遥か遠くへと飛ばした。

### 関連アイテム
リンクルストーン
世界の誕生と共に現れたと言われる魔法の宝石。エメラルドを中心に、エメラルドを守る金色の4つの石と、エメラルドを支える銀色の7つの石があると伝えられている。これらとは別にアレキサンドライトが新たに登場している。
アレキサンドライトを除くリンクルストーンにはそれぞれ固有の精霊（声はいずれも小林桂子）が存在している が、なぜ現れたかなどを含めその詳細は分かっていない。第32話でモフルンが「○○（リンクルストーンの名称）・ミトメール！」と発した後に光になって消えたのを目撃し、続く第33話でみらい、ことは、モフルン、校長がレインボーキャリッジに取り込まれ中にある魔法陣が変化したところを目撃する。
その正体はマザー・ラパーパが残した全ての生命への恵みの力で、12の光として残されたものだった。アレキサンドライトはこれとは別にプリキュア達の意志の力によって新たに生まれた物である。
このほか、第38話ではジュンがモフルンにオリジナルのリンクルストーンをプレゼントしている。また、映画版においては「願いの石」が変化して現れた「モフルンリンクルストーン」「ハートフルリンクルストーン」が登場する。
リンクルストーン・エメラルド
生命を象徴する、リンクルストーンの中で中核をなす緑色の宝石。リンクルストーンの中で唯一ピンク色の囲いで覆われている。強力な力を持っていることから、ドクロクシーが手下に命じてナシマホウ界での捜索を命じ、リコもこれを探すためナシマホウ界へとやってきた。
ドクロクシーとの対決の中でみらいとリコの意志に魔法界全体が呼応し、姿を現したが、リンクルスマホンと合わさった状態でドクロクシーに取り込まれる。ドクロクシーを倒した後ははーちゃんがキラキラ期になりドクロクシーの怨念を浄化するとともに彼女ともどもその姿を消すが、のちに人間へと成長した彼女（ことは）が所持していた。これをリンクルスマホンにはめることでキュアフェリーチェに変身する。
精霊は花の姿をしている。
リンクルストーン・ダイヤ
エメラルドを守る金色のリンクルストーンのひとつ。リンクルストーンの中で唯一二つに分かれて存在しており、当初みらいの所持しているものは実家の在庫の中にあったピンク色の石に、またリコの所持しているものは彼女の家で代々受け継がれていた薄紫色の石に、それぞれ姿を変えていた。第1話にてナシマホウ界でバッティに襲われた際、2人で魔法の言葉を唱えたことで色が変わり本来の姿を取り戻す。これを用いることでダイヤスタイルに変身する。変身を解くとリンクルストーン・ダイヤの形状で再び2つに分裂し、各々ペンダントとして所持するようになる。
精霊はピンクのハートと紫色の星の飾りがついた赤紫色のとんがり帽子の姿をしている。
リンクルストーン・ピンクダイヤ
第2期において、リンクルストーン・ダイヤがことは（マザー・ラパーパ）が贈った力の影響を受けて変化したリンクルストーン。
リンクルストーン・ルビー
情熱を象徴する赤い宝石で、エメラルドを守る金色のリンクルストーンのひとつ。魔法商店街のシンボルである猫の像が持つ「情熱の炎」から誕生し、みらいとリコが所持するようになる。これを用いることで、パワー主体で炎の力が使用可能となるルビースタイルに変身する。
精霊はリンゴの姿をしている。
リンクルストーン・サファイア
穏やかさを象徴する青い宝石で、エメラルドを守る金色のリンクルストーンのひとつ。みらいとリコの強い意志に人魚の里の宝物である貝が呼応することで出現し、みらいとリコが所持するようになる。これを用いることで、スピード主体で飛行能力が使用可能となるサファイアスタイルに変身する。
精霊はホタテの貝がらの姿をしている。
リンクルストーン・トパーズ
ワクワク感を象徴する黄色い宝石で、エメラルドを守る金色のリンクルストーンのひとつ。ナシマホウ界に戻った直後に津成木駅で発見するも、カラスや猫に取られてしまい一時行方知れずとなる。その後モフルンが学校で発見し、みらいとリコが所持するようになる。これを用いることで、光の玉によるトリッキーな戦いが可能となるトパーズスタイルに変身する。
精霊はバナナの姿をしている。
リンクルストーン・アクアマリン
氷を象徴する水色の宝石で、エメラルドを支える銀色のリンクルストーンのひとつ。ひゃっこい島で見つけ、みらいとリコが所持するようになる。これをステッキなどにはめることでリンクル・アクアマリンを使うことができる。
精霊は雪だるまの姿をしている。
リンクルストーン・ピンクトルマリン
花を象徴する桃色の宝石で、エメラルドを支える銀色のリンクルストーンのひとつ。魔法の森の奥にある癒やしの花から現れ、みらいとリコが所持するようになる。後にことはと共鳴し、キュアフェリーチェが所持する。これをステッキなどにはめることでリンクル・ピンクトルマリンを使うことができる。
精霊はモモの姿をしている。
リンクルストーン・タンザナイト
宇宙を象徴する青紫色の宝石で、エメラルドを支える銀色のリンクルストーンのひとつ。ナシマホウ界の空を飛んで星空を見ている時に発見し、みらいとリコが所持するようになる。これをステッキなどにはめることでリンクル・タンザナイトを使うことができる。
精霊はスターの姿をしている。
リンクルストーン・ペリドット
草を象徴する黄緑色の宝石で、エメラルドを支える銀色のリンクルストーンのひとつ。バーベキューのため河原を訪れた際、クローバー畑で見つけた四つ葉のクローバーが変化し、みらいとリコが所持するようになる。これをステッキなどにはめることでリンクル・ペリドットを使うことができる。
精霊はメロンの姿をしている。
リンクルストーン・ムーンストーン
月を象徴する白色の宝石で、エメラルドを支える銀色のリンクルストーンのひとつ。みらいの数学再テスト合格後に月から飛来し、みらいとリコが所持するようになる。これをステッキなどにはめることでリンクル・ムーンストーンを使うことができる。
精霊は三日月の姿をしている。
リンクルストーン・ガーネット
大地を象徴するオレンジ色の宝石で、エメラルドを支える銀色のリンクルストーンのひとつ。公園に刻まれていた思い出が集まることでチョウへと変化し、それがさらにリンクルストーンへと姿を変えた。発見当初は一時的にガメッツの手に渡っていたが、その後の対決で奪還に成功し、みらいとリコが所持するようになる。これをステッキなどにはめることでリンクル・ガーネットを使うことができる。
精霊はニンジンの姿をしている。
リンクルストーン・アメジスト
扉を象徴する薄紫色の宝石で、エメラルドを支える銀色のリンクルストーンのひとつ。魔法樹の頂上にある開かずの扉から生まれ、みらいとリコが所持するようになる。これをステッキなどにはめることでリンクル・アメジストを使うことができる。
精霊はブドウの姿をしている。
リンクルストーン・アレキサンドライト
虹色に光る宝石で、魔法界とナシマホウ界の狭間でラブーからの襲撃を受けた際に出現した。これを用いることで魔法つかいプリキュアオーバーザレインボー（アレキサンドライトスタイル）に変身する。
魔法の杖
魔法界の住人が所持する杖。魔法界各地に点在する杖の木から生成され、生まれた時に与えられる。みらいは役目を終えかけた杖の木が反応したことで入手。杖は所持者によって形状が異なっている。
ことははこれとは異なり、リンクルスマホンに付属する魔法のタッチペンを大きくした杖を用いる。
リンクルステッキ
魔法界に伝わる伝説の杖。みらいとリコの思いが杖の木に通じることで生成され2人に与えられた。これにリンクルストーンを装着して使うことで、プリキュアとしての魔法を使うことができる。強度は充分確保されており少々の衝撃にも耐えられる。魔法の杖と同じく杖の先端はミラクルがハート型、マジカルが星型になる。
魔法のほうき
飛行する際に使用する箒。見た目は小さいが、VTOL機やヘリコプターと同様の垂直離着陸が出来るため使い勝手が良い。持ち歩く際には小型化できる。リコの説明によれば1人乗りであるが2人乗りで飛んでも飛行性能に影響はない。リコは第1話から初心者向けの箒を使っており、第3話ではみらいも同じ物を入手、同時にリコも修復する。それに合わせ、先端にはピンクと紫を組み合わせたリボンが飾り付けされる。ことはのは2人が使っているのを元に自らの魔法で生み出したもので、形状は同じだが穂先は薄いピンク、柄はミント系の緑、リボンはピンクのみと色合いが異なる。この他グスタフの店では学生用からレース用まで様々な種類の箒を扱っている。エアショーのように煙幕を噴射することも可能。元々魔法界での運用を想定しているため、存在を消すことが出来ず周辺からよく飛翔する姿を見られている。プリキュアへの変身後にも、サファイアスタイルを除く各変身形態で飛行手段として使用され、足場として利用することもある。
リンクルスマホン
世界と共に生まれ、生きとし生けるものを見守り続けていた伝説の書物。伝説には「小さき命を宿せし書物、それは大いなる輝きを得ることを許された者の証」という一文が記されており、この中からはーちゃんが出てきた。書籍の形状を取っているが表紙を開けるとスマートフォンのようなタッチ画面とリンクルストーンをはめるスロットが用意されており、リンクルストーンをはめて付属する魔法のタッチペンで画面を操作することではーちゃんの世話をするためのアイテムが出てくる。
元々この書物ははーちゃんとともに闇の魔法つかいには知られていなかったが、第15話でスパルダによって存在がドクロクシーとヤモーに知られることになり、同時にこれを入手するよう厳命されることとなる。
第18話では、プリキュアを追い詰めたガメッツの前に立ち塞がったはーちゃんの「プリキュアは強い!!」の叫びと共に、強烈な光線が発射され、ガメッツによって「最果て島」を覆っていた闇を浄化させた。続く第19話では、スマホンを奪おうとする強化バッティの前に立ち塞がったはーちゃんの「みんなをいじめないで!!」の叫びと共に光線が発射、魔法界の闇が浄化され、プリキュアを覆っていた蜘蛛の糸が消滅、そして魔法樹の根がはーちゃんとモフルンを守った。
はーちゃんが成長しことはになってからは、キュアフェリーチェに変身するためのアイテムとなるほか、ことはが普段使う魔法のアシスト能力も持つ。変身完了後はリンクルスマホンキャリーに収納され左腰前側に装着される。また、魔法のタッチペンは彼女用の魔法の杖や後述するフラワーエコーワンドに変化させて使うことができる。
表紙の内側にはIからVまでのローマ数字と発芽から開花までのイラストが刻印されており、後期オープニングの映像を当てはめるとIがバブバブ期、IIがヨチヨチ期、IIIがトコトコ期、IVがキラキラ期、Vがフェリーチェとなる。
フラワーエコーワンド
キュアフェリーチェが用いる、リンクルスマホンの魔法のタッチペンが変化した魔法の杖。リンクルステッキ同様にリンクルストーンを装着して使うことで、プリキュアとしての魔法を使うことができる。
レインボーキャリッジ
夢の世界において、みらいたちが元の世界に戻ろうとした時に崩壊し始めた冷凍みかんの馬車を魔法つかいとなったモフデレラの力で変化し生み出された魔法の馬車。翌朝、目が覚めてみると傍らにミニチュア姿で置かれていた。これを使うことで「プリキュア・エクストリーム・レインボー」を放つことができる。
中に魔法陣が描かれており内側に5個、外側に7個のボタンがある。ボタンは内側がエメラルドと金色のリンクルストーン、外側が銀色のリンクルストーンの配色となっている。
入手後はみらいの家に置かれており、プリキュア・エクストリーム・レインボー発動時にはプリキュアたちの元に瞬間転移する。
第49話でデウスマストを退けたのちに元の冷凍みかんとなって宇宙空間を漂っている。また、第50話では冷凍みかんからことはの魔法の力で人が乗るくらいにまで大きくなったレインボーキャリッジが生み出され、ペガサスに引かれる形で空を飛んでいる。
商品化された際には「魔法のレインボーキャリッジ&プレシャスブレス」という名義で発売された。
プレシャスブレス
レインボーキャリッジを操作する際に呼び出されるブレスレット。

## 作中用語

### 人間界（ナシマホウ界）に関する用語
津成木駅（つなぎえき）
みらいの住む街にある駅。リコが所持する後述の「MAHOCA」と呼ばれるカードを非接触型ICカードのように改札にタッチすると駅の雰囲気が一変し、魔法界・魔法学校行きのホームへと変化する。
イチゴメロンパン
みらいの住む街で売られているピンク色をしたいちご味のメロンパン。後述の「Mofu Mofu Bakery」で売られている。第1話でリコが、第16話でジュン、ケイ、エミリーが、第23話でことはが初めて食べた。
放送期間中には、実際にプリキュアパンとして第一パンから発売されたこともある。
Mofu Mofu Bakery（モフモフベーカリー）
前述のイチゴメロンパンを販売している移動販売車。車体はピンク色と白のツートンで屋根にはイチゴメロンパンを模したオブジェがあり、黄色のタイヤとアルミホイールを履いている。また、ナンバープレートやドアミラーなど随所にハートが施されている。
第10話でみらいとリコがはぐれた際、お互いイチゴメロンパンを思い出しここで落ち合う。
芝生公園（しばふこうえん）
みらいの住む街にある公園で、前述の移動販売車もある。作中で名称に触れられたのは第16話が最初であるが、物語上の舞台としては第1話より登場している。
つなぎせんべい
みらいの住む街の名物である煎餅。創業80年の老舗で店に行列ができるほどであり、かの子も若い頃から買いに行っている。校長によれば先々代の頃から少し味が変わっているという。
砂漠の遺跡（さばくのいせき）
とある地にある遺跡。第22話で魔法界出身のリアンが調査に出向いている。
ランプ
前述の遺跡にある、ラブーが封印されていたと思われるランプ。リアンが割れて解放されていた状態で発見する。
キュアスタ
第2期で登場する、ソーシャル・ネットワーキング・サービス（SNS、初出は第1期の2作品後の『HUGっと!プリキュア』）。
みらいが密かに「魔法ガール」として魔法で人助けをする際、このSNSでハッシュタグ「＃助けて魔法つかい」がついた投稿を募り、それを見て必要かつ自分が対応可能な依頼を選んで依頼先に向かっている。この活動が世間一般で噂を呼ぶようになっており、半ば都市伝説やオカルト的扱いもされている。

### 魔法界に関する用語
魔法文字（まほうもじ）
魔法界で使われている文字。書物や看板、魔法陣などあらゆる物事で用いられている。アルファベットと数字に対応しており、作中の文章はローマ字ないし英語表現となっている。
MAHOCA（マホカ）
魔法学校の校章の黒猫が描かれたカード。現実世界のSuicaなどのように前述の乗車カードおよび後述の物品購入の際に用いられる。
カタツムリニア
声 - 小林桂子
魔法界と人間界を繋ぐための列車。機関車の外観はカタツムリそのものであるが、実際には大出力を発揮し、宇宙空間のような場所を移動する。また、車内ではエスカーゴというカタツムリが言葉を発しながら車内販売を行っており、MAHOCAで購入できる。第2話で乗車したのは急行、第10話で乗車したのは各駅停車となっている。
冷凍みかん（れいとうみかん）
人間界にある冷凍みかんと基本的に同じだが、魔法界では「ピーカンみかん」を氷の火山に住むアイスドラゴンの溜息によって凍らせて作られており、販売時には氷に包まれている。これを魔法で解凍することによって、適度な柔らかさと冷たさにした上で食べるのが基本だが、校長は凍ったまま氷と皮ごとかじって食べている。
「モフデレラ」の中でモフルン演じるモフデレラが乗る馬車の客室に用いられており、その後レインボーキャリッジとなった。
ピーカンみかん
冷凍みかんの原料となるみかん。太陽の光をたくさん必要としている。だが第22話で、晴天にもかかわらず不作であった事が判明する。後に、不作の理由がデウスマストの影響であった事が判明する。
魔法樹（まほうじゅ）
魔法界の中心にある巨大な樹木。この大木に魔法学校が作られている。また、この木の頂上には「開かずの扉」がある。
魔法学校の校則でこの木に登ることは禁じられており、登ったり飛んで上に向かっていくと枝によってはね飛ばされる。また、枝や葉には人間をも遥かに凌ぐほどの巨大な毛虫が生息している。
魔法の絨毯（まほうのじゅうたん）
魔法界を移動する際に用いられる飛行可能な絨毯。操行する際にハンドルを用いており、スムーズに行われる。
ナシマホウ界の自動車同様に運転免許が必要で、エミリーが取得している。同話数でエミリーが乗っている絨毯には、下に「若葉マーク」に似た模様が着いていた。
魔法図書館（まほうとしょかん）
魔法学校に併設されている巨大な図書館。
知識の森（ちしきのもり）
図書館の内層にある巨大な書庫。魔法界のこれまで辿ってきた歴史が大量に所蔵されており、その内部は本が無尽蔵に置かれた巨大な本棚が無秩序に並べられ、迷宮のようになっている。管理主である校長すら迷うほどの面積を誇るため、一般には入室禁止となっている。
ひゃっこい島（ひゃっこいじま）
雪と氷に覆われている島。故に生身の人間が生存できない極地であるため防寒対策が欠かせない。島には細かい氷の粒を吹き出す氷で出来た火山があり、そこにはアイスドラゴンが住んでいるため、近くにはアイスドラゴンの爪も落ちている。またアイスドラゴンが高く飛ぶのは嵐を避けるためであることから嵐の前兆とされる。第5話でみらい達はここで魔法のやかんを使う補習を受ける。
アイスドラゴン
ひゃっこい島に生息する青い体をした翼竜。見た目とは裏腹に気性は穏やかで人懐こい。その溜息は冷凍みかんを作る際に利用されるが、そのためには「みかんのように暖かい日の光を浴びて過ごしてみたい」と感じるほどの羨ましさからくる温かみがなければならない。熱いものに慣れていないため、風呂（湯）は苦手である。
マール貝（マールがい）
人魚の里に生息する、大きい目が付いた二枚貝。耳が付いていないが言葉を聞き取ることが可能で、うまく語りかければ貝を開かせることができる。第7話でロレッタが魔法を使う際の発声練習としてマール貝に向かって声を出して貝を開かせる課題を出した。
魔法の森（まほうのもり）
ペガサスなど様々な生き物が生息している森。人は住んでおらず静かな空気が漂う。森の奥には甘い香りを放ち、生き物を回復させることができる大きな花が咲いている。
魔法の羽根ペン（まほうのはねペン）
魔法を唱えることで写真のように情景をそのまま描くことができる羽根ペン。使いこなせれば連写のように立て続けに描くことが可能となる。第8話ではこれを使ってペガサスと記念撮影をするという補習が行われた。
びっくり花（ひっくりばな）
魔法界に生息する花で、開花すると「ヒャー!」と叫び声を上げる。みらいたち生徒5人とリズとの魔法対決ではこれを帽子に挿して、魔法で相手の花を咲かせたら勝利というルールで行われた。
生徒手帳（せいとてちょう）
魔法学校の校章の黒猫が描かれた生徒手帳。第9話でみらいも生徒と認められたため、ナシマホウ界帰郷間際に教頭から手渡される。
トランク
魔法学校の校章の黒猫が描かれたトランク。魔法を掛けて解錠する。リコ曰く「旅行の荷物なら1年分入る」。みらいはナシマホウ界帰郷時にピンク色の、リコは教頭から紫色のトランクを渡される。みらいのトランクには「ナシマホウ界での生活のしおり」が入っていたが、解錠方法を知らなかったため読めなかった。リコのトランクには魔法の水晶（キャシー）が入っていた。
ヤドネムリン
魔法界の生物の一つ。その殻に身体を入れることで寝袋代わりに使うことができる。足から殻の中へ入るのが本来の入り方であるが、最初にみらいが使用した際は頭から入ってしまい、リコに「入り方逆よ」と突っ込まれた。
くるくるっきー
渦巻き状の絵柄が入ったクッキーで、食べるごとにバナナ味やミント味など味が変わる。ナシマホウ界にやってきたジュン達がお土産として持ってきた。
公式ショップ「プリキュア プリティストア」では、実際に「魔法界のくるくるっきー」として、同じく登場した光るキャンディー（商品名「ミラクルマジカルロリポップ」）と共に発売している。
ナシマホウ界・最強ガイド（ナシマホウかい・さいきょうガイド）
ジュンがナシマホウ界へ来た第16話で持参したガイドブック。『天の巻』『地の巻』の2冊ある。ナシマホウ界に憧れる彼女ゆえ何回も読み返しており「カーナビとショッピングモールもこれで知った」と述べている。
闇の魔法（やみのまほう）
いにしえに禁じられた危険な魔法。かつて魔法学校校長の盟友クシィが将来世界に降りかかると言われる災いの調査をしていた際、手を出して命を落とし結果的にドクロクシー誕生のきっかけとなった元凶である。終わりなき混沌たちの力である「ムホウ」のデッドコピーとされている。
薬膳茶（やくぜんちゃ）
校長が魔力を温存し若い姿を保つために普段から飲んでいるお茶。生徒の間でも噂されるほどの相当な苦さを誇っており、教員であるアイザックでさえ吹き出していた。
最果て島（さいはてじま）
魔法界の最果てにある島。海や空を越えた、魔法のほうきでも3日かかる先にあり、さらに嵐雲を越えた先の空中に浮かんでいるため容易には近づけない。
第18話でガメッツが戦いの場と指定し、みらいとリコはリンクルストーン・ガーネットを取り戻すため向かうことになるが、途中ロレッタにほうきよりも速く移動出来る潜水艇で近くまで送ってもらい、ペガサスの親子に乗って嵐雲を越えて向かっていった。
伝書ポット（でんしょポット）
伝書鳩の形をしたポットで、こすることでノズルから煙が出てメッセージが現されるようになっている。
開かずの扉（あかずのとびら）
魔法樹の頂上にある扉。普通に取っ手を掴んで開けようとしても後ろに倒れてしまうだけであるため、文字通り開かずの扉となっている。魔法学校での七不思議によれば、校長のみが開けることができるとされている。
第19話にてバッティとの戦闘後に魔法樹が呼応することでリンクルストーン・アメジストが扉から生み出されたほか、リンクルスマホンのペンによって描き出された鍵によって、みらいとリコは扉を開けることができるようになる。扉を開ける際に頭の中に行きたい場所を思い浮かべることで扉が反応し、開けた先に行きたい場所が現れる。
ドクロクシーの骨（ドクロクシーのほね）
第21話でミラクルとマジカル、はーちゃんに倒されたドクロクシーの遺骨。続く第22話でラブーによって再生したヤモーが海で5本回収する。ヤモーがこれに魔法を入れるとスーパーヨクバールが誕生する。
ポコポコ焼き（ポコポコやき）
魔法界での粉物料理で、外見はナシマホウ界におけるたこ焼きそのものだが、口に入れると口の中でポコポコ跳ねる。
ワームー
輪投げに使う目の付いた輪っか。欲しい輪投げの景品をワームーに伝え、投げることで目的の景品を得る形だが、ワームー自体にやる気がなかったり気まぐれだったりすると、直前で落ちたり別の景品に飛んで行ってしまう事がある。
ドンドン花（ドンドンばな） / パチパチ花（パチパチばな）
双方とも夏祭りの時に打ち上げ花火を発射する花。通常は人の背丈より大きい「ドンドン花」を使うのだが、この年に限り祭りの直前にしおれてしまったので、魔法の森に咲く小柄な野生花「パチパチ花」を急遽使用する事になり、みらい・ことは・エミリーの3名（およびモフルン）が入手に出発した。
同じ所に咲く外見が似た別の色の花として、使った途端丸一日中おしゃべりになる「ペラペラ花」と丸一日中眠ってしまう「スヤスヤ花」がある。
打ち上げ役（ナシマホウ界の「花火師」に相当）は毎年の優秀生徒が担当する事になっており、今年はジュン・ケイ・エミリーが担当した。
ピーカンみかん同様、第48話でドンドン花がしおれたのはデウスマストの影響である事が判明。
デンポッポ
声 - 北川理恵
魔法界にいる伝書鳩。魔法図書館でパチパチ花について調べたリコ・ジュン・ケイがみらいたちに情報を伝えるため、書物の転写を託して飛ばした。
魔法界の絵本（まほうかいのえほん）
基本的にナシマホウ界の童話やおとぎ話と同じ物語だが、ナシマホウ界のと異なる点として魔法つかいが主人公として描かれている。例えば『シンデレラ』はシンデレラを助ける魔法つかいのおばあさんが主人公となっており、『ピーター・パン』はティンカー・ベルがピーター・パンに協力する勇敢な魔法つかいとして描かれ、『花咲かじいさん』に至ってはおじいさんが魔法を使って枯れ木に桜を咲かせる物語になっている。
また『シンデレラ』については、みらいたちが夢の中で見た「モフルンがシンデレラ（モフデレラ）となり、最終的に伝説の魔法つかいへとなっていく」という内容がそのまま魔法界の現実世界にまで反映され、絵本の中でもそのまま描かれてしまっている。
ぬっくい島（ぬっくいじま）
前述のひゃっこい島とは正反対の、一年中真夏の島。その中でも最も日当たりが良いと言われる「太陽の丘」では、ピーカンみかんが栽培されている。
カボチャ鳥（カボチャどり）
声 - 小林桂子
大きなカボチャ（ジャック・オー・ランタン）の姿でとんがり帽子をかぶり、翼をつけた鳥。1年に1度魔法界に現れて騒ぎを起こして去って行くとされ、年に1回行われる「カボチャ鳥祭り」ではこの鳥を追いかけて捕まえると、至上の喜びが入っていると言われる「金の卵」が手に入るとされているが、動きが素早く、あらゆる魔法をはね返し、口から放たれる球に当たるとお菓子にされるため、これまで捕まえることが出来たのは校長ただ一人だったとされる。
みらいたちが参加した際には歯に触ろうとされると怒って逃げ出していたが、モフルンが中に入って調べると虫歯が出来ており、それを抜いたことで痛みから解放されることになる。結果として仲良くなったモフルンが金の卵を獲得するが、その卵の正体は割れて木が生えると枝に歯ブラシがなる「歯磨きの木の種」だった。
エミリースピン
第38話のカボチャ鳥祭りでエミリーが披露した大技。カボチャ鳥の周囲を箒で高速回転し、エミリー自身も高速回転してカボチャ鳥の目を回し、その間にケイにカボチャ鳥を捕まえようとしたが、捕まえた部分がカボチャ鳥の虫歯だったためケイは失敗、エミリーも回転しすぎでダウンしてしまった。
サンタクロース
作中ではフィンランドにいるサンタクロースだけでは回りきれないため、魔法界の住人もサンタクロースになり、手分けして魔法界・ナシマホウ界を問わずクリスマスのプレゼントを届けに行く。魔法界では後述のお届けソックスを使い、ナシマホウ界では玄関から訪ねてプレゼントを届けている。
お届けソックス（おどどけソックス）
デリバリ山に住む幻獣オトドの毛を編んで作られた魔法の靴下。これにプレゼントを入れることで子供たちがベッドにつるしている靴下に瞬間転送される。

## スタッフ
第1期のメインスタッフは、シリーズディレクターが三塚雅人、シリーズ構成が村山功、キャラクターデザインが宮本絵美子と、これまでのプリキュアシリーズに関わってきた人物が起用され、企画には前年の『Go!プリンセスプリキュア』に引き続き鷲尾天が参加している。
第2期は、2023年10月期に放送された『キボウノチカラ〜オトナプリキュア'23〜』（NHK Eテレ）と同様にスタジオディーンとの共同制作とされ、同作品にてシリーズディレクターを務めた浜名孝行が本作品でも引き続き同職を担当。シリーズ構成は第1期に続いて村山が務め、キャラクターデザインは第1期を手がけた宮本の原案の元、『キボウノチカラ』にて作画監督を務めた袖山麻美が担当する。
|                              | 第1期                                                             | 第2期                                            |
| ---------------------------- | ----------------------------------------------------------------- | ------------------------------------------------ |
| 原作                         | 東堂いづみ                                                        | 東堂いづみ                                       |
| 漫画                         | 上北ふたご （講談社「なかよし」連載）                             |                                                  |
| 企画                         | 野下洋（第21話まで）、西出将之 高橋知子、鷲尾天                   | 鷲尾天、安井一成、高橋知子、古沢圭亮、板倉基之   |
| プロデューサー               | 野下洋（第22話より）、植月幹夫 遠藤里紗、内藤圭祐                 | 内藤圭祐、田中昴、富原大稀、大屋陽久、小浜匠     |
| シリーズ構成                 | 村山功                                                            | 村山功                                           |
| キャラクターデザイン         | 宮本絵美子                                                        | 宮本絵美子（原案）、袖山麻美                     |
| チーフアニメーター           |                                                                   | 芳山優                                           |
| サブキャラクターデザイン     |                                                                   | 兒玉ひかる                                       |
| プロップデザイン             |                                                                   | 兒玉ひかる                                       |
| モンスターデザイン           |                                                                   | 横屋健太                                         |
| 美術デザイン                 | 増田竜太郎                                                        | ムクオスタジオ、石田喬子                         |
| 美術監督                     |                                                                   | 石田喬子                                         |
| 色彩設計                     | 佐久間ヨシ子                                                      | 安住唯                                           |
| 撮影監督                     | 白鳥友和                                                          | 下崎昭                                           |
| 3Dディレクター               | 小林真理、高橋友彦                                                | 大嶋慎介、内堀裕史                               |
| 編集                         | 麻生芳弘                                                          | 小野寺桂子                                       |
| 録音                         | 川崎公敬（奇数話）、林奈緒美（偶数話）                            | 林奈緒美                                         |
| 音響効果                     | 石野貴久（ちゅらサウンド）                                        | 石野貴久（ちゅらサウンド）                       |
| 選曲                         | 水野さやか（スワラ・プロ）                                        | 水野さやか（スワラ・プロ）                       |
| 音響制作                     | タバック                                                          | タバック                                         |
| 音響監督                     |                                                                   | 菅原三穂                                         |
| 音楽                         | 高木洋                                                            | 高木洋                                           |
| 音楽制作担当                 |                                                                   | 井上洸、栗林唯文                                 |
| 音楽制作                     | マーベラス                                                        | マーベラス                                       |
| 音楽協力                     | 東映アニメーション音楽出版                                        | 東映アニメーション音楽出版                       |
| 音楽協力                     | ライトソング音楽出版                                              |                                                  |
| プロデューサー補             | 小島智子（第12話まで） → 田中昴（第29話より）                     | 三平敬太、岸穂乃花、栗林唯文、玉虫宏章、定免久且 |
| アニメーションプロデューサー |                                                                   | 門貴治、中田善文                                 |
| 製作担当                     | 山崎尊宗                                                          |                                                  |
| アニメーション制作           | 東映アニメーション                                                | 東映アニメーション                               |
| アニメーション制作           | スタジオディーン                                                  |                                                  |
| シリーズディレクター         | 三塚雅人                                                          | 浜名孝行                                         |
| 制作協力                     | 東映                                                              |                                                  |
| 制作                         | 朝日放送、ABCアニメーション（第22話以降） ADK、東映アニメーション | 魔法つかいプリキュア!!〜MIRAI DAYS〜製作委員会   |

## 主題歌
オープニングテーマの歌唱は、前作『Go!プリンセスプリキュア』から引き続き参加の北川理恵が担当、番組中盤ではOP曲の変更も行われた。第2期においても同曲の新バージョンが用いられる。
エンディングテーマはプリキュア役の声優である高橋李依（朝日奈みらい / キュアミラクル役）と堀江由衣（リコ / 十六夜リコ / キュアマジカル役）の2人が担当、テレビシリーズにおいて初めてプリキュア役の声優が、放送中の「プリキュアシリーズ」の主題歌の歌唱を担当する形となった。後期ではこの2人に早見沙織（はーちゃん / 花海ことは / キュアフェリーチェ役）が加わり3人で歌うこととなった。エンディング映像でのプリキュアたちのダンスの振り付けは、原ななえが担当している。第2期のエンディングもプリキュア役3人によるものを踏襲する。

### オープニングテーマ
「Dokkin♢魔法つかいプリキュア！」（第1話 - 第21話）
北川理恵による前期オープニングテーマ。作詞は森雪之丞、作曲は奥村愛子、編曲は宮崎誠。
第50話では挿入歌としても使用。
オープニング映像には、「闇の魔法つかい」からはヨクバールが登場するも、構成員は1人も登場しない。また「魔法界」からは魔法学校の校長のみ登場で、ナシマホウ界からは1人も登場しない。
『映画 プリキュアオールスターズ みんなで歌う♪奇跡の魔法!』では、同作品の悪役であるソルシエールの魔法で生み出したディスピアの幻との戦いで挿入歌として使用されている。
「Dokkin♢魔法つかいプリキュア！Part2」（第22話 - 第50話）
北川理恵による後期オープニングテーマ。作詞は森雪之丞、作曲は奥村愛子、編曲は中村博。
キュアフェリーチェの登場と共に曲や映像を変更。曲は前期バージョンから歌詞の一部やアレンジを変更、映像では依然としてヨクバールは登場するも構成員（「終わりなき混沌」と「闇の魔法つかい」双方とも）は登場しないが、ナシマホウ界からは勝木かなとネコ（先述）が登場している。また中盤にプリキュアが変身する場面で、「レインボーキャリッジ」と「リンクルストーン精霊」が作中に先駆けて登場している。
第27話から映像が一部変更、コーダ部分のヨクバールの部分がドンヨクバールに変わった。
「巨大モフルン」の場面は、第47話の劇中、モフルンが「大きくなりたい」と言ったのに伴い、ことはが想像した場面に流用された。
第2期第5話ではみらいがカラオケでこの歌を歌っている場面がある。
「Dokkin♢魔法つかいプリキュア!!Part3〜MIRAI DAYS〜」
北川理恵による第2期オープニングテーマ。最終話ではフルサイズをエンディングテーマとして使用。作詞は森雪之丞、作曲は奥村愛子、編曲は高木洋。

### エンディングテーマ
「CURE UP↑RA♡PA☆PA!〜ほほえみになる魔法〜」（第1話 - 第21話）
キュアミラクル（高橋李依）とキュアマジカル（堀江由衣）による前期エンディングテーマ。作詞は六ツ見純代、作曲は多田彰文、編曲は中村博。
キュアミラクルとキュアマジカルがダンスを披露。また、モフルンも登場する。
「魔法アラ・ドーモ！」（第22話 - 第37話、第40話 - 第50話）
キュアミラクル（高橋李依）、キュアマジカル（堀江由衣）、キュアフェリーチェ（早見沙織）による後期エンディングテーマ。作詞は只野菜摘、作曲は前山田健一、編曲はサイトウヨシヒロ。
キュアミラクル・キュアマジカル・キュアフェリーチェ・モフルンがダンスを披露。
テーマ曲とあわせて刷新されたエンディング映像では、ゲームエンジンとして用いられるUnityが使用されており、短時間で映像が構築できるという性質を生かし、以下の通り後半部分の映像パターンに細かなバリエーションが存在する。また、このエンディングを制作したチームに対し、日本映画テレビ技術協会主催のMPTE AWARDS 2017 第70回（2016年度）映像技術賞（アニメーション部門）が贈られている。
- 第22話から第26話は背景が「宇宙空間」になっている。
- 第27話から第30話及び第48話は「夜明けの海」に変わり、プリキュアもサビに入ったところでアップで映されている。
- 第31話から第34話および第47話は「ケーキの上のステージ」に変更。
- 第35話から第37話はハロウィン仕様としてパンプキンケーキのステージでモフルンを中心に描く形になった。
- 第40話から第42話及び第49話は第26話までの映像のマイナーチェンジ版で、背景にある地球上の夜景がモフルンをかたどった形になっている。また最後に虹が架かるのが花吹雪に変更されているなど、エフェクトにも変更が加えられている。
- 第43話から第46話はクリスマス仕様としてクリスマスケーキのステージに変わっている。
- 第50話では第40話から第42話及び第49話の映像をベースに第22話から第26話の物を組み合わせたバージョンになっている。

「正しい魔法の使い方」（第38話 - 第39話、本放送のみ）
渡辺麻友による『映画 魔法つかいプリキュア! 奇跡の変身!キュアモフルン!』テーマソング。作詞は秋元康、作曲はAkira Sunset、編曲は重永亮介。
同時上映の短編映画『キュアミラクルとモフルンの魔法レッスン!』のエンディングダンス映像をそのまま使用。
独立局などでの再放送、映像ソフト収録版、動画配信版では上記「魔法アラ・ドーモ！」ハロウィン仕様版に差し替え。
「キセキラリンク」
キュアミラクル（高橋李依）、キュアマジカル（堀江由衣）、キュアフェリーチェ（早見沙織）による第2期エンディングテーマ。作詞は六ツ見純代、作・編曲は高木洋。
第1期と異なり、3DCGの背景の上に手書きセル作画のキャラクターが登場する形式となっており、ダンスは取り入れられていない。

### 挿入歌
「プリキュア音頭〜スマイルWink〜」（第29話）
前年2015年に企画CDとして制作された五條真由美によるイメージソング。作詞はあおきくみこ、作曲は高取ヒデアキ、編曲は籠島裕昌。
みらいたちの夢の「シンデレラ」の世界で、巨大化したガメッツとプリキュアに王子（校長）が「踊りで決着を着けよう」とした場面で流された。
「プリキュア☆彡ハロウィンカーニバル!（インストゥルメンタル）」（第39話）
放送された2016年に制作された企画CDから、収録楽曲のインストゥルメンタルバージョンを劇中のBGMとして使用。
オリジナル版の歌唱は北川理恵による。作詞は六ツ見純代、作曲・編曲は高木洋。
「Precure Holy Night（インストゥルメンタル）」（第46話）
上記と同じく企画CD収録楽曲のインストゥルメンタルバージョンを劇中のBGMとして使用。
オリジナル版の歌唱はうちやえゆかによる。作詞は大森祥子、作曲・編曲は高木洋。
「ふたつのねがい」（第49話）
朝日奈みらい（高橋李依）とモフルン（齋藤彩夏）によるキャラクターソングで、初出は映画『奇跡の変身!キュアモフルン!』挿入歌。作詞・作曲は藤本記子（Nostalgic Orchestra）、編曲は福富雅之（Nostalgic Orchestra）。
「キラリ☆100カラットの奇跡」（第49話）
キュアミラクル（高橋李依）とキュアマジカル（堀江由衣）によるキャラクターソング。作詞は青木久美子、作曲・編曲は高木洋。

## 各話リスト
- 以下断りのない限り、放送日は日曜（第1期）および日曜未明（土曜深夜、第2期）の日付を示す。第1期に関しては臨時枠移動により同日以外に放送したものは曜日も併記、さらに通常の放送時間以外に放送された場合にはその旨注釈にて示す。
- 特番やスポーツ中継、さらに第2期においてはテレビ朝日系列のゴールデンタイム・プライムタイムの番組の拡大などによる放送の休止・日時・時間変更は以下の通り。
  - 2016年8月14日・21日…制作局の朝日放送のみ、第98回全国高校野球選手権大会放送のため臨時枠移動を実施（下記の表を参照）[注 51]。
  - 2016年11月6日…「第48回秩父宮賜杯全日本大学駅伝対校選手権大会」（テレビ朝日・メ～テレ制作）中継のため休止。
  - 2017年1月1日…『羽鳥慎一モーニングショー 新春特大スペシャル』（テレビ朝日制作、6時 - 11時45分）のため休止[85][86]。
  - 2025年3月9日 - 『テレビ朝日ドラマプレミアム 山崎豊子生誕100年記念「花のれん」』（テレビ朝日・東映共同制作、8日21時 - 22時54分）放送のため、30分繰り下げの2時30分より放送[87][88]。

| 話数                                        | サブタイトル                                        | 脚本                          | 絵コンテ                      | 演出                          | 作画監督 | 総作画監督                                              | 美術                          | 本放送日                      |                               |                               |                               |                               |                               |                               |                               |                               |                               |                               |                               |                               |                               |                               |                               |                               |
| 第1期：魔法つかいプリキュア！               | 第1期：魔法つかいプリキュア！                       | 第1期：魔法つかいプリキュア！ | 第1期：魔法つかいプリキュア！ | 第1期：魔法つかいプリキュア！ | 第1期：魔法つかいプリキュア！ | 第1期：魔法つかいプリキュア！                           | 第1期：魔法つかいプリキュア！ | 第1期：魔法つかいプリキュア！ | 第1期：魔法つかいプリキュア！ | 第1期：魔法つかいプリキュア！ | 第1期：魔法つかいプリキュア！ | 第1期：魔法つかいプリキュア！ | 第1期：魔法つかいプリキュア！ | 第1期：魔法つかいプリキュア！ | 第1期：魔法つかいプリキュア！ | 第1期：魔法つかいプリキュア！ | 第1期：魔法つかいプリキュア！ | 第1期：魔法つかいプリキュア！ | 第1期：魔法つかいプリキュア！ | 第1期：魔法つかいプリキュア！ | 第1期：魔法つかいプリキュア！ | 第1期：魔法つかいプリキュア！ | 第1期：魔法つかいプリキュア！ | 第1期：魔法つかいプリキュア！ |
| ------------------------------------------- | --------------------------------------------------- | ----------------------------- | ----------------------------- | ----------------------------- | --- | ------------------------------------------------------- | ----------------------------- | ----------------------------- | ----------------------------- | ----------------------------- | ----------------------------- | ----------------------------- | ----------------------------- | ----------------------------- | ----------------------------- | ----------------------------- | ----------------------------- | ----------------------------- | ----------------------------- | ----------------------------- | ----------------------------- | ----------------------------- | ----------------------------- | ----------------------------- |
| 1                                           | 出会いはミラクルでマジカル！ 魔法のプリキュア誕生！ | 村山功                        | 三塚雅人                      | 三塚雅人                      | 松浦仁美 | 爲我井克美                                              | 増田竜太郎                    | 2016年 2月7日                 |                               |                               |                               |                               |                               |                               |                               |                               |                               |                               |                               |                               |                               |                               |                               |                               |
| 2                                           | ワクワクの魔法学校へ！ 校長先生はどこ！？           | 村山功                        | 越智一裕                      | 鈴木裕介                      | フランシス・カネダ アリス・ナリオ | 爲我井克美                                              | 齋藤優                        | 2月14日                       |                               |                               |                               |                               |                               |                               |                               |                               |                               |                               |                               |                               |                               |                               |                               |                               |
| 3                                           | 魔法商店街でショッピング！ 目覚めるルビーの力！     | 村山功                        | 暮田公平                      | 暮田公平                      | 稲上晃 | 爲我井克美                                              | 飯野敏典                      | 2月21日                       |                               |                               |                               |                               |                               |                               |                               |                               |                               |                               |                               |                               |                               |                               |                               |                               |
| 4                                           | 魔法の授業スタート！ ふしぎなちょうちょを探せ！     | 村山功                        | 座古明史                      | 座古明史                      | 赤田信人 | 爲我井克美                                              | 田中里緑                      | 2月28日                       |                               |                               |                               |                               |                               |                               |                               |                               |                               |                               |                               |                               |                               |                               |                               |                               |
| 5                                           | 氷の島ですれ違い！？ 魔法がつなぐ友情！             | 村山功                        | 政木伸一                      | 政木伸一                      | 五十内裕輔 渡辺奈月 | 爲我井克美                                              | 田中美紀                      | 3月6日                        |                               |                               |                               |                               |                               |                               |                               |                               |                               |                               |                               |                               |                               |                               |                               |                               |
| 6                                           | 特訓！魔法の杖！ 先生はリコのお姉ちゃん！？         | 山下憲一                      | 芝田浩樹                      | 芝田浩樹                      | 上野ケン | 爲我井克美                                              | いいだりえ                    | 3月13日                       |                               |                               |                               |                               |                               |                               |                               |                               |                               |                               |                               |                               |                               |                               |                               |                               |
| 7                                           | 人魚の里の魔法！ よみがえるサファイアの想い！       | 伊藤睦美                      | 平山美穂                      | 平山美穂                      | 河野宏之 | 爲我井克美                                              | 齋藤優                        | 3月20日                       |                               |                               |                               |                               |                               |                               |                               |                               |                               |                               |                               |                               |                               |                               |                               |                               |
| 8                                           | 魔法のほうきでGO！ ペガサス親子を救え！             | 坪田文                        | 中島豊                        | 中島豊                        | 松浦仁美 | 爲我井克美                                              | 佐藤千恵                      | 3月27日                       |                               |                               |                               |                               |                               |                               |                               |                               |                               |                               |                               |                               |                               |                               |                               |                               |
| 9                                           | さよなら魔法界！？ みらいとリコの最終テスト！       | 鐘弘亜樹                      | 佐々木憲世                    | 佐々木憲世                    | アリス・ナリオ フランシス・カネダ | 爲我井克美                                              | 田中美紀                      | 4月3日                        |                               |                               |                               |                               |                               |                               |                               |                               |                               |                               |                               |                               |                               |                               |                               |                               |
| 10                                          | ただいま！ナシマホウ界！ ってリコはどこ？           | 村山功                        | 暮田公平                      | 暮田公平                      | 赤田信人 伊藤公崇 | 爲我井克美                                              | 篝ミキ                        | 4月10日                       |                               |                               |                               |                               |                               |                               |                               |                               |                               |                               |                               |                               |                               |                               |                               |                               |
| 11                                          | モフルンの初登校？ ワクワクのトパーズをゲットモフ！ | 村山功                        | 三上雅人                      | 三上雅人                      | 稲上晃 | （なし）                                                | 齋藤優                        | 4月17日                       |                               |                               |                               |                               |                               |                               |                               |                               |                               |                               |                               |                               |                               |                               |                               |                               |
| 12                                          | 満天の星空とみらいの思い出                          | 伊藤睦美                      | 政木伸一                      | 政木伸一                      | 中谷友紀子 | （なし）                                                | いいだりえ                    | 4月24日                       |                               |                               |                               |                               |                               |                               |                               |                               |                               |                               |                               |                               |                               |                               |                               |                               |
| 13                                          | たのしいBBQ！ 幸せたくさんみ～つけた！              | 山下憲一                      | 座古明史                      | 座古明史                      | 上野ケン | （なし）                                                | 田中里緑                      | 5月1日                        |                               |                               |                               |                               |                               |                               |                               |                               |                               |                               |                               |                               |                               |                               |                               |                               |
| 14                                          | みんな花マル！テスト大作戦！                        | 坪田文                        | 芝田浩樹                      | 芝田浩樹                      | 河野宏之 | （なし）                                                | 田中美紀                      | 5月8日                        |                               |                               |                               |                               |                               |                               |                               |                               |                               |                               |                               |                               |                               |                               |                               |                               |
| 15                                          | ハチャメチャ大混乱！ はーちゃん七変化！             | 鐘弘亜樹                      | 中島豊                        | 鈴木裕介                      | 爲我井克美 | （なし）                                                | 佐藤千恵                      | 5月15日                       |                               |                               |                               |                               |                               |                               |                               |                               |                               |                               |                               |                               |                               |                               |                               |                               |
| 16                                          | 久しぶりっ！ 補習メイトがやってきた！               | 村山功                        | 小山賢                        | 小山賢                        | 青山充 | 爲我井克美                                              | 齋藤優                        | 5月22日                       |                               |                               |                               |                               |                               |                               |                               |                               |                               |                               |                               |                               |                               |                               |                               |                               |
| 17                                          | 水晶さんおしえて！ おばあちゃんの思い出の人         | 伊藤睦美                      | 暮田公平                      | 暮田公平                      | フランシス・カネダ アリス・ナリオ | （なし）                                                | 飯野敏典                      | 5月29日                       |                               |                               |                               |                               |                               |                               |                               |                               |                               |                               |                               |                               |                               |                               |                               |                               |
| 18                                          | 魔法界再び！ リンクルストーンを取り返せ！           | 坪田文                        | 門由利子                      | 岩井隆央                      | 赤田信人 | （なし）                                                | 田中美紀                      | 6月5日                        |                               |                               |                               |                               |                               |                               |                               |                               |                               |                               |                               |                               |                               |                               |                               |                               |
| 19                                          | 探検＆冒険！ 魔法のとびらのナゾ！                   | 山下憲一                      | 政木伸一                      | 政木伸一                      | 藤崎真吾 | （なし）                                                | 田中里緑                      | 6月12日                       |                               |                               |                               |                               |                               |                               |                               |                               |                               |                               |                               |                               |                               |                               |                               |                               |
| 20                                          | ドタバタでヤバスギ！ 魔法界に生まれたエメラルド！   | 村山功                        | 中島豊                        | 中島豊                        | 稲上晃 | （なし）                                                | 齋藤優                        | 6月19日                       |                               |                               |                               |                               |                               |                               |                               |                               |                               |                               |                               |                               |                               |                               |                               |                               |
| 21                                          | STOP！闇の魔法！ プリキュアVSドクロクシー！         | 村山功                        | 土田豊                        | 土田豊                        | 河野宏之 | （なし）                                                | いいだりえ                    | 6月26日                       |                               |                               |                               |                               |                               |                               |                               |                               |                               |                               |                               |                               |                               |                               |                               |                               |
| 22                                          | 芽生える新たな伝説！ キュアフェリーチェ誕生！       | 村山功                        | 平山美穂                      | 岩井隆央                      | 青山充 | （なし）                                                | 佐藤千恵                      | 7月3日                        |                               |                               |                               |                               |                               |                               |                               |                               |                               |                               |                               |                               |                               |                               |                               |                               |
| 23                                          | これからもよろしく！ おかえり、はーちゃん！         | 鐘弘亜樹                      | 三上雅人                      | 三上雅人                      | 爲我井克美 | （なし）                                                | 田中美紀                      | 7月10日                       |                               |                               |                               |                               |                               |                               |                               |                               |                               |                               |                               |                               |                               |                               |                               |                               |
| 24                                          | ワクワクリフォーム！ はーちゃんのお部屋づくり！     | 坪田文                        | 小山賢                        | 小山賢                        | フランシス・カネダ アリス・ナリオ | （なし）                                                | 篝ミキ                        | 7月17日                       |                               |                               |                               |                               |                               |                               |                               |                               |                               |                               |                               |                               |                               |                               |                               |                               |
| 25                                          | 夏だ！海だ！大はしゃぎ！ かき氷が食べた～いっ！     | 山下憲一                      | 黒田成美 中島豊               | 岩井隆央                      | 松浦仁美 伊藤公崇 | （なし）                                                | 齋藤優                        | 7月24日                       |                               |                               |                               |                               |                               |                               |                               |                               |                               |                               |                               |                               |                               |                               |                               |                               |
| 26                                          | 想いはみんな一緒！ はーちゃんのクッキー             | 伊藤睦美                      | 村上貴之                      | 村上貴之                      | 藤崎真吾 | （なし）                                                | 田中里緑                      | 7月31日                       |                               |                               |                               |                               |                               |                               |                               |                               |                               |                               |                               |                               |                               |                               |                               |                               |
| 27                                          | Let'sエンジョイ！ 魔法学校の夏休み！                | 村山功                        | 暮田公平                      | 暮田公平                      | 赤田信人 | （なし）                                                | 田中美紀                      | 8月7日                        |                               |                               |                               |                               |                               |                               |                               |                               |                               |                               |                               |                               |                               |                               |                               |                               |
| 28                                          | 魔法界の夏祭り！ 花火よ、たかくあがれ！             | 伊藤睦美                      | 座古明史                      | 座古明史                      | 河野宏之 | （なし）                                                | いいだりえ                    | 8月21日8月14日                |                               |                               |                               |                               |                               |                               |                               |                               |                               |                               |                               |                               |                               |                               |                               |                               |
| 29                                          | 新たな魔法の物語！ 主役はモフデレラ！？             | 坪田文                        | 土田豊                        | 土田豊                        | 稲上晃 | （なし）                                                | 齋藤優                        | 8月24日（水） 8月21日         |                               |                               |                               |                               |                               |                               |                               |                               |                               |                               |                               |                               |                               |                               |                               |                               |
| 30                                          | 魔法の自由研究！ が、終わらな～い！！               | 山下憲一                      | 平山美穂                      | 平山美穂                      | 青山充 | （なし）                                                | 田中美紀                      | 8月28日                       |                               |                               |                               |                               |                               |                               |                               |                               |                               |                               |                               |                               |                               |                               |                               |                               |
| 31                                          | 結晶する想い！ 虹色のアレキサンドライト！！         | 村山功                        | 佐々木憲世                    | 佐々木憲世                    | 爲我井克美 | （なし）                                                | 篝ミキ                        | 9月4日                        |                               |                               |                               |                               |                               |                               |                               |                               |                               |                               |                               |                               |                               |                               |                               |                               |
| 32                                          | ワクワクいっぱい！ はーちゃんの学校生活！           | 鐘弘亜樹                      | 三上雅人                      | 三上雅人                      | フランシス・カネダ アリス・ナリオ | （なし）                                                | 田中美紀                      | 9月11日                       |                               |                               |                               |                               |                               |                               |                               |                               |                               |                               |                               |                               |                               |                               |                               |                               |
| 33                                          | すれ違う想い！ 父と娘のビミョ～な1日！              | 村山功                        | 村上貴之                      | 村上貴之                      | 中谷友紀子 渡辺奈月 | （なし）                                                | 田中里緑                      | 9月18日                       |                               |                               |                               |                               |                               |                               |                               |                               |                               |                               |                               |                               |                               |                               |                               |                               |
| 34                                          | ドキドキ！ 初恋の味はイチゴメロンパン！？           | 坪田文                        | 中島豊                        | 中島豊                        | 松浦仁美 | （なし）                                                | 齋藤優                        | 9月25日                       |                               |                               |                               |                               |                               |                               |                               |                               |                               |                               |                               |                               |                               |                               |                               |                               |
| 35                                          | 生徒会長総選挙！ リコに清き一票を！                 | 伊藤睦美                      | 小山賢                        | 小山賢                        | 伊藤公崇 赤田信人 | （なし）                                                | いいだりえ                    | 10月2日                       |                               |                               |                               |                               |                               |                               |                               |                               |                               |                               |                               |                               |                               |                               |                               |                               |
| 36                                          | みらいとモフルン、 ときどきチクルン！って誰！？     | 山下憲一                      | 座古明史                      | 座古明史                      | 河野宏之 | （なし）                                                | 田中美紀                      | 10月9日                       |                               |                               |                               |                               |                               |                               |                               |                               |                               |                               |                               |                               |                               |                               |                               |                               |
| 37                                          | 魔法が決め手？ 冷凍みかんのレシピ！                 | 村山功                        | 田中孝行                      | 広嶋秀樹                      | 青山充 | （なし）                                                | 佐藤千恵                      | 10月16日                      |                               |                               |                               |                               |                               |                               |                               |                               |                               |                               |                               |                               |                               |                               |                               |                               |
| 38                                          | 甘い？甘くない？ 魔法のかぼちゃ祭り！               | 鐘弘亜樹                      | 土田豊                        | 土田豊                        | 稲上晃 | （なし）                                                | 齋藤優                        | 10月23日                      |                               |                               |                               |                               |                               |                               |                               |                               |                               |                               |                               |                               |                               |                               |                               |                               |
| 39                                          | 今日はハロウィン！ み～んな笑顔になぁれ！           | 坪田文                        | 鎌仲史陽                      | 鎌仲史陽                      | 爲我井克美 | （なし）                                                | 篝ミキ                        | 10月30日                      |                               |                               |                               |                               |                               |                               |                               |                               |                               |                               |                               |                               |                               |                               |                               |                               |
| 40                                          | 愛情いっぱいのおめでとう！ リコの誕生日！           | 村山功                        | 村上貴之                      | 村上貴之                      | 渡辺奈月 五十内裕輔 藤崎真吾 | （なし）                                                | 黄国威 田中里緑               | 11月13日                      |                               |                               |                               |                               |                               |                               |                               |                               |                               |                               |                               |                               |                               |                               |                               |                               |
| 41                                          | ジュエリーな毎日！ 魔法学校へ放課後留学！           | 伊藤睦美                      | 中島豊                        | 広嶋秀樹                      | 宮本絵美子 | （なし）                                                | 田中美紀                      | 11月20日                      |                               |                               |                               |                               |                               |                               |                               |                               |                               |                               |                               |                               |                               |                               |                               |                               |
| 42                                          | チクルンにとどけ！ 想いをのせた魔法のプリン！       | 山下憲一                      | 三上雅人                      | 三上雅人                      | アリス・ナリオ フランシス・カネダ | （なし）                                                | いいだりえ                    | 11月27日                      |                               |                               |                               |                               |                               |                               |                               |                               |                               |                               |                               |                               |                               |                               |                               |                               |
| 43                                          | いざ妖精の里へ！ あかされる魔法界のヒミツ！         | 村山功                        | 佐々木憲世                    | 佐々木憲世                    | 赤田信人 伊藤公崇 | （なし）                                                | 齋藤優                        | 12月4日                       |                               |                               |                               |                               |                               |                               |                               |                               |                               |                               |                               |                               |                               |                               |                               |                               |
| 44                                          | モフルン大奮闘！ みんな子供になっちゃった！？       | 鐘弘亜樹                      | 小山賢                        | 鎌仲史陽                      | 河野宏之 | （なし）                                                | 田中美紀                      | 12月11日                      |                               |                               |                               |                               |                               |                               |                               |                               |                               |                               |                               |                               |                               |                               |                               |                               |
| 45                                          | 想いは時を超えて…！ 友情のかたち！                  | 伊藤睦美                      | 平山美穂                      | 平山美穂                      | 松浦仁美 | （なし）                                                | 黄国威                        | 12月18日                      |                               |                               |                               |                               |                               |                               |                               |                               |                               |                               |                               |                               |                               |                               |                               |                               |
| 46                                          | 魔法のクリスマス！ みらい、サンタになる！？         | 坪田文                        | 土田豊                        | 土田豊                        | 青山充 | （なし）                                                | 齋藤優                        | 12月25日                      |                               |                               |                               |                               |                               |                               |                               |                               |                               |                               |                               |                               |                               |                               |                               |                               |
| 47                                          | それぞれの願い！ 明日はどっちだー？                 | 山下憲一                      | 座古明史                      | 座古明史                      | 稲上晃 | （なし）                                                | 田中里縁                      | 2017年 1月8日                 |                               |                               |                               |                               |                               |                               |                               |                               |                               |                               |                               |                               |                               |                               |                               |                               |
| 48                                          | 終わりなき混沌！ デウスマストの世界！！             | 村山功                        | 中島豊                        | 広嶋秀樹                      | アリス・ナリオ フランシス・カネダ | （なし）                                                | 田中美紀                      | 1月15日                       |                               |                               |                               |                               |                               |                               |                               |                               |                               |                               |                               |                               |                               |                               |                               |                               |
| 49                                          | さよなら…魔法つかい！ 奇跡の魔法よ、もう一度！      | 村山功                        | 三塚雅人 大塚隆史             | 三塚雅人                      | 宮本絵美子 | （なし）                                                | いいだりえ                    | 1月22日                       |                               |                               |                               |                               |                               |                               |                               |                               |                               |                               |                               |                               |                               |                               |                               |                               |
| 50                                          | キュアップ・ラパパ！ 未来もいい日になあれ！！       | 村山功                        | 三上雅人                      | 三上雅人                      | 爲我井克美 | （なし）                                                | 田中美紀                      | 1月29日                       |                               |                               |                               |                               |                               |                               |                               |                               |                               |                               |                               |                               |                               |                               |                               |                               |
| 第2期：魔法つかいプリキュア!!〜MIRAI DAYS〜 |                                                     |                               |                               |                               | |                                                         |                               |                               |                               |                               |                               |                               |                               |                               |                               |                               |                               |                               |                               |                               |                               |                               |                               |                               |
| 1                                           | 再会はミラクルでマジカル！                          | 村山功                        | 浜名孝行 芳山優               | 山崎茂 芳山優                 | 芳山優 杉本梨渚 張昀 松井晟花 月霊 Rad Plus RA CRAFT リバイバル | 袖山麻美 藤井まき 亀谷響子 岩田尚子                     | (なし)                        | 2025年 1月12日                |                               |                               |                               |                               |                               |                               |                               |                               |                               |                               |                               |                               |                               |                               |                               |                               |
| 2                                           | 久しぶりの魔法界                                    | 村山功                        | 福島宏之 芳山優               | 池上長六 浅見松雄 芳山優      | 松井晟花 劉偉航 杉本梨渚 青海宙汰 Studio PAPER CRANES（王力） Rad Plus トリプルA リバイバル スタジオグラム ワン・オーダー RA CRAFT reboot PAPALELO 中村プロダクション（宇津野奈緒美）                                                                               | 藤井まき 王國年 いのうえりか 亀谷響子 岩田尚子 袖山麻美 | (なし)                        | 1月19日                       |                               |                               |                               |                               |                               |                               |                               |                               |                               |                               |                               |                               |                               |                               |                               |                               |
| 3                                           | 刻の魔法                                            | 村山功                        | 藤原良二 芳山優               | 安東大瑛 芳山優               | 松竹徳幸 古池ゆかり lolroute（許睿雄、羽根田弓子） スタジオグラム 麦冬映画 月霊 reboot STUDIO MASSKET RA CRAFT Seven Seas 黒澤浩美 杉本梨渚 吉岡アンジェロ 中村プロダクション                                                                                       | 袖山麻美 亀谷響子 佐藤麻里那                            | (なし)                        | 1月26日                       |                               |                               |                               |                               |                               |                               |                               |                               |                               |                               |                               |                               |                               |                               |                               |                               |
| 4                                           | ひすいの秘密                                        | 村山功                        | 藤原良二 芳山優               | 飯田崇 芳山優                 | 小林美月 芳山優 プロダクション グッドブック（藤谷奈美） 古池ゆかり 亀谷響子 麦冬映画 Rad Plus トリプルA reboot ワン・オーダー | 藤井まき 王國年 袖山麻美 岩田尚子                       | (なし)                        | 2月2日                        |                               |                               |                               |                               |                               |                               |                               |                               |                               |                               |                               |                               |                               |                               |                               |                               |
| 5                                           | 流れ行く歳月                                        | 村山功                        | 福島宏之                      | 山崎茂                        | 小野あゆ美 杉本梨渚 張昀 松井晟花 Seven Seas リバイバル ワン・オーダー 麦冬映画 | 袖山麻美 亀谷響子 松井晟花                              | (なし)                        | 2月9日                        |                               |                               |                               |                               |                               |                               |                               |                               |                               |                               |                               |                               |                               |                               |                               |                               |
| 6                                           | 真の目的                                            | 村山功                        | 浜名孝行 芳山優               | 浅見松雄 芳山優               | 芳山優 Favorite Animation（劉偉航） 鳥尾 所沢映画 EN.studio（林卓宇、蘇子緯、墨錦、沈奕婷、竜敏怡、姚佳男） New Animate Studio（唐玥、吴璟、李茹雪） 髙木有詩 | 石井明治 藤井まき 袖山麻美                              | (なし)                        | 2月16日                       |                               |                               |                               |                               |                               |                               |                               |                               |                               |                               |                               |                               |                               |                               |                               |                               |
| 7                                           | 刻をつかさどるもの                                  | 村山功                        | 福島宏之 芳山優               | 高橋賢 芳山優                 | 袖山麻美 高橋賢 杉本梨渚 古池ゆかり 松井晟花 lolroute（許睿雄、羽根田弓子） 張昀 Seven Seas 月霊 スタジオグラム PAPALELO（末田晃大） 中村プロダクション（宇津野奈緒美）                                                                                             | 王國年 袖山麻美 亀谷響子                                | (なし)                        | 2月23日                       |                               |                               |                               |                               |                               |                               |                               |                               |                               |                               |                               |                               |                               |                               |                               |                               |
| 8                                           | ことはとひすい                                      | 村山功                        | 福島宏之 芳山優               | 山﨑茂 浅見松雄 芳山優        | 杉本梨渚 松井晟花 日下岳史 アラタハヤト 瀬戸吉兼 プロダクション グッドブック（藤谷奈美） 麦冬映画（張碩源） New Animate Studio（胡雲涛、楊鎮宇、趙星宇、呂振操） Red Plus トリプルA スタジオグラム リバイバル 三木佳美 中島大智 えれぼす 亀谷響子 石川洋一 高木有詩 | 藤井まき 袖山麻美                                       | (なし)                        | 3月2日                        |                               |                               |                               |                               |                               |                               |                               |                               |                               |                               |                               |                               |                               |                               |                               |                               |
| 9                                           | それぞれの世界                                      | 村山功                        | 福島宏之 芳山優               | 鈴木真彦 芳山優               | 石井明治 張昀 古池ゆかり 谷口繁則 松竹徳幸 プロダクション グッドブック（藤谷奈美） 中村プロダクション（宇津野奈緒美） スタジオグラム 麦冬映画 STUDIO CL 月霊 ワン・オーダー reboot 01 ゼロワン 三木佳美 中島大智 えれぼす 松井晟花 石川洋一 亀谷響子                | 石井明治 亀谷響子 王國年                                | (なし)                        | 3月9日                        |                               |                               |                               |                               |                               |                               |                               |                               |                               |                               |                               |                               |                               |                               |                               |                               |
| 10                                          | 刻を追って                                          | 村山功                        | 小林美月 芳山優               | 小林美月 芳山優               | 杉本梨渚 アラタハヤト 麦冬映画 Rad Plus トリプルA reboot ワン・オーダー 01 ゼロワン 三木佳美 中島大智 えれぼす 松井晟花 石川洋一 亀谷響子 芳山優 | 藤井まき 亀谷響子 日下岳史 袖山麻美                     | (なし)                        | 3月16日                       |                               |                               |                               |                               |                               |                               |                               |                               |                               |                               |                               |                               |                               |                               |                               |                               |
| 11                                          | みらいの決断                                        | 村山功                        | 安東大瑛 芳山優               | 安東大瑛 芳山優               | 松井晟花 黒澤浩美 杉本梨渚 劉偉航 中村プロダクション（宇津野奈緒美） 芳山優 | 袖山麻美 芳山優                                         | (なし)                        | 3月23日                       |                               |                               |                               |                               |                               |                               |                               |                               |                               |                               |                               |                               |                               |                               |                               |                               |
| 12                                          | 進むべき未来                                        | 村山功                        | 浜名孝行 芳山優               | 浜名孝行 芳山優               | 鳥尾 廣中美佳 古池ゆかり 中村プロダクション（宇津野奈緒美） Favorite Animation（劉偉航） 所沢映画 EN.studio（蘇卓明、周鵬、巻毛鼠、林卓宇、蘇子緯、墨錦、沈奕婷、竜敏怡、姚佳男） 松井晟花 中島俊 芳山優                                                            | 石井明治 亀谷響子 袖山麻美                              | (なし)                        | 3月30日                       |                               |                               |                               |                               |                               |                               |                               |                               |                               |                               |                               |                               |                               |                               |                               |                               |

## 放送局
| 放送期間                                             | 放送時間                          | 放送局                                                          | 対象地域       | 備考                                  |
| ---------------------------------------------------- | --------------------------------- | --------------------------------------------------------------- | -------------- | ------------------------------------- |
| 2016年2月7日 - 2017年1月29日                         | 日曜 8:30 - 9:00                  | 朝日放送（制作局）をはじめとする テレビ朝日系列フルネット全24局 | 日本国内       | 字幕放送・連動データ放送実施          |
| 2016年2月13日 - 2017年2月4日                         | 土曜 11:15 - 11:45                | 山陰放送                                                        | 鳥取県・島根県 | TBS系列 遅れネット スポンサードネット |
| 2016年2月27日 - 3月26日 2016年4月2日 - 2017年2月25日 | 土曜 5:15 - 5:45 土曜 5:30 - 6:00 | 宮崎放送                                                        | 宮崎県         | TBS系列 遅れネット 番組販売           |

| 放送期間                | 放送時間                     | 放送局                                                        | 対象地域・備考              |
| ----------------------- | ---------------------------- | ------------------------------------------------------------- | --------------------------- |
| 2025年1月12日 - 3月30日 | 日曜 2:00 - 2:30（土曜深夜） | 朝日放送テレビ（幹事局）および テレビ朝日系列フルネット全24局 | 日本国内 『ANiMAZiNG!!!』枠 |

| 配信開始日      | 配信時間        | 配信サイト                                                                                                 | 備考                                                       |
| --------------- | --------------- | --- | ---------------------------------------------------------- |
| 2025年1月12日 - | 日曜 2:30 更新  | ABEMA U-NEXT アニメ放題                                                                                    | 最速・見放題配信                                           |
| 2025年1月13日 - | 月曜 21:00 配信 | ABEMA（ABEMAアニメチャンネル・プリキュアチャンネル）                                                       | 最新話無料見逃し配信 プリキュアチャンネルは2月17日まで配信 |
| 2025年1月15日 - | 水曜 2:30 更新  | Prime Video Amazon 東映アニメチャンネル dアニメストア DMM TV Hulu J:COM STREAM みるプラス Pontaパス TELASA | 見放題配信                                                 |
|                 |                 | バンダイチャンネル FOD Happy動画 カンテレドーガ Lemino music.jp ビデオマーケット ビデックス Rakuten TV     | レンタル配信                                               |
|                 | 水曜 12:00 更新 | TVer | 最新話無料見逃し配信                                       |

この他海外ではCrunchyrollが2025年1月18日より第1・2話の配信を開始、以降現地時間土曜日更新で配信している。

## 関連番組
『魔法つかいプリキュア!!〜MIRAI DAYS〜』放送記念!新春まほプリSP
2025年1月3日10時 - 11時55分に、TOKYO MXで放送された『MIRAI DAYS』放送開始記念特番。プリキュア役の声優3人がスタジオに、モフルン役の齋藤彩夏もVTR出演し、第1期の名シーンの紹介や裏話、第2期の見所などを語り合う。また、番組内では映画『奇跡の変身!キュアモフルン!』の地上波初放送も行ったほか、TVerおよびYouTubeでの見逃し配信も実施された（スタジオパートのみで、映画の配信はなし）。

## 映画
本作品のプリキュアとモフルンは『みんなで歌う♪奇跡の魔法!』から『オールスターズメモリーズ』までのプリキュアシリーズ映画6作品（キュアフェリーチェは『奇跡の変身!キュアモフルン!』以降の5作品）に毎回連続して登場している。
映画 魔法つかいプリキュア! 奇跡の変身!キュアモフルン!
2016年10月29日公開。キュアフェリーチェ及び魔法学校の校長先生を始めとする魔法界の住人たちは映画初登場となる。同時上映としてフルCGの短編作品「キュアミラクルとモフルンの魔法レッスン!」も公開された。
同作品の公開に合わせ、本作品第36話から第42話のオープニングにて、同作品のハイライトシーンが一部使用された。
映画 キラキラ☆プリキュアアラモード パリッと!想い出のミルフィーユ!
2017年10月28日公開。本作品に登場するプリキュア全員とモフルンがカメオ出演の形で登場する。
わんだふるぷりきゅあ!ざ・むーびー! ドキドキ♡ゲームの世界で大冒険!
2024年9月13日公開。本作品に登場するプリキュア全員とモフルンがゲストとして登場する。

### クロスオーバー映画
歴代プリキュアが共演する作品。魔法つかいプリキュアとして出演した作品は『プリキュアオールスターズ』の2作品を除いて「〜スターズ」のタイトルが全て異なっている。
映画 プリキュアオールスターズ みんなで歌う♪奇跡の魔法!
2016年3月19日公開。本作品からはキュアミラクル、キュアマジカル、モフルンが登場。
同作品の公開に合わせ、本作品第6話から第9話のオープニングにて、同作品のハイライトシーンが一部使用された。
みんなあつまれ!プリキュアフェスティバル プリキュア ON ミラクル♡マジカル☆ステージ
東映アニメーションとDMM.futureworksが共同制作し、横浜市のDMM VR THEATERで2016年12月23日から2017年1月29日まで上映された3Dホログラフィックライブ映像ショー。クロスオーバー映画オリジナルのキュアエコーを除いた本作品までのテレビシリーズのプリキュア44人が登場し、同作品のためのオリジナルストーリーを展開する。ホログラフィックを使用した3D映像のため、『プリキュアオールスターズDX 3Dシアター』などの通常の3D映画と異なり、専用のメガネや機材を必要としない形での上映となる。
映画 プリキュアドリームスターズ!
2017年3月18日公開。『奇跡の魔法!』に登場済みの2人とモフルンに加え、キュアフェリーチェがクロスオーバー映画初登場。また、魔法学校の校長先生と教頭先生・魔法商店街のグスタフとトッド・ヨクバールが登場。
Petit☆ドリームスターズ!レッツ・ラ・クッキン?ショータイム!
2017年10月28日公開。上記の『映画 キラキラ☆プリキュアアラモード』の同時上映作品。モフルンが登場。
映画 プリキュアスーパースターズ!
2018年3月17日公開。本作品のプリキュア全員とモフルンが登場。また、カタツムリニアと魔法学校の生徒たちが登場。
映画 HUGっと!プリキュア♡ふたりはプリキュア オールスターズメモリーズ
2018年10月27日公開。本作品のプリキュア3人とモフルンが声付きで登場。
映画 プリキュアオールスターズF
2023年9月15日公開。プリキュアシリーズ20周年を記念したオールスターズ映画で、本作品を含む歴代プリキュアが総登場する。本作品からはキュアフェリーチェが声つきのメインキャラクターとして登場、この他にキュアミラクルも台詞付きで登場する。

## その他の作品
HUGっと!プリキュア
2018年に放送されたプリキュアのテレビシリーズ第15作目。第36・37話に本作品のプリキュア3人がゲストとして登場。
ひろがるスカイ!プリキュア
2023年に放送された、プリキュアのテレビシリーズ第20作目。第13話のエンディング映像冒頭にキュアミラクルが登場。映像中盤に登場するミラーパッドの画面上にも、プリキュアへの変身バンクをハイライトで流す形で登場している。
わんだふるぷりきゅあ!
2024年に放送された、プリキュアのテレビシリーズ21作目。同作品の単作映画の公開を記念し、第32話に本作品よりプリキュア3人（変身前の姿）とモフルンが、1カットの背景キャラクターとして登場。

## 漫画版
これまでのシリーズ同様、『なかよし』（講談社）にて、上北ふたごによる漫画版が2016年3月号から2017年2月号まで連載された。テレビシリーズとの差異として以下の3点が挙げられる。
- テレビリーズでは第1話でみらいとリコが出会った直後に人間界でプリキュアに覚醒、モフルンも動くようになったのに対し、漫画では第2話で魔法界に行ってから杖の木にみらいが選ばれたと同時にモフルンも動くようになり、その後魔法界でプリキュアに覚醒している。この覚醒時の状況を周囲に見られていることから、漫画においてはプリキュアの正体が魔法界では周知の事実となっている。
- 敵キャラクターは魔法界の精霊などのオリジナルキャラクターが中心となり、テレビシリーズに登場する闇の魔法つかいや終わりなき混沌に関する人物は登場しない。
- はーちゃんがことは（フェリーチェ）になった経緯もテレビシリーズとは異なり、出かけた先で出会った少女が崖から落ちたのをはーちゃんが救おうとして突如フェリーチェに変身しており、以降ことはとして過ごすこととなる。

### 書誌情報
1. 『魔法つかいプリキュア!1 プリキュアコレクション』 2016年8月5日発売 ISBN 978-4-06-337849-8
  - 『なかよし』2016年3月号 - 8月号掲載分及び描き下ろし作品を収録
2. 『魔法つかいプリキュア!2 プリキュアコレクション』 2017年3月13日発売
  - 『なかよし』2016年9月号 - 2月号掲載分及び描き下ろし作品を収録
    - 通常版 ISBN 978-4-06-337858-0
    - 特装版 ISBN 978-4-06-362357-4
      - シリーズ初の特装版で、通常版とカバーイラストとピンナップが異なるほか、本作品及び『Go!プリンセスプリキュア』『キラキラ☆プリキュアアラモード』の3作品のプリキュアが共演する描き下ろし作品を収録した小冊子が付属する。

## キャラクターショー
遊園地やイベント会場などで観覧できるキャラクターショーでは、前期はキュアミラクル、キュアマジカル（ダイヤスタイル及びルビースタイル）、敵側はバッティが登場する。後期ではミラクル、マジカル（前期と同じ）に加え、キュアフェリーチェが登場するほか、アニメ版では倒されたガメッツが復活して敵として登場し、ラブーも声のみで登場する。ここで登場するガメッツはラブーによって復活したためパワーアップしており、キュアフェリーチェも圧倒する強さとなっている。またオリジナルのゲストキャラクターとして、前期では画家を志す少女かなみ、後期ではファッションデザイナーを志す少女みすず（声 - 阿澄佳奈）も登場する。
上記とは別に劇団飛行船制作のミュージカルショー（有料）も開催された。アニメには登場しないオリジナルキャラクターが登場するストーリーとなっており、他シリーズからの客演として『ハピネスチャージプリキュア!』からキュアラブリー（声 - 中島愛）、『Go!プリンセスプリキュア』からキュアフローラ（声 - 嶋村侑）が登場する。

## 関連商品
音楽CD・映像ソフトの発売元はいずれもマーベラス。

### 音楽CD
いずれも販売元はソニー・ミュージックマーケティング（第1期）→ソニー・ミュージックソリューションズ（第2期）。サウンドトラック・ボーカルアルバムの詳細は『魔法つかいプリキュア! サウンドアルバム』を参照。
シングル
1. 「Dokkin♢魔法つかいプリキュア！/CURE UP↑RA♡PA☆PA!〜ほほえみになる魔法〜」（2016年3月2日発売）
  - CD+DVD盤：MJSS-09169 - 70
  - 通常盤：MJSS-09171
  - 前期のオープニングテーマとエンディングテーマを収録。CD+DVD盤のDVDには前期のオープニングおよびエンディングのノンテロップムービーが収録されている。初回限定封入特典は、通常盤がジャケットイラスト・ステッカー、CD+DVD盤がデータカードダス。

2. 「Dokkin♢魔法つかいプリキュア！Part2/魔法アラ・ドーモ！」（2016年8月10日発売）
  - CD+DVD盤：MJSS-09179 - 80
  - 通常盤：MJSS-09181
  - 後期のオープニングテーマとエンディングテーマを収録。CD+DVD盤のDVDには後期のオープニングおよびエンディングのノンテロップムービーが収録されている。初回限定封入特典は、通常盤がジャケットイラスト・ステッカー、CD+DVD盤がデータカードダス。

3. 「Dokkin♢魔法つかいプリキュア!!Part3〜MIRAI DAYS〜/キセキラリンク」（2025年2月5日発売）
  - CD+DVD盤：MJSS-09384 - 5
  - 通常盤：MJSS-09386
  - 第2期のオープニングテーマとエンディングテーマを収録。CD+DVD盤のDVDには第2期のオープニングおよびエンディングのノンテロップムービーが収録されている。初回特典としてキャンバスブロマイドを封入、CD+DVD盤は描き下ろし三方背スリーブケースが初回仕様となっている。

サウンドトラック
1. 『魔法つかいプリキュア! オリジナル・サウンドトラック1 プリキュア♡ミラクル☆サウンド!!』（2016年5月25日発売、MJSA-01191）
  - BGMと主題歌のテレビサイズ・バージョンなど全40曲を収録したサントラ盤。初回封入特典はジャケットサイズ・ステッカー。

2. 『魔法つかいプリキュア! オリジナル・サウンドトラック2 プリキュア☆マジカル♡サウンド!!』（2016年11月23日発売、MJSA-01200）
  - BGMと主題歌のテレビサイズ・バージョンなど全36曲を収録したサントラ盤。初回封入特典はジャケットサイズ・ステッカー。

3. 『魔法つかいプリキュア!!〜MIRAI DAYS〜 オリジナル・サウンドトラック』（2025年3月5日発売、MJSA-01413）
  - 第2期のBGMと主題歌のテレビサイズ・バージョンなど全39曲を収録したサントラ盤。初回封入特典はキャンバスブロマイド（スーパーアート6色印刷）。

ボーカルアルバム
1. 『魔法つかいプリキュア! ボーカルアルバム リンクル☆メロディーズ』（2016年7月13日発売、MJSA-01195）
  - ミュージカルショーやアクションショーで使用されたイメージソングなどを収録したボーカルアルバム。初回封入特典はジャケットサイズ・ステッカー。

2. 『魔法つかいプリキュア! ドラマ&キャラクターソングアルバム ドリーム☆アーチ』（2016年11月30日発売、MJSA-01199）
  - 新規録音のキャラクターソング5曲と「魔法アラ・ドーモ!」のリアレンジバージョンに加え、ショートドラマ5篇を収録したアルバム。初回封入特典はジャケットサイズ・ステッカー。

3. 『魔法つかいプリキュア! ボーカルベストアルバム 手のひらのおくりもの』（2017年1月25日発売、MJSA-01206）
  - 後期オープニングテーマ、前後期エンディングテーマや映画挿入歌、新曲1曲を含むキャラクターソングやイメージソングなど全16曲を収録したベストアルバム。初回封入特典はジャケットサイズ・ステッカー。

企画アルバム
1. 『みんなで歌おうプリキュアパーティー!〜ハロウィン・盆おどり・おたんじょう会・たいそう・クリスマス〜』（2016年9月28日発売、MJSA-01188）
  - 挿入歌として使われた「プリキュア音頭〜スマイルWink〜」やインストゥルメンタルバージョンがBGMとして使われた「プリキュア☆彡ハロウィンカーニバル!」「Precure Holy Night」を含む、各季節の行事ごとに合わせて作られた楽曲5曲を収録したアルバム。初回封入特典はジャケットサイズ・ステッカー。

### DVD / Blu-ray Disc
いずれも販売元は第1期がポニーキャニオン、第2期がハピネット・メディアマーケティング。
DVDは2016年6月15日から2017年5月17日にかけて全16巻（各巻3話（Vol.15以降は4話）収録）が、Bru-ray Discは2016年9月21日から2017年5月17日にかけて全4巻（各巻2枚組・12話（Vol.4のみ14話）収録）がそれぞれ発売された。DVDおよびBD第1巻収録の第1・2話には、主演声優の高橋李依と堀江由衣によるオーディオコメンタリーが収録されている。
| 巻数 | 収録話数    | ジャケットイラスト                                                                       | 映像特典 | 発売日         |
| ---- | ----------- | ---------------------------------------------------------------------------------------- | --- | -------------- |
| 1    | 1話 - 3話   | キュアミラクル キュアマジカル （ダイヤスタイル） モフルン はーちゃん（ヨチヨチ期）       | 前期ノンテロップOP&ED 前期エンディングダンスレッスンムービー Blu-ray&DVD告知CM 第1・2話オーディオコメンタリー | 2016年6月15日  |
| 2    | 4話 - 6話   | キュアミラクル キュアマジカル （ルビースタイル） モフルン はーちゃん（ヨチヨチ期）       | 前期エンディングダンスレッスンムービー                                                                        | 2016年7月20日  |
| 3    | 7話 - 9話   | キュアミラクル キュアマジカル （サファイアスタイル） モフルン はーちゃん（ヨチヨチ期）   | 前期エンディングダンスレッスンムービー                                                                        | 2016年8月17日  |
| 4    | 10話 - 12話 | キュアミラクル キュアマジカル （トパーズスタイル） モフルン はーちゃん（トコトコ期）     | 前期エンディングダンスレッスンムービー                                                                        | 2016年9月21日  |
| 5    | 13話 - 15話 | みらい・リコ（私服） モフルン はーちゃん（トコトコ期）                                   | 前期エンディングダンスレッスンムービー                                                                        | 2016年10月19日 |
| 6    | 16話 - 18話 | みらい・リコ（魔法学校制服） モフルン                                                    | 前期エンディングダンスレッスンムービー                                                                        | 2016年11月16日 |
| 7    | 19話 - 21話 | キュアミラクル キュアマジカル （ダイヤスタイル） ドクロクシー                            | 前期エンディングダンスレッスンムービー                                                                        | 2016年12月21日 |
| 8    | 22話 - 24話 | キュアミラクル キュアマジカル （ダイヤスタイル） キュアフェリーチェ モフルン             | 後期ノンテロップOP&ED1 後期エンディングダンスレッスンムービー カラフルスタイルライブラリー Blu-ray告知CM      | 2017年1月18日  |
| 9    | 25話 - 27話 | みらい・リコ・ことは（私服） モフルン                                                    | 後期ノンテロップED2 後期エンディングダンスレッスンムービー                                                    | 2017年2月15日  |
| 10   | 28話 - 30話 | みらい・リコ・ことは（魔法学校制服） モフルン                                            | 後期エンディングダンスレッスンムービー                                                                        | 2017年2月15日  |
| 11   | 31話 - 33話 | キュアミラクル キュアマジカル キュアフェリーチェ （アレキサンドライトスタイル） モフルン | 後期ノンテロップED3 後期エンディングダンスレッスンムービー                                                    | 2017年3月15日  |
| 12   | 34話 - 36話 | キュアミラクル キュアマジカル （ダイヤスタイル） キュアフェリーチェ モフルン             | 後期ノンテロップED4 後期エンディングダンスレッスンムービー                                                    | 2017年3月15日  |
| 13   | 37話 - 39話 | キュアミラクル キュアマジカル （ルビースタイル） キュアフェリーチェ モフルン             | 後期エンディングダンスレッスンムービー                                                                        | 2017年4月19日  |
| 14   | 40話 - 42話 | キュアミラクル キュアマジカル （サファイアスタイル） キュアフェリーチェ モフルン         | 後期ノンテロップED5 後期エンディングダンスレッスンムービー                                                    | 2017年4月19日  |
| 15   | 43話 - 46話 | キュアミラクル キュアマジカル （トパーズスタイル） キュアフェリーチェ モフルン           | 後期ノンテロップED6 後期エンディングダンスレッスンムービー                                                    | 2017年5月17日  |
| 16   | 47話 - 50話 | キュアミラクル キュアマジカル キュアフェリーチェ （アレキサンドライトスタイル） モフルン | 後期ノンテロップED7 後期エンディングダンスレッスンムービー カラフルスタイルライブラリー                       | 2017年5月17日  |

| 巻数 | 収録話数    | ジャケットイラスト | 映像特典 | 発売日        |
| ---- | ----------- | --- | --- | ------------- |
| 1    | 1話 - 12話  | キュアミラクル キュアマジカル （ダイヤスタイル） モフルン はーちゃん（ヨチヨチ期）                                                                                    | 前期ノンテロップOP&ED 前期エンディングダンスレッスンムービー 変身&技シーン集 設定資料ライブラリー Blu-ray&DVD告知CM 第1・2話オーディオコメンタリー | 2016年9月21日 |
| 2    | 13話 - 24話 | キュアフェリーチェ キュアミラクル キュアマジカル （ルビースタイル） モフルン                                                                                          | 後期ノンテロップOP&ED1 後期エンディングダンスレッスンムービー 設定資料ライブラリー Blu-ray告知CM                                                   | 2017年1月18日 |
| 3    | 25話 - 36話 | キュアミラクル キュアマジカル （サファイアスタイル・トパーズスタイル） キュアフェリーチェ モフルン カタツムリニア                                                     | 後期ノンテロップED2〜4 設定資料ライブラリー | 2017年3月15日 |
| 4    | 37話 - 50話 | キュアミラクル キュアマジカル キュアフェリーチェ （アレキサンドライトスタイル） モフルン 校長、魔法の水晶 ジュン、ケイ、エミリー、チクルン 壮太、ゆうと、かな、まゆみ | 後期ノンテロップED5〜7 設定資料ライブラリー 変身&技シーン集                                                                                        | 2017年5月17日 |

| 巻数 | 収録話数   | ジャケットイラスト | 映像特典          | 封入特典 | 豪華版特典 | 発売日        |
| ---- | ---------- | --- | ----------------- | --- | --- | ------------- |
| 上巻 | 1話 - 6話  | 【スリーブケース】 キュアミラクル キュアマジカル キュアフェリーチェ モフルン 【デジパック】 みらい・リコ （OP冒頭衣装）                                  | ノンテロップOP&ED | 袖山麻美描き下ろし三方背スリーブケース&デジパック ブックレット 『魔法つかいプリキュア!!〜MIRAI DAYS〜後夜祭』イベントチケット優先申込券 エムカード（キャスト座談会前編） | 袖山麻美描き下ろしキャンバスアートボード クリアブックマーク（キュアミラクル/モフルン） キャスト複製サインミニ色紙（高橋李依/堀江由衣）           | 2025年3月26日 |
| 下巻 | 7話 - 12話 | 【スリーブケース】 キュアミラクル キュアマジカル キュアフェリーチェ （アレキサンドライトスタイル） モフルン 【デジパック】 ことは（OP冒頭衣装） モフルン | 予告集            | 袖山麻美描き下ろし三方背スリーブケース&デジパック ブックレット エムカード（キャスト座談会後編）                                                                          | 袖山麻美描き下ろしキャンバスアートボード クリアブックマーク（キュアマジカル/キュアフェリーチェ） キャスト複製サインミニ色紙（早見沙織/齋藤彩夏） | 2025年5月14日 |

### ゲーム
プリキュア まほうのパーティー
前作『プリキュア プリンセスパーティー』を、本作品に合わせる形でリニューアル。2016年4月14日より稼働。ことは（キュアフェリーチェ）と『映画 魔法つかい』のキュアモフルンはカード内のみで、ゲーム内には登場しない。

### スマートフォンアプリ
魔法つかいプリキュア!公式応援アプリ
iOS版（iPhone/iPadユニバーサル対応） とAndroid 版が用意されており、前作までの応援アプリとは別のアプリとして配信されている。これまで同様テレビと連動させ、応援することで3Dモデルを入手し、それと共に写真を撮ることが可能となっているが、本作品では応援画面のユーザーインターフェイスやシステムが刷新され、番組中に設定された1、2回の「応援タイム」中に画面上の宝石をタップし、ハートを満タンにすることで3Dモデルを得られる形に変更されている。
魔法つかいプリキュア!マジカルコレクション
auスマートパス向けに提供されてきた「プリキュア ボイス&カードコレクション」から入れ替わる形で2016年2月にサービスを開始。Android版はネイティブアプリ、iOS版はWebアプリで提供している。「ボイス&カードコレクション」同様に放送後30分以内にアクセスすることでキャラクターのイラストカードや音声、ボイスムービーが入手出来るほか、スタンプを貯めることでイラストカードや音声、ボイスムービーが得られる「スタンプチャレンジ」も実施している。
プリキュア つながるぱずるん
2017年3月16日から2020年6月2日まで、バンダイナムコエンターテインメント（BNEI）より配信されていたスマートフォン向けゲームアプリ。サービス開始時点から本作品に出る3人のプリキュアが登場するほか、ゲーム進行役としてモフルンも登場する。
共闘ことばRPG コトダマン
MIXIが開発・配信・運営しているスマートフォン用パズルRPG。2024年7月よりプリキュアシリーズとのコラボを実施、本作品からキュアミラクル＆キュアマジカル、キュアフェリーチェ、オルーバが登場する。
ぷよぷよ!!クエスト
セガが開発・配信・運営しているスマートフォン用パズルRPG。2025年1月に本作品とコラボレーションし、プリキュア3人やモフルンなど本作品のキャラクターが登場する。

#### LINE
魔法つかいプリキュア!スタンプ
無料通話アプリLINEのクリエイターズスタンプ。LINE STOREから販売されている。全40種類。
2016年9月11日までの使用率の高かった上位25つのスタンプは缶バッジとなり『プリティストア』にて2016年12月10日から販売。
魔法つかいプリキュア!モフルンスタンプ
無料通話アプリLINEのスタンプ。『映画魔法つかいプリキュア!奇跡の変身!キュアモフルン!』の公開記念。
全40種類。全てモフルンの描き下ろしイラストのスタンプ。
「プリキュアオールスターズ」LINE着せ替え
『映画 プリキュアドリームスターズ!』公開を記念として販売されたLINEの着せ替えセット。本作品及び『Go!プリンセスプリキュア』『キラキラ☆プリキュアアラモード』の3デザインが用意されている。

### 関連書籍
『月刊ComicREX』2016年9月号増刊　『Febri』Vol.36　「巻頭特集 魔法つかいプリキュア!」（一迅社、2016年9月1日発行）雑誌 03714-09（L)-10-10
第1期前半2クール分のストーリーガイドに加え、シリーズディレクターの三塚雅人、キャラクターデザインの宮本絵美子、プロデューサーの内藤圭佑、プリキュア役の高橋李依・堀江由衣・早見沙織、映画版プロデューサーの神木優のインタビューで構成した34頁の特集記事（文：宮昌太郎、夏葉薫、前田久、Febri編集部）
『アニメージュ』2017年1月号増刊 『魔法つかいプリキュア!』特別増刊号（徳間書店、2016年11月19日発行）雑誌 01578-01
映画公開に合わせて発行されるアニメージュの増刊号で、これまで同誌に掲載された記事の再録や最新情報、スタッフインタビューや声優の座談会・インタビューなど、テレビシリーズと映画の情報を掲載。また、同時期にBD-BOXが発売される『ハートキャッチプリキュア!』でプリキュアを演じた声優4人（水樹奈々、水沢史絵、桑島法子、久川綾）による座談会も収録。
『魔法つかいプリキュア! オフィシャルコンプリートブック』（アニメディア編集部・編、学研プラス・発行、2017年3月18日発売） ISBN 978-4-05-611179-8
第1期の公式ファンブック。主要キャラクターの紹介や設定資料、全ストーリーの解説、声優・スタッフインタビューなどで構成。また『みんなで歌う♪奇跡の魔法』と『映画 魔法つかいプリキュア!』、そして発売当日に公開された『映画 プリキュアドリームスターズ!』といった劇場版情報も収録。
『魔法つかいプリキュア!設定資料集 決定版』（東映アニメーション、2017年6月30日発行）
第1期の設定資料集。A4横版全430ページ、表紙箔押し仕様、白箱入り。
『小説 魔法つかいプリキュア! いま、時間旅行って言いました!?』（村山功・著、宮本絵美子・絵、講談社KK文庫、2017年10月11日発売） ISBN 978-4-06-199653-3
シリーズ構成の村山による児童向け小説。みらいたちがタイムスリップし過去の魔法学校に現れ、そこで新たな物語を繰り広げる。
『宮本絵美子 東映アニメーション プリキュアワークス』（一迅社、2019年6月26日発売）ISBN 978-4-7580-1636-0
本作品を中心とした宮本によるイラストギャラリーの書籍。各種アニメ雑誌やDVDジャケットなどに使われた版権イラスト、キャラクター設定、本作品をはじめとする各作品での原画などを収録。
『魔法つかいプリキュア!!〜MIRAI DAYS〜キャラクターアーカイブ』（Febri編集部・編、一迅社・発行、2025年7月1日発売 ISBN 978-4-7580-1993-4
第2期の公式ファンブック。主要キャラクターの紹介や設定資料、シリーズディレクターのコメンタリー付きでの全ストーリーの解説、声優・スタッフのインタビューなどで構成。

### フィギュア
S.H.Figuartsシリーズ

S.H.Figuarts キュアミラクル ダイヤスタイル
リンクルステッキと魔法のほうきが付属。番組終了後の2017年5月に開催された「TAMASHII NATIONS 10th Anniversary WORLD TOUR “OSAKA”」にて、参考出品の扱いで公開された。
S.H.Figuarts キュアマジカル ダイヤスタイル
上記キュアミラクルと併せて、シルエットのみが公開された。
BE@RBRICK モフルン 100% & 400%（メディコム・トイ）
モフルンを元にメディコム・トイが展開しているテディベアモチーフのアクションフィギュア「BE@RBRICK」として製造販売。通常サイズの「100%」とビッグサイズで着ぐるみ仕様の「400%」のセット販売。2024年1月2日より、直営店「1/6計画」で数量限定販売されたほか、オンラインショップ「MCT TOKYO」での販売も実施された。

### その他の商品
ぐりり/エビシーコラボグッズ
2016年2月27日から3月21日に宮城県仙台市のKHBプラザで期間限定で開店した「KHBプリキュアショップ」で、本作品と東日本放送のマスコットキャラクター「ぐりり」とコラボレーションした缶バッジ・Tシャツ・トートバッグが販売された。いずれもぐりりとぐりりの格好をしたキュアミラクル・キュアマジカル・モフルンが描かれている。
また、2016年7月31日からはオフィシャルショップ「プリキュア プリティストア」大阪・東京・福岡3店舗で、朝日放送のマスコットキャラクター「エビシー」とコラボレーションしたグッズが発売され、こちらではエビシーとエビシーの格好をしたキュアミラクル・キュアマジカル・キュアフェリーチェ・モフルンが描かれている。
大きなモフルンぬいぐるみ
全国のプリキュアショーでプリキュアが持っているモフルンと同サイズのぬいぐるみ。全長約60cm、座り時約46cmと大型サイズになっている。プレミアムバンダイ限定販売、2016年9月発送。
つなげてヤドネムリンチャーム
各プリティストアで販売。ヤドネムリンに入ったみらい・リコ・モフルン・はーちゃん（ヨチヨチ期）の4種類に、逆からヤドネムリンに入ったみらいがシークレットとして登場。
リオデジャネイロオリンピック・パラリンピック日本代表選手団応援グッズ
リオ五輪・パラリンピック選手団を応援するための公式グッズとして、国内外で人気の漫画・アニメ・ゲームキャラクターのイラストが入ったシャツやタオルが2016年7月16日より日本オリンピック委員会の公式オンラインショップや量販店、コンビニエンスストアで販売された。本作品からはキュアミラクルとキュアマジカルが登場。
キャラクターコラボ眼鏡
池袋の眼鏡店「眼鏡執事eyemirror」との共同企画によるキャラクター眼鏡で、同店及びプリティストアで販売。みらいをイメージしたピンク色と、リコをイメージした紫色の2種類を用意し、フレームの蝶番部分にはリンクルステッキがデザインされている。レンズは度無しのブルーライトカット仕様でPC用として使用可能だが、眼鏡執事eyemirrorやメガネスーパーに持ち込む事で度付きレンズへの入れ替えや調整などに対応する。オリジナルケースと描き下ろしイラストを使用した眼鏡拭きが付属。
ローソンコラボ商品
前作『Go!プリンセスプリキュア』に続くコラボ商品で、ローソンのイメージカラーである青と白のストライプ及びワンポイントのピンクをあしらった服を着たみらい・リコ・ことは・モフルンの描き下ろしイラストを使った、パスケース付きネックストラップと、缶バッジ・アクリルチャーム・毛布のセットが販売された。
ダイヤの原石モチーフ/魔法のほうき silver925 ペンダント
劇中のリンクルストーン・ダイヤの原石と魔法のほうき、それぞれをモチーフにしたシルバーアクセサリー。プレミアムバンダイとバンダイファッションネットで予約受付、2017年5月発送。
ダイヤの原石ペンダントは、第1話と49話でみらいが身に着けていた物をモチーフとし、シルバーの台座にダイヤ型のエポキシ樹脂とハート型のキュービックジルコニアを埋め込んだ物。色はシルバーとピンクゴールドでメッキしたキュアミラクル仕様の2種類が用意されている。
魔法のほうきペンダントはほうきを横にデザインし、チェーンを両吊りにしてゴールドでメッキを施した物で、ほうきの柄の尖端に星と月がスイング形式でぶら下がっている。
モフルンのソファ『モファ』
モフルンをモチーフにしたソファで、2019年に行われたNHK『発表!全プリキュア大投票』のキャラクター部門でモフルンが1位になったのを受けて企画された。東映アニメーションオンラインショップでの予約・完全受注生産製品。
大川家具を製造する福岡県大川市の家具メーカー・アルファタカバが製造を担当し、背もたれにはモフルンの顔が描かれ、肘掛けにはモフルンの手をイメージしたハートマーク、脚はモフルンの足をイメージした丸みを帯びたもの、背面にはモフルンの尻尾がプリントされるなど、モフルンの特徴が盛り込まれている。モフルンのお腹をイメージした座面用カバーが付属。
Pretty Holic 〜MIRAI DAYS Lip〜
2021年よりプリキュアシリーズに連動して展開されている化粧品ブランド「Pretty Holic」から、『MIRAI DAYS』放送開始記念で発売されるリップスティック。プレミアムバンダイ限定販売で2025年8月発送予定。
エンディング映像でピンクダイヤスタイルのミラクルとマジカルが持っているものと同形状で、ミラクルとマジカルそれぞれをイメージした外観デザインとトップには金色のモフルンのモチーフを配し、スティックの先端はモフルンの顔の形を模している。
ミラクルのリップはピンク、マジカルのリップは紫で、ミラクルのリップの後にマジカルのリップを重ね付けすることで潤いと艶のある仕上がりにできる。